# Renault Clio
El Renault Clio es un automóvil perteneciente al segmento B producido por el fabricante francés de automóviles Renault. Se comenzó a comercializar en 1990 como sucesor del Renault Supercinco.
El Clio no se comercializa con este nombre en todos los países. En Japón es conocido por el de Lutecia, nombre que alude al origen romano de la ciudad de París.
El Renault Clio fue elegido Coche del Año en Europa en 1991 y 2006, Coche del Año en España en 1991, "Mejor Automóvil Subcompacto" Automóvil Panamericano magazine en 2002, 2003 y 2004 en México.

## Primera generación (1990-1998)
El desarrollo del Clio denominado como Project X57, para sustituir a su exitoso Renault Supercinco, pretendía ofrecer un modelo más moderno con características similares, se diseñarían varias propuestas hasta llegar al modelo definitivo, comercializado en 1990 el cual contó con carrocerías de 3 y 5 puertas. 
Durante su comercialización, sufrió dos reestilizaciones, uno en 1994, y el último en 1996, por lo que se distingue entre tres fases diferentes, principalmente diferenciables exteriormente por los grupos ópticos, las calandras y los espejos retrovisores exteriores. Fue elegido Coche del Año en Europa en 1991.
Renault había reemplazado al exitoso Supercinco por un modelo completamente rediseñado (similar al original de 1972) en 1984, pero poco después comenzó a trabajar en un supermini completamente nuevo para impulsar a la compañía hacia la década de 1990. Finalmente, se decidió que el nuevo coche llevaría una designación de nombre, en lugar de las designaciones numéricas de modelo que Renault había utilizado tradicionalmente; esto se adoptaría en toda la gama Renault en 1995. Coches como el Fuego coupé (lanzado en 1980) habían sido una excepción a esta regla, y el último Renault "numérico" fue el 19, lanzado en 1988. A finales de 1996, las designaciones numéricas de modelo habían desaparecido por completo de la gama Renault en Europa Occidental.
El Clio se presentó en el Salón del Automóvil de París en junio de 1990 y las ventas en Francia y el resto del continente comenzaron entonces, aunque las ventas en Gran Bretaña, con volante a la derecha, no comenzaron hasta marzo de 1991. El Clio fue el sustituto del exitoso Renault 5, aunque este coche se mantuvo en producción hasta 1996 en una fábrica de Eslovenia, donde posteriormente se fabricaron algunas versiones del Clio. La suspensión y el piso del Clio eran prácticamente iguales a los del R5, derivado del R9 berlina de 1981 y el R11 hatchback de 1983, no los del Renault 5 original de 1972, a pesar de que el R5 posterior se parecía visualmente al modelo original.
La suspensión utiliza barras de torsión de medio ancho (ancho completo en los modelos de especificaciones más altas) con brazos de arrastre en la parte trasera y puntales MacPherson con muelles helicoidales, unidos a un subchasis grueso de acero prensado en la parte delantera. La gama de motores disponible en el lanzamiento incluía motores de gasolina de cuatro cilindros en línea E-type "Energy" de 1.2 L y 1.4 L (vistos por primera vez en el Renault 19) y motores diésel de 1.7 L y 1.9 L, ambos basados en la unidad tipo F. Los motores de gasolina tuvieron sus carburadores reemplazados gradualmente por sistemas de inyección electrónica de combustible a finales de 1992, con el fin de cumplir con las regulaciones de emisiones contaminantes cada vez más estrictas introducidas por la CEE.
Tras solo un año de comercialización, se produjo una ligera renovación del equipamiento. Una nueva versión "suave" del emblema de diamante de Renault (el anterior, "acanalado", estaba en proceso de descontinuación) y un nuevo diseño de los asientos delanteros fueron los únicos cambios. Este diseño modificado no constituyó una nueva "fase". En marzo de 1994 (en el Salón del Automóvil de Ginebra), se lanzó la segunda fase del Clio, con pequeñas actualizaciones en el exterior y el interior.  Lo más notable fue el cambio en la parrilla delantera, que pasó de dos nervaduras metálicas a una única lama con código de color. Las molduras protectoras se hicieron ligeramente más grandes y redondeadas, incorporando el emblema del nivel de equipamiento. Las insignias de la tira del portón trasero se desplazaron hacia arriba, sobre el propio portón, y se le dio un aspecto de fibra de carbono. Los grupos ópticos traseros adoptaron una forma de burbuja ligeramente más redondeada, lo que le dio al Clio un aspecto más moderno. Sin embargo, estos grupos ópticos son físicamente intercambiables con los de la primera fase. [cita requerida]
En mayo de 1996, con la llegada del Clio rediseñado de la fase tres, el motor Energy de 1,2 L fue reemplazado por el motor DiET D7F MPi (inyección multipunto) de 1.149 cc, utilizado por primera vez en el Renault Twingo; durante algún tiempo también estuvieron disponibles versiones con el antiguo motor "Cléon" de 1.239 cc del Twingo original. El diseño de la culata del E-type de 1,4 L también se modificó ligeramente para los modelos de la fase tres en un intento por mejorar el ahorro de combustible. Esto resultó en que los motores produjeran algo menos de potencia que sus versiones anteriores.[cita requerida]
Los Clios de la fase tres presentan una actualización ligeramente más notable que los de la fase dos. La fase tres cuenta con faros delanteros diferentes, más redondeados, que incorporan el intermitente en la misma unidad que el faro, y el capó se curva más en los bordes de los faros. El portón trasero incorpora una tercera luz de freno y una nueva placa con el nombre "Clio" en cursiva, siguiendo la misma tipografía que los Renault contemporáneos. También se realizaron algunas mejoras mecánicas, así como la introducción de barras de impacto laterales y airbags, que se convirtieron en características comunes en los coches de consumo en toda Europa.[cita requerida]
Renault también lanzó una versión hot hatch del Clio en 1991. Era estéticamente muy similar, pero con el añadido de un motor de ocho válvulas 1.8 L de 110 caballos de vapor (80,9 kW), faldones laterales y frenos de disco en las cuatro ruedas. Este, con inyección de combustible multipunto, fue etiquetado como RSi. A partir de 1991, una versión más ligera y ajustada de este motor de 1.8 litros (con inyección de un solo punto) se unió al anterior 1.7 utilizado en la versión muy lujosa del Baccara que se vendió en algunos mercados de Europa continental. Además de este motor razonablemente potente, el Baccara tiene un interior lujoso con mucho cuero y madera, así como ventanas y cerraduras eléctricas, etc. El Baccara fue renombrado "Initiale" en 1997, en línea con otros Renault, diferenciándose del Baccara principalmente en el diseño de las ruedas.

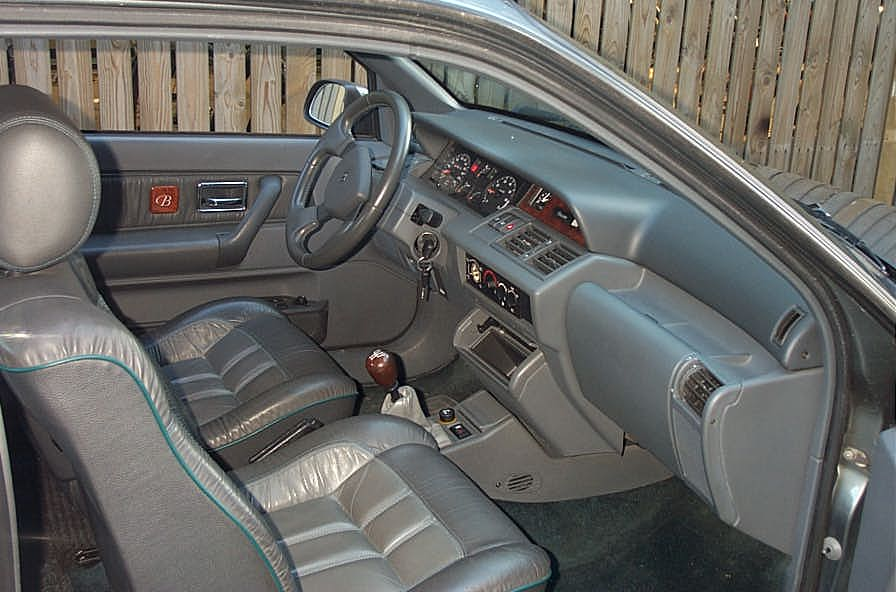
Interior del Clio Baccara de 1993

Durante 1991, se introdujo en la gama de motores Clio un motor de 1,8 L y 16 válvulas con inyección de combustible que producía 137 caballos de vapor (100,8 kW) (que había debutado en el Renault 19) capaz de impulsar el automóvil a 209 km/h (130 mph), conocido simplemente como Clio 16S en Francia (S de "soupapes", la palabra francesa para válvulas), y Clio 16V en los mercados de exportación. Fue el sucesor del Renault 5 GT Turbo, que se suspendió ese año al reducirse la gama R5. Además de tener una velocidad máxima más alta que un Clio normal, el 16S luce guardabarros delanteros de plástico más anchos, una ventilación descentrada en el capó, arcos traseros más anchos y suspensión y frenos mejorados, y espejos delanteros y parachoques con código de color. Sin embargo, se omitieron los faldones laterales RSi. En el interior, el modelo 16V tiene un panel de instrumentos extendido que alberga diales para la presión del aceite del motor, la temperatura del aceite y el nivel de aceite (que solo se indica al arrancar el motor). Los asientos también ofrecen mayor soporte para que coincida con la naturaleza deportiva del modelo. Las versiones no catalizadas, todavía disponibles en algunos mercados, ofrecen 140 caballos de vapor (103 kW) y un rendimiento marginalmente superior, con velocidades máximas de hasta 212 km/h (131,7 mph) y un tiempo de 0 a 100 km/h (62 mph) que se reduce de 8 a 7,8 segundos.
En diciembre de 1990, el Clio fue elegido Coche Europeo del Año 1991, y pronto se convirtió en uno de los coches más vendidos de Europa, así como en el primer Renault en estar consistentemente entre los 10 más vendidos en el Reino Unido, donde vendía más de 50.000 unidades al año en 1995. Las ventas en el Reino Unido se vieron favorecidas por una famosa campaña publicitaria televisiva de Publicis filmada en Francia, con los dos personajes principales de Papa y Nicole, interpretados por Max Douchin y Estelle Skornik respectivamente.
De 1991 a 1993, los niveles de equipamiento eran idénticos en todos los países europeos. A partir de 1993, las designaciones de los niveles de equipamiento se volvieron más variadas en los distintos mercados.[cita requerida] El coche se vendió como Renault Lutecia (de Lutetia, el nombre en latín de París) en Japón, ya que Honda utilizaba allí "Clio" para una de sus redes de marketing nacionales.

### Clio Williams
En 1993, Renault lanzó el Clio Williams como una edición limitada de 3.800 unidades (1.300 más de las necesarias para la homologación), cada una con una placa numerada en el salpicadero. Se agotaron tan rápido que Renault terminó fabricando 1.600 más.
Tras la primera serie, debido a la demanda, Renault fabricó los Williams 2 y 3, llegando a fabricar más de 12 000 unidades. Sin embargo, muchos coches de carretera nuevos se transformaron directamente en coches de carreras y, al sufrir daños, se reemplazaron por otro coche de carretera transformado, lo que significa que el número real de coches de carretera es significativamente inferior al que sugieren las cifras.
El coche recibió su nombre del equipo de Fórmula 1 WilliamsF1, que por aquel entonces contaba con motor Renault, aunque Williams no tuvo nada que ver con el diseño ni la ingeniería de este Clio. Las modificaciones del Clio 16S, en el que se basó, fueron obra de Renault Sport, la división de automovilismo de Renault. Sin embargo, este coche tenía un vínculo con la Fórmula 1 al ser el Safety Car de la categoría en 1996.
El motor de aspiración natural DOHC de 1998 cm³ (2 L; 121,9 plg³) y cuatro válvulas por cilindro, alimentado por inyección de combustible multipunto, tenía una potencia nominal de 147 caballos de vapor (108,1 kW; 145 HP) a 6100 rpm y un par de 175 N·m (129 lb·pie) a 4500 rpm. Tenía una velocidad máxima de 215 km/h (133,6 mph) equipado con una conducción y un manejo optimizados para el rendimiento. Renault lanzó posteriormente las ediciones especiales Williams 2 y Williams 3, para gran disgusto de aquellos propietarios a quienes se les había asegurado la exclusividad del Williams "original". Un error común es pensar que el 2.0 16V (F7R) del Williams es simplemente un 1.8 16V (F7P) con un mayor diámetro, cuando en realidad este motor grande tenía válvulas, levas, cigüeñal y radiador de aceite de motor de diferente tamaño. Otras diferencias entre el Williams y el Clio 16S, en el que se basa, incluyen una vía delantera más ancha con brazos transversales similares, pero diferentes, a los del Renault 19, llantas Speedline más anchas, una caja de cambios mejorada (JC5), un colector de admisión de cuatro cilindros a medida, una suspensión más firme y algunas diferencias estéticas en el exterior y el interior.[cita requerida]
Las diferencias entre las tres versiones del Williams se debieron principalmente a los cambios de fase en la gama Clio, como la incorporación gradual de mejoras de seguridad y variaciones estéticas. Aparte de esto, los Williams 1 y 2 no contaban con techo corredizo y estaban pintados en Azul Deportivo 449. El último Williams 3 se pintó en un tono de azul ligeramente más brillante (Azul Mónaco 432) y finalmente incorporó un techo corredizo, que durante mucho tiempo había sido de serie en prácticamente todos los Clio anteriores. El Williams original era el más ligero de los tres, carecía del sistema eléctrico necesario para el techo corredizo y los retrovisores, y era el único que llevaba una placa metálica con el número de fabricación.
El Renault Clio Williams fue y sigue siendo un coche de rally muy popular.[cita requerida] La versión básica de competición (Gr.N) contaba con suspensión de competición, una gestión del motor diferente y un escape más fluido. La potencia rondaba los 165 caballos de vapor (121,4 kW). La jaula antivuelco fue fabricada por Matter France. Los asientos tipo butaca fueron fabricados por Sabelt.
El siguiente paso fue el coche Gr.A, equipado con llantas Speedline 2012 de 16 pulgadas (con extractores opcionales), mejoras adicionales en la suspensión y un motor más afinado que produce entre 205-220 caballos de vapor (150,8-161,8 kW). Los frenos delanteros también se actualizaron con discos de 323 mm y pinzas de freno Alcon de cuatro pistones.

La evolución final fue el Renault Clio Williams Maxi, un coche en kit con pasos de rueda más anchos, llantas Speedline 2012 de 17 pulgadas y suspensión Proflex mejorada. El motor Sodemo se afinó aún más.

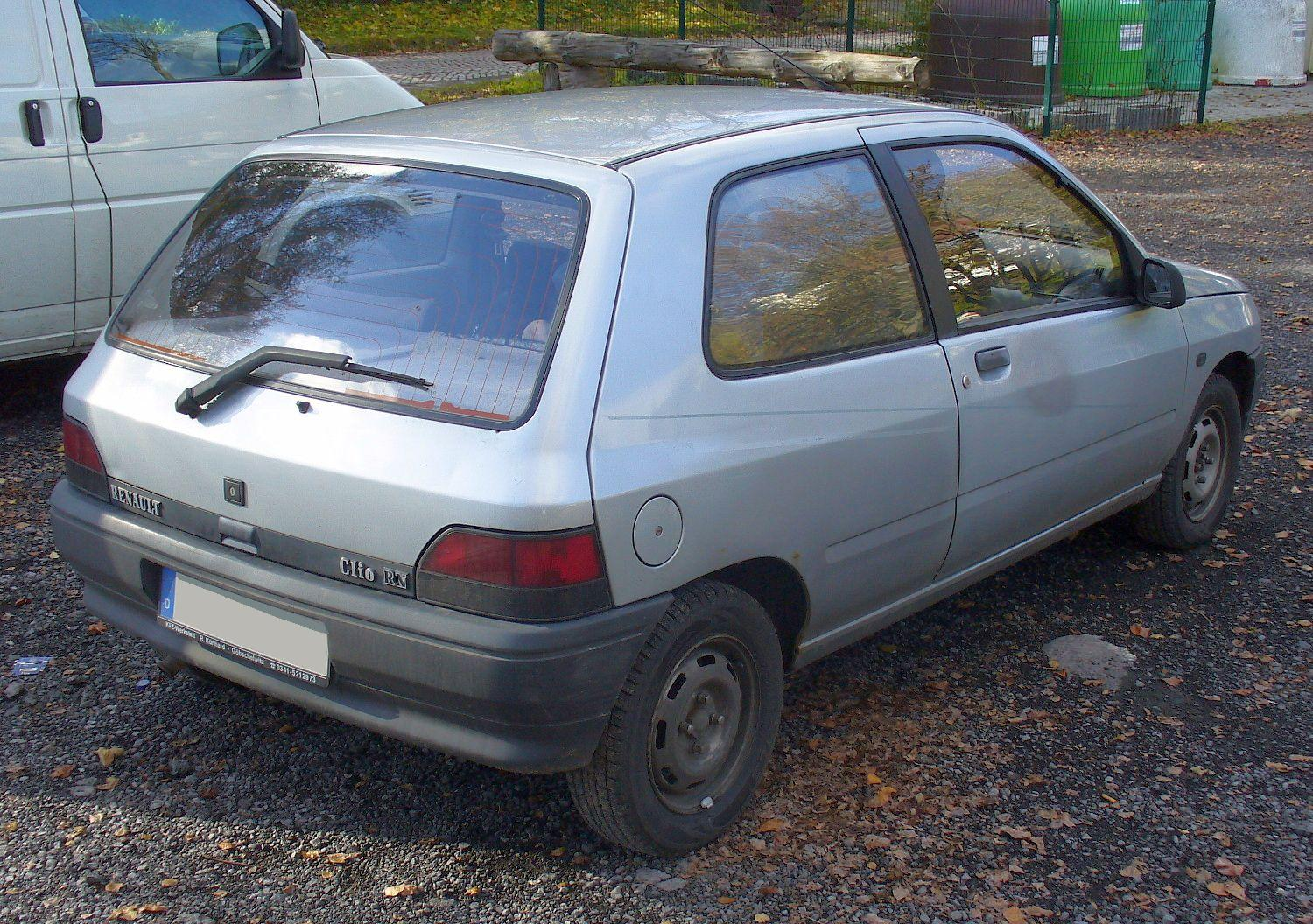
Vista trasera de la versión 1.2 L
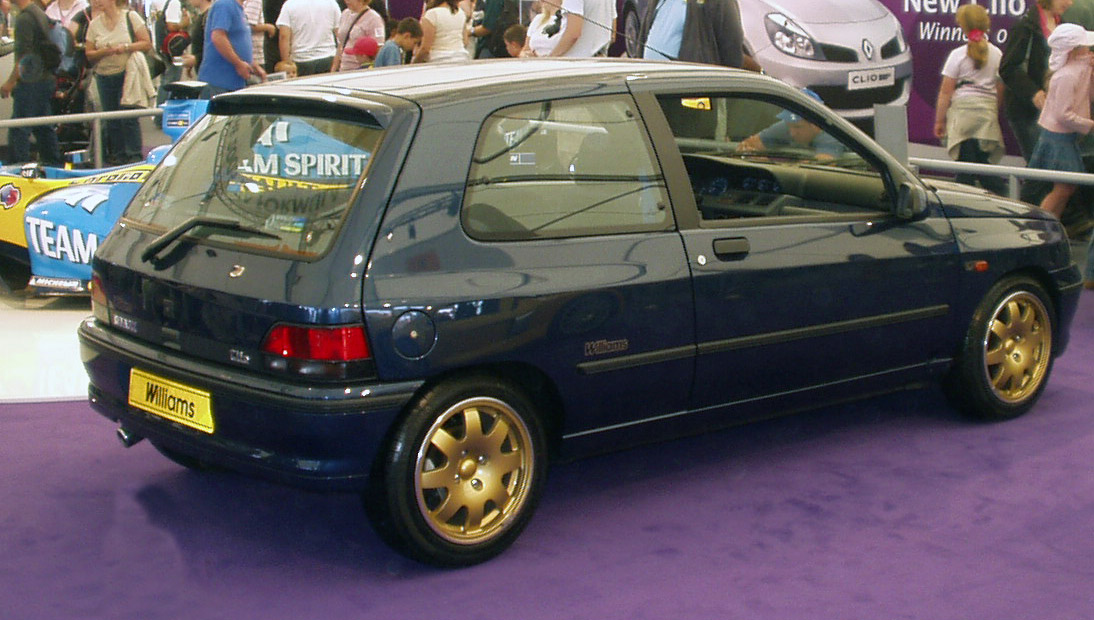
Clio Williams
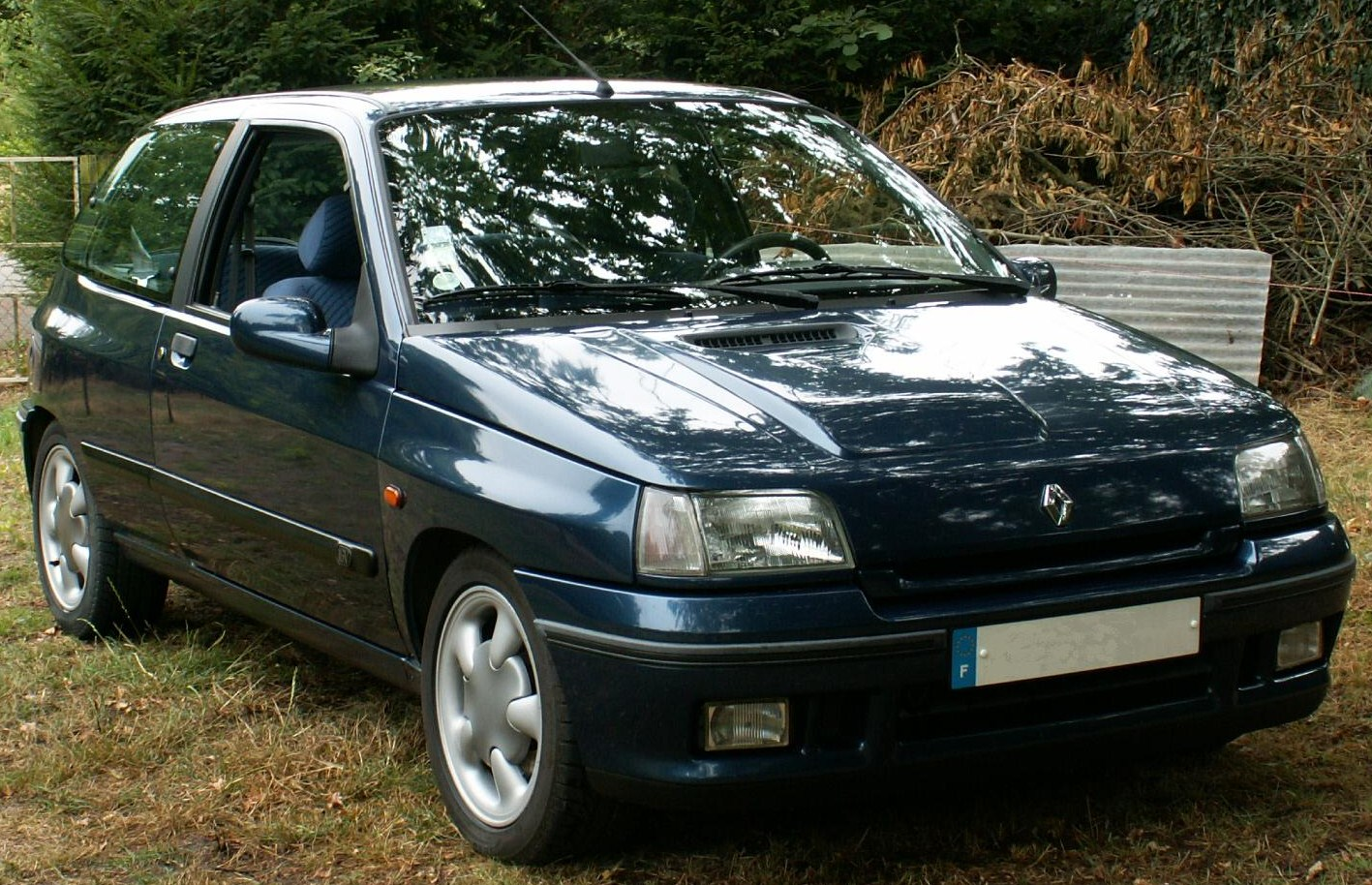
Clio 16V
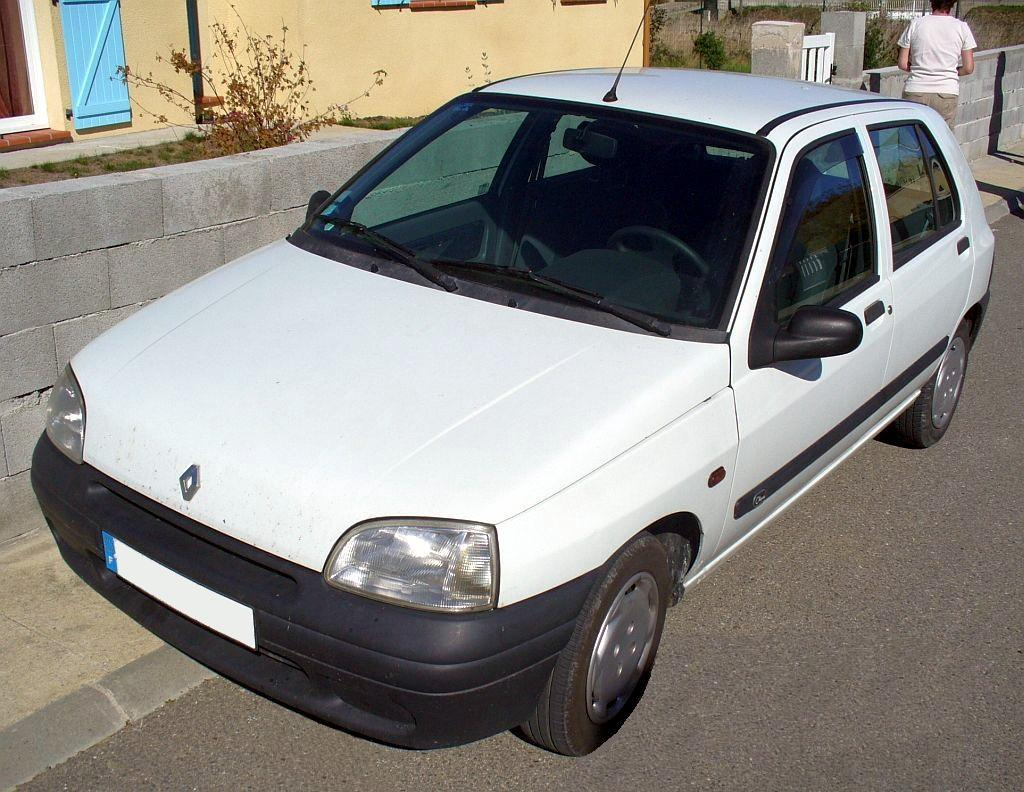
Clio Restyling
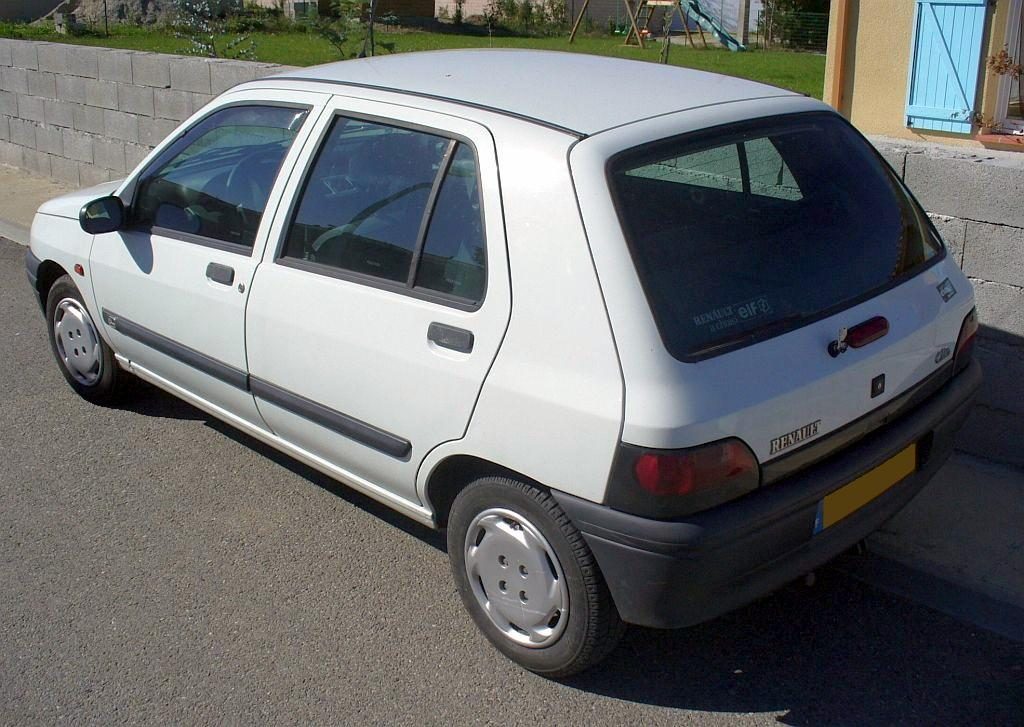
Clio Restyling
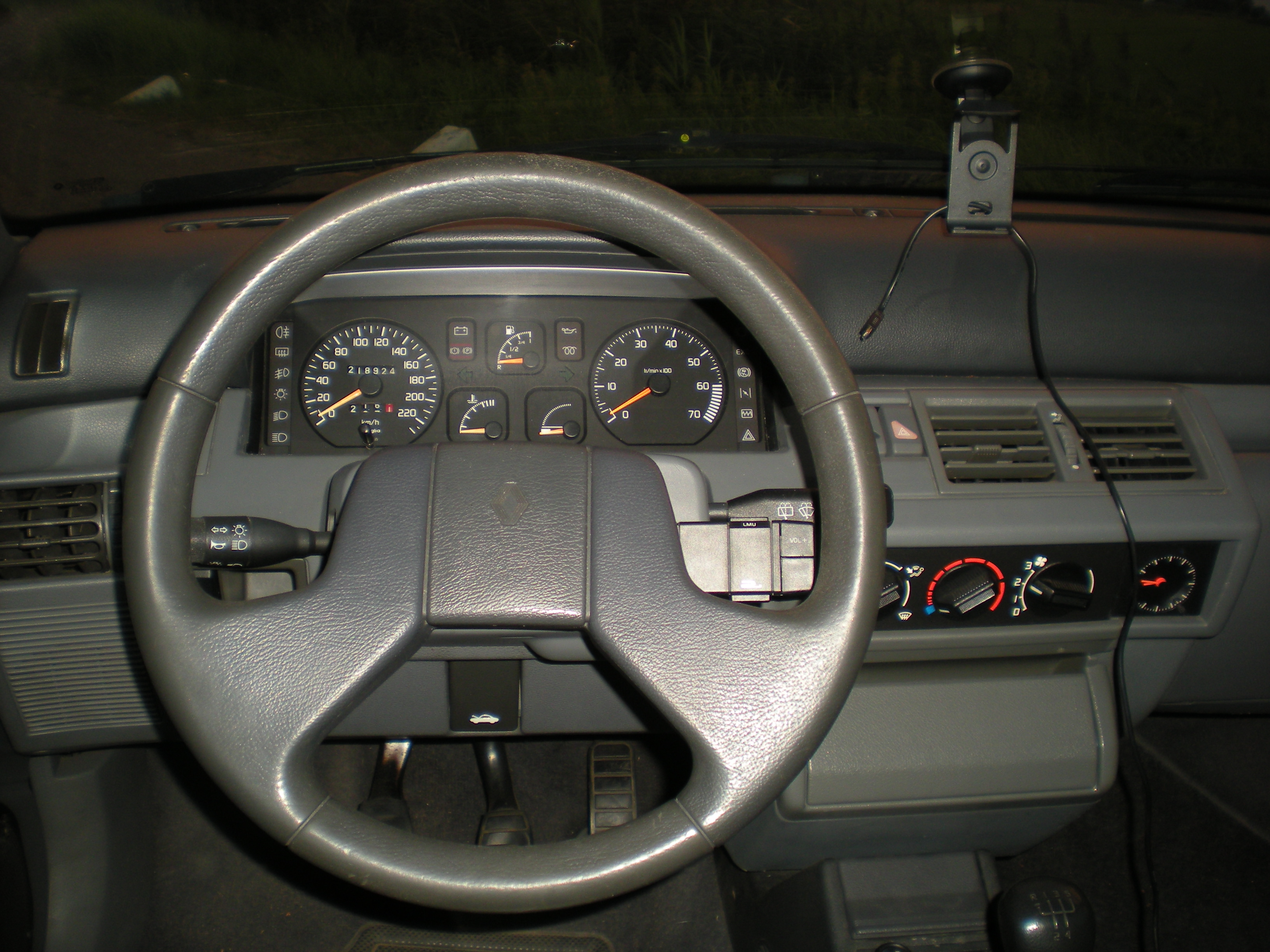
Interior

### Motorizaciones
| Periodo                        | 1990-1995                                     | 1993-1996                  | 1992-1996                  | 1996-1998             | 1990-1992                                                                     | 1992-1996                                                                     | 1996-1998                                         | 1990-1992             | 1992-1996                                         | 1993-1997             | 1991-1992              | 1992-1996             | 1993-1996              |           |           |           |           |
| Identificación del motor       | C1E                                           | C3G 720                    | E7F 700/706/708/750        | D7F 730               | E6J 718/728                                                                   | E7J 601/718/719/754                                                           | E7J 757                                           | F2N 770               | F3P 710/714/754                                   | F3P 712               | F7P                    | F7P                   | F7R 700                |           |           |           |           |
| Tipo de motor                  | L4 8v, carburación                            | L4 8v, inyección monopunto | L4 8v, inyección monopunto | L4 8v                 | L4 8v, carburación                                                            | L4 8v, inyección monopunto                                                    | L4 8v, inyección monopunto                        | L4 8v, carburación    | L4 8v, inyección monopunto                        | L4 8v                 | L4 16v                 | L4 16v                | L4 16v                 |           |           |           |           |
| Diámetro x carrera             | 70.0 mm × 72.0 mm                             | 74.0 mm x 72.0 mm          | 75.8 mm × 64.9 mm          | 69.0 mm x 76.8 mm     | 75.8 mm × 77.0 mm                                                             | 75.8 mm × 77.0 mm                                                             | 75.8 mm × 77.0 mm                                 | 81.0 mm × 83.5 mm     | 82.7 mm × 83.5 mm                                 | 82.7 mm × 83.5 mm     | 82.0 mm × 83.5 mm      | 82.0 mm × 83.5 mm     | 82.7 mm × 93.0 mm      |           |           |           |           |
| Cilindrada                     | 1108 cm³                                      | 1239 cm³                   | 1171 cm³                   | 1149 cm³              | 1390 cm³                                                                      | 1390 cm³                                                                      | 1390 cm³                                          | 1721 cm³              | 1794 cm³                                          | 1794 cm³              | 1764 cm³               | 1764 cm³              | 1998 cm³               |           |           |           |           |
| Relación de compresión         | 9.25: 1                                       | 8.8: 1                     | 9.5: 1                     | 9.6: 1                | 9.5: 1                                                                        | 9.5: 1                                                                        | 9.5: 1                                            | 9.2: 1                | 9.7: 1                                            | 9.8: 1                | 10.7: 1                | 10.7: 1               | 12.0: 1                |           |           |           |           |
| Potencia máxima: CV (kW) @ rpm | 48 CV (35 kW) @ 5250                          | 54 CV (40 kW) @ 5300       | 55 CV (41 kW) @ 6000       | 58 CV (43 kW) @ 5250  | 80 CV (59 kW) @ 5750                                                          | 78 CV (57 kW) @ 6000                                                          | 75 CV (55 kW) @ 6000                              | 92 CV (68 kW) @ 5700  | 93 CV (69 kW) @ 5750                              | 110 CV (81 kW) @ 5500 | 137 CV (101 kW) @ 6500 | 135 CV (99 kW) @ 6500 | 147 CV (108 kW) @ 6100 |           |           |           |           |
| Par máximo: Nm @ rpm           | 80 Nm @ 2500                                  | 90 Nm @ 2800               | 85 Nm @ 3500               | 93 Nm @ 2500          | 107 Nm @ 3500                                                                 | 107 Nm @ 3500                                                                 | 107 Nm @ 4000                                     | 138 Nm @ 3000         | 142 Nm @ 2750                                     | 160 Nm @ 4250         | 158 Nm @ 4250          | 158 Nm @ 4250         | 185 Nm @ 4500          |           |           |           |           |
| Tracción                       | Delantera                                     | Delantera                  | Delantera                  | Delantera             | Delantera                                                                     | Delantera                                                                     | Delantera                                         | Delantera             | Delantera                                         | Delantera             | Delantera              | Delantera             | Delantera              | Delantera | Delantera | Delantera | Delantera |
| Transmisión                    | Manual, 4 velocidades / Manual, 5 velocidades | Manual, 5 velocidades      | Manual, 5 velocidades      | Manual, 5 velocidades | Manual, 5 velocidades / Automática, 3 velocidades / Automática, 4 velocidades | Manual, 5 velocidades / Automática, 3 velocidades / Automática, 4 velocidades | Manual, 5 velocidades / Automática, 4 velocidades | Manual, 5 velocidades | Manual, 5 velocidades / Automática, 4 velocidades | Manual, 5 velocidades | Manual, 5 velocidades  | Manual, 5 velocidades | Manual, 5 velocidades  |           |           |           |           |
| Peso                           | 810 kg                                        | 840 kg                     | 845 kg                     | 855 kg                | 840 kg                                                                        | 875 kg                                                                        | 930 kg                                            | 905 kg                | 965 kg                                            | 1025 kg               | 1000 kg                | 1000 kg               | 990 kg                 |           |           |           |           |
| Aceleración 0–100 km/h         | 17.0 s                                        | 14.5 s                     | 14.0 s                     | 13.5 s                | 11.2 s                                                                        | 11.2 s                                                                        | 11.2 s                                            | 9.9 s                 | 9.9 s                                             | 8.9 s                 | 8.0 s                  | 8.0 s                 | 7.8 s                  |           |           |           |           |
| Velocidad máxima               | 146 km/h                                      | 150 km/h                   | 155 km/h                   | 160 km/h              | 175 km/h                                                                      | 175 km/h                                                                      | 175 km/h                                          | 189 km/h              | 185 km/h                                          | 195 km/h              | 212 km/h               | 209 km/h              | 215 km/h               |           |           |           |           |
| Consumo combinado (L/100 km)   | 6.9                                           | 6.5                        | 6.2                        | 6.3                   | 6.4                                                                           | 6.4                                                                           | 6.8                                               | 8.8                   | 8.0                                               | 8.2                   | 8.5                    | 8.5                   | 8.6                    |           |           |           |           |

| Periodo                        | 1990-1998             |                       |
| Identificación del motor       | F8Q 730/732           |                       |
| Tipo de motor                  | L4 8v                 |                       |
| Diámetro x carrera             | 80.0 mm × 93.0 mm     |                       |
| Cilindrada                     | 1870 cm³              |                       |
| Relación de compresión         | 21.5: 1               |                       |
| Potencia máxima: CV (kW) @ rpm | 64 CV (47 kW) @ 4500  |                       |
| Par máximo: Nm @ rpm           | 118 Nm @ 2250         |                       |
| Tracción                       | Delantera             | Delantera             |
| Transmisión                    | Manual, 5 velocidades | Manual, 5 velocidades |
| Peso                           | 825 kg                |                       |
| Aceleración 0–100 km/h         | 14.8 s                |                       |
| Velocidad máxima               | 161 km/h              |                       |
| Consumo combinado (L/100 km)   | 5.5                   |                       |

## Segunda generación (1998-2005)

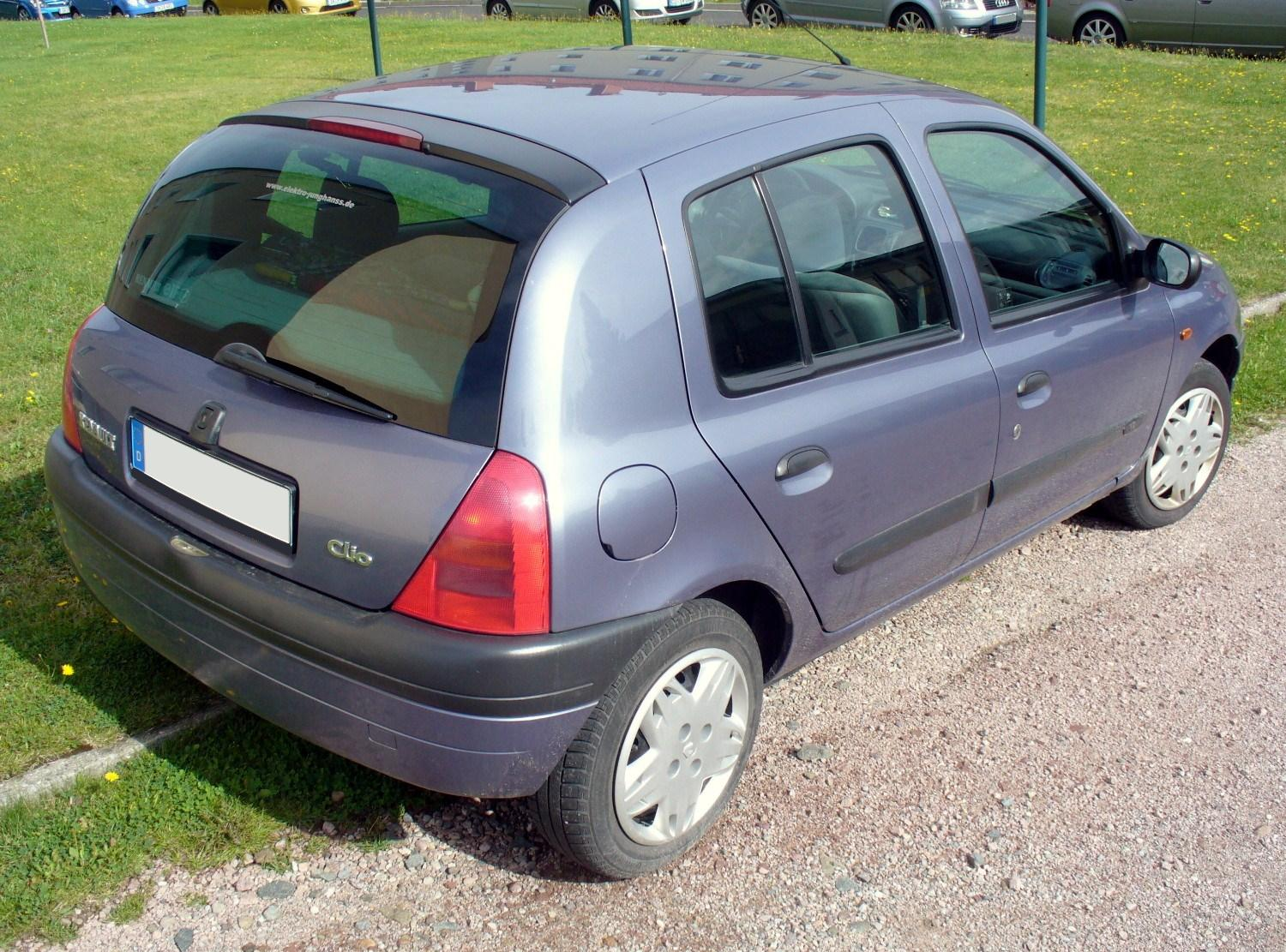
Vista trasera.

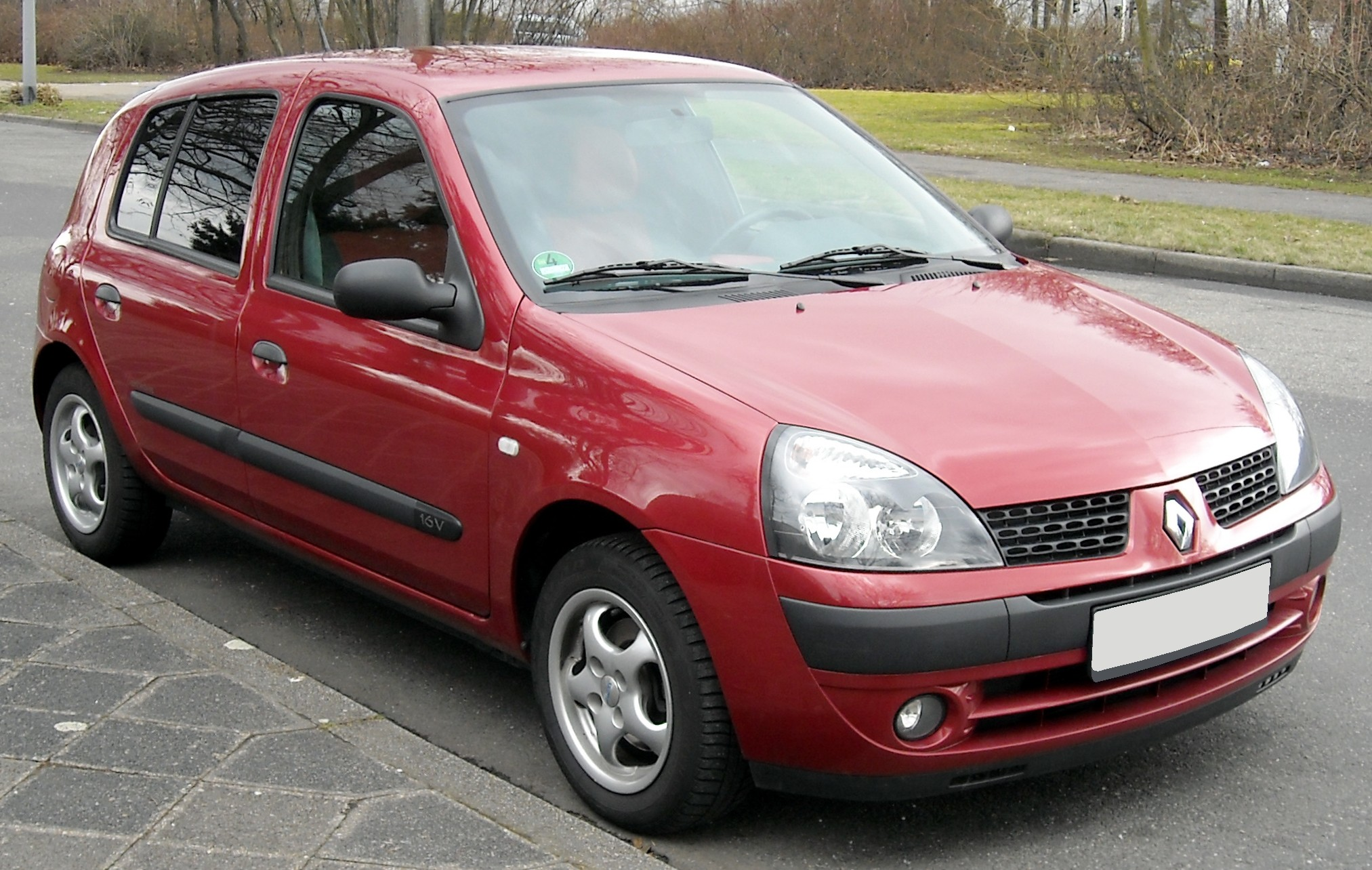
2.ª generación en 2009

La segunda generación del Clio cambió radicalmente respecto a su antecesor, si bien se conservaron algunos rasgos respecto de la línea original, varias versiones.
En su versión base/full cuenta con muchas unidades en el país no correlativas con las versiones deportivas
En su versión sport 1.6 16v (110cv) ingresaron tan solo 3500 unidades aprox.
En su versión sport 2.0, tan solo 1250 aprox.
Desde su lanzamiento ha sufrido una ligera reconversión, distinguiéndose actualmente cuatro fases diferentes. La principal diferencia entre la primera y la segunda se encuentra en la modificación frontal, con unos faros más angulosos, el tablero, la incorporación del logo de Renault sobre el portón trasero, la antena que pasa de la parte frontal a la parte trasera, así como los mandos de los vidrios y espejos eléctricos se incorporaron en las puertas delanteras, siendo el resto de fases muy similares entre sí. Además, entre la primera generación y la segunda se destaca que la carrocería de la segunda se ve algo más redondeada.
En los mercados centro y suramericano, se comercializaron unidades producidas localmente, las cuales únicamente incorporaron, en la fase 2, los cambios exteriores de las unidades Europeas, sin embargo, los interiores continuaron siendo los mismos que el del fase 1. Como excepción, Renault comercializó en Centroamérica unidades fabricadas en Francia hasta 2004, luego se empezaron a vender las unidades en Brasil con caja manual y las unidades fabricadas en México con caja automática y motor 1.6 16V.
Hasta 2012 el Clio 2 se siguió vendiendo en Europa, con la denominación Campus que es una versión más barata con motorizaciones básicas y acabados sencillos, y que convive en el mercado con su sucesor. El rasgo externo más diferenciador del Campus es la colocación de la matrícula trasera sobre la Defensa en vez de sobre el portón, al igual que en la línea 2006 del Clio sudamericano.
También se siguió fabricando en la planta cordobesa de Santa Isabel en Argentina y en Colombia para el mercado centro y suramericano, además, después de su salida en 1986 Renault regresa a México con este modelo a través de la alianza franco-japonesa en la planta que comparte con Nissan en Aguascalientes en el centro de México para el mercado mexicano a cambio de ceder los derechos de construcción del modelo familiar del Clio (que cuenta con cajuela más amplia, Renault Thalia o Symbol en Sudamérica), para construirse bajo la marca Nissan como Nissan Platina de la cual únicamente posee la marca ya que el chasis y motor es Renault, así también en países de Europa del Este y Medio Oriente bajo su propia marca, aunque la diferenciación entre fases en el mercado sudamericano es diferente.
El Clio II continuó vendiéndose como Clio Campus hasta agosto de 2012 en algunos lugares de Europa, como Francia, siendo el último Clio Campus de Renault ya que el Clio III no tendría versión Campus. La última versión del Campus II se denominó, en honor al fin de sus ventas en Europa tras 14 años en el mercado, "Clio Campus Bye Bye".
No obstante, continuó su venta como Clio Mío en Argentina y Brasil, y como Clio Style en Colombia y Panamá, y Clio Campus en Uruguay.
Tal como se esperaba, el último Renault Clio fase II del mundo fue colombiano. Luego de que en octubre pasado finalizara su producción en Argentina, se conoció que a finales de diciembre de 2016 fue ensamblado el último Clio Style en la factoría de Renault-Sofasa en Envigado, Antioquia, y sus últimas unidades se seguirán vendiendo en los diferentes concesionarios de la marca, hasta agotar existencias.

### Motorizaciones Fase I (1998-2001)
| Periodo                        | 1998-2001               | 1998-2001                                         | 1999-2001                                         | 1998-2001                                         | 1998-2001                                         | 2000-2001              | 2000-2002              |
| Identificación del motor       | D7F 720/726/746/764/766 | E7J 780                                           | K4J 710/711/712/713                               | K7M 744/745                                       | K4M 708/740/742/743/744/745/748                   | F4R 730                | L7X 760                |
| Tipo de motor                  | L4 8v                   | L4 8v                                             | L4 16v                                            | L4 8v                                             | L4 16v                                            | L4 16v                 | V6 24v                 |
| Diámetro x carrera             | 69.0 mm × 76.8 mm       | 75.8 mm × 77.0 mm                                 | 79.5 mm × 70.0 mm                                 | 79.5 mm × 80.5 mm                                 | 79.5 mm × 80.5 mm                                 | 82.7 mm × 93.0 mm      | 87.0 × 82.6 mm         |
| Cilindrada                     | 1149 cm³                | 1390 cm³                                          | 1390 cm³                                          | 1598 cm³                                          | 1598 cm³                                          | 1998 cm³               | 2946 cm³               |
| Relación de compresión         | 9.6: 1                  | 9.5: 1                                            | 10.0: 1                                           | 9.7: 1                                            | 10.0: 1                                           | 11.0: 1                | 11.4: 1                |
| Potencia máxima: CV (kW) @ rpm | 60 CV (43 kW) @ 5250    | 75 CV (55 kW) @ 5500                              | 98 CV (72 kW) @ 6000                              | 90 CV (66 kW) @ 5250                              | 107 CV (79 kW) @ 5750                             | 169 CV (128 kW) @ 6250 | 225 CV (166 kW) @ 6000 |
| Par máximo: Nm @ rpm           | 93 Nm @ 2500            | 114 Nm @ 4250                                     | 127 Nm @ 3750                                     | 131 Nm @ 2500                                     | 148 Nm @ 3750                                     | 200 Nm @ 5400          | 300 Nm @ 3750          |
| Tracción                       | Delantera               | Delantera                                         | Delantera                                         | Delantera                                         | Delantera                                         | Delantera              | Trasera                |
| Transmisión                    | Manual, 5 velocidades   | Manual, 5 velocidades / Automática, 4 velocidades | Manual, 5 velocidades / Automática, 4 velocidades | Manual, 5 velocidades / Automática, 4 velocidades | Manual, 5 velocidades / Automática, 4 velocidades | Manual, 5 velocidades  | Manual, 6 velocidades  |
| Aceleración 0–100 km/h         | 15.0 s                  | 12.1 s                                            | 10.5 s                                            | 10.6 s                                            | 8 s                                               | 7.3 s                  | 6.4 s                  |
| Velocidad máxima               | 160 km/h                | 170 km/h                                          | 185 km/h                                          | 181 km/h                                          | 195 km/h                                          | 220 km/h               | 235 km/h               |
| Consumo combinado (L/100 km)   | 6.0                     | 6.8                                               | 6.7                                               | 7.2                                               | 7.0                                               | 7.9                    | 11.2                   |

| Periodo                        | 1998-2001             | 1999-2001                       |
| Identificación del motor       | F8Q 630/632           | F9Q 780                         |
| Tipo de motor                  | L4 8v                 | L4 8v, inyección directa, turbo |
| Diámetro x carrera             | 80.0 mm × 93.0 mm     | 80.0 mm × 93.0 mm               |
| Cilindrada                     | 1870 cm³              | 1870 cm³                        |
| Relación de compresión         | 21.5: 1               | 18.3: 1                         |
| Potencia máxima: CV (kW) @ rpm | 65 CV (47 kW) @ 4500  | 80 CV (59 kW) @ 4000            |
| Par máximo: Nm @ rpm           | 120 Nm @ 2250         | 160 Nm @ 2000                   |
| Tracción                       | Delantera             | Delantera                       |
| Transmisión                    | Manual, 5 velocidades | Manual, 5 velocidades           |
| Aceleración 0–100 km/h         | 15.4 s                | 12.8 s                          |
| Velocidad máxima               | 161 km/h              | 190 km/h                        |
| Consumo combinado (L/100 km)   | 6.0                   | 5.2                             |

### Motorizaciones Fase II (2001-2009)
| Periodo                        | 2001-2009               | 2001-2009               | 2001-2009                                         | 2001-2009                                         | 2001-2009              | 2001-2009              |
| Identificación del motor       | D7F 720/726/746/764/766 | D4F 706/712/714/722/728 | K4J 710/711/712/713                               | K4M 708/740/742/743/744/745/748                   | F4R 738                | L7X 762                |
| Tipo de motor                  | L4 8v                   | L4 16v                  | L4 16v                                            | L4 16v                                            | L4 16v                 | V6 24v                 |
| Diámetro x carrera             | 69.0 mm × 76.8 mm       | 69.0 mm × 76.8 mm       | 79.5 mm × 70.0 mm                                 | 79.5 mm × 80.5 mm                                 | 82.7 mm × 93.0 mm      | 82.7 mm × 93.0 mm      |
| Cilindrada                     | 1149 cm³                | 1149 cm³                | 1390 cm³                                          | 1598 cm³                                          | 1998 cm³               | 2946 cm³               |
| Relación de compresión         | 9.6: 1                  | 9.8: 1                  | 10.5: 1                                           | 10.5: 1                                           | 11.0: 1                | 11.4: 1                |
| Potencia máxima: CV (kW) @ rpm | 60 CV (43 kW) @ 5250    | 75 CV (55 kW) @ 5500    | 98 CV (72 kW) @ 6000                              | 107 CV (79 kW) @ 5750                             | 182 CV (132 kW) @ 6500 | 254 CV (187 kW) @ 7150 |
| Par máximo: Nm @ rpm           | 93 Nm @ 2500            | 105 Nm @ 3500           | 127 Nm @ 3750                                     | 148 Nm @ 3750                                     | 200 Nm @ 5400          | 300 Nm @ 3750          |
| Tracción                       | Delantera               | Delantera               | Delantera                                         | Delantera                                         | Delantera              | Trasera                |
| Transmisión                    | Manual, 5 velocidades   | Manual, 5 velocidades   | Manual, 5 velocidades / Automática, 4 velocidades | Manual, 5 velocidades / Automática, 4 velocidades | Manual, 5 velocidades  | Manual, 6 velocidades  |
| Aceleración 0–100 km/h         | 15.0 s                  | 13.0 s                  | 10.5 s                                            | 9.6 s                                             | 7.1 s                  | 5.8 s                  |
| Velocidad máxima               | 160 km/h                | 170 km/h                | 185 km/h                                          | 195 km/h                                          | 225 km/h               | 250 km/h               |
| Consumo combinado (L/100 km)   | 6.0                     | 5.9                     | 6.7                                               | 7.0                                               | 8.1                    | 11.9                   |

| Periodo                        | 2001-2004                                    | 2004-2005                                    | 2001-2005                                                 | 2004-2005                                                 |
| Identificación del motor       | K9K 700/704                                  | K9K 714                                      | K9K 702                                                   | K9K 712                                                   |
| Tipo de motor                  | L4 8v, inyección directa, common-rail, turbo | L4 8v, inyección directa, common-rail, turbo | L4 8v, inyección directa, common-rail, turbo, intercooler | L4 8v, inyección directa, common-rail, turbo, intercooler |
| Diámetro x carrera             | 76.0 mm × 80.5 mm                            | 76.0 mm × 80.5 mm                            | 76.0 mm × 80.5 mm                                         | 76.0 mm × 80.5 mm                                         |
| Cilindrada                     | 1461 cm³                                     | 1461 cm³                                     | 1461 cm³                                                  | 1461 cm³                                                  |
| Relación de compresión         | 18.8: 1                                      | 18.8: 1                                      | 18.8: 1                                                   | 18.8: 1                                                   |
| Potencia máxima: CV (kW) @ rpm | 65 CV (48 kW) @ 4000                         | 68 CV (50 kW) @ 4000                         | 82 CV (60 kW) @ 4000                                      | 101 CV (74 kW) @ 4000                                     |
| Par máximo: Nm @ rpm           | 160 Nm @ 2000                                | 160 Nm @ 1500                                | 185 Nm @ 2000                                             | 200 Nm @ 1900                                             |
| Tracción                       | Delantera                                    | Delantera                                    | Delantera                                                 | Delantera                                                 |
| Transmisión                    | Manual, 5 velocidades                        | Manual, 5 velocidades                        | Manual, 5 velocidades                                     | Manual, 5 velocidades                                     |
| Aceleración 0–100 km/h         | 15.0 s                                       | 14.4 s                                       | 12.2 s                                                    | 10.6 s                                                    |
| Velocidad máxima               | 163 km/h                                     | 163 km/h                                     | 175 km/h                                                  | 185 km/h                                                  |
| Consumo combinado (L/100 km)   | 4.3                                          | 4.3                                          | 4.2                                                       | 4.3                                                       |

### Clio Campus (2005-2012)
El Clio II siguió vendiéndose como alternativa económica al nuevo Clio III.
Recibió algunas pequeñas modificaciones en cuanto a aspecto exterior e interior. 
Estéticamente mantiene la forma de la anterior generación del Clio Campus aunque con ciertos cambios para su modernización, regenerando la parrilla frontal, los parachoques y los retrovisores externos, también recibió una nueva gama de colores. 
Sus cinco pasajeros podrán disfrutar de un interior discreto y sencillo pero con algunos detalles en cromo y guarnecidos de mejor calidad. Como novedades destacables también se incluye la incorporación de una entrada auxiliar de sonido para el equipo de audio, que reproduce MP3 y puede manejarse incluso con mandos desde el volante. Según su nivel de equipación puede incluir climatizador, ordenador de a bordo o el paquete eléctrico (retrovisores regulables y elevalunas eléctricos).

#### Motorizaciones
|                                | Motores de gasolina     | Motores de gasolina     | Motores diésel                                       | Motores diésel                                       | Motores diésel                                                    |
|                                | 1.2                     | 1.2 16v                 | 1.5 dCi                                              | 1.5 dCi                                              | 1.5 dCi                                                           |
| ------------------------------ | ----------------------- | ----------------------- | ---------------------------------------------------- | ---------------------------------------------------- | ----------------------------------------------------------------- |
| Periodo                        | 2005-2009               | 2005-2009               | 2007-2009                                            | 2005-2007                                            | 2007-2008                                                         |
| Identificación del motor       | D7F 720/726/746/764/766 | D4F 706/712/714/722/728 | K9K 740                                              | K9K 714                                              | K9K                                                               |
| Tipo de motor                  | L4 8v                   | L4 16v                  | L4 8v, diésel, inyección directa, common-rail, turbo | L4 8v, diésel, inyección directa, common-rail, turbo | L4 8v, diésel, inyección directa, common-rail, turbo, intercooler |
| Diámetro x carrera             | 69.0 mm × 76.8 mm       | 69.0 mm × 76.8 mm       | 76.0 mm × 80.5 mm                                    | 76.0 mm × 80.5 mm                                    | 76.0 mm × 80.5 mm                                                 |
| Cilindrada                     | 1149 cm³                | 1149 cm³                | 1461 cm³                                             | 1461 cm³                                             | 1461 cm³                                                          |
| Relación de compresión         | 9.6: 1                  | 9.8: 1                  | 18.8: 1                                              | 18.8: 1                                              | 16.1: 1                                                           |
| Potencia máxima: CV (kW) @ rpm | 60 CV (43 kW) @ 5250    | 75 CV (55 kW) @ 5500    | 64 CV (47 kW) @ 4000                                 | 68 CV (50 kW) @ 4000                                 | 85 CV (63 kW) @ 3750                                              |
| Par máximo: Nm @ rpm           | 93 Nm @ 2500            | 105 Nm @ 3500           | 160 Nm @ 1900                                        | 160 Nm @ 1900                                        | 200 Nm @ 1900                                                     |
| Tracción                       | Delantera               | Delantera               | Delantera                                            | Delantera                                            | Delantera                                                         |
| Transmisión                    | Manual, 5 velocidades   | Manual, 5 velocidades   | Manual, 5 velocidades                                | Manual, 5 velocidades                                | Manual, 5 velocidades                                             |
| Aceleración 0–100 km/h         | 15.0 s                  | 13.0 s                  | 15.0 s                                               | 15.0 s                                               | 12.0 s                                                            |
| Velocidad máxima               | 160 km/h                | 170 km/h                | 162 km/h                                             | 163 km/h                                             | 175 km/h                                                          |
| Consumo combinado (L/100 km)   | 6.0                     | 5.9                     | 4.3                                                  | 4.3                                                  | 4.2                                                               |

### Clio Mio (2012-2016)

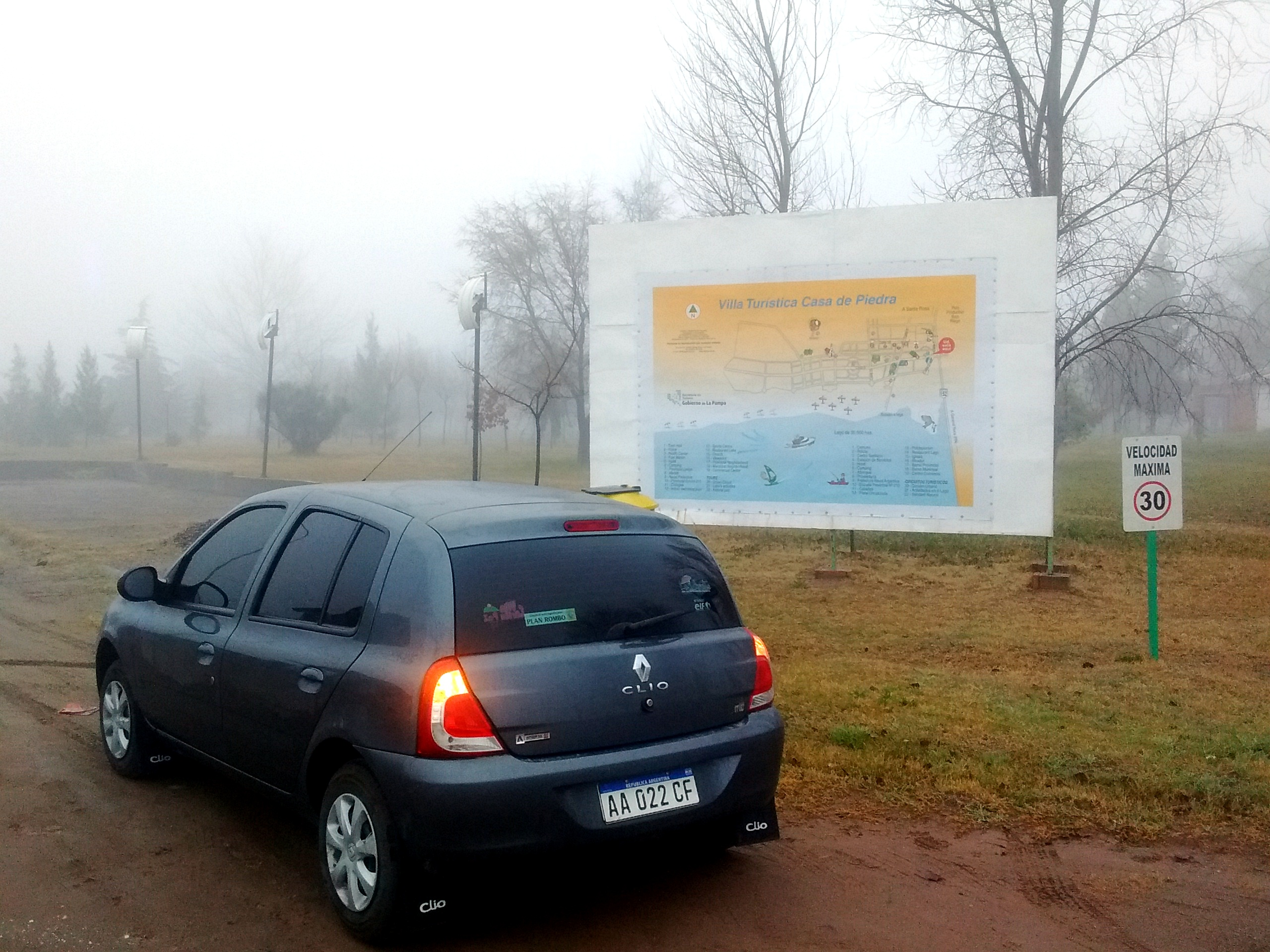
Clio Mio piedra en Argentina

El 29 de junio del 2011, los principales directivos de Renault Argentina visitaron la Casa Rosada para anunciar la fabricación de un misterioso “nuevo auto económico”. Confirmaron una inversión de 400 millones de pesos para adaptar la planta de Santa Isabel al nuevo proyecto. 
El 30 de noviembre fue lanzado el nuevo Clio. No obstante fue una prolongación de producción de la 2° generación del Clio, que llegó a 20 años. De este modo el Clio Mio se convirtió en una versión low cost, a pesar de cesar su fabricación en varias partes del mundo en el año 2012. Renault Argentina nombró a esta restyling de bajo costo Clio Mío en Argentina, Novo Clio en Brasil, Clio Style en Colombia y Panamá, y Clio Campus en Uruguay. 
Renault lo asoció al concepto de vehículo joven en su política comercial. La campaña publicitaria fue muy agresiva, anunciando la gran novedad de que este modelo venía con la posibilidad de paquetes de personalización. Los paquetes fueron: el Kit Ladies (con cambios de colores para el interior), el Kit Street, el Kit Mio (llantas, antinieblas, stickers y pintura para baquetas) y el Kit Sport (con cambios hasta en el paragolpes delantero). También dejó al gusto del cliente la posibilidad de combinar los kits, con casi dos mil variantes diferentes.
Contó con el clásico motor 1.2 naftero, con 16 válvulas y 75 caballos de potencia a 5.500 rpm. El torque de 107 Nm está disponible a partir de las 3500 rpm. En cuanto a la seguridad desde 2012 hasta fines de 2013 no contó con Airbags y ABS. Su precio fue reducido en un 6.5 % y se pasaron a materiales más baratos que bajaron la calidad del auto en general. Además se informó que el peso del auto se redujo 70 kg. 
Para 2013 dejó de ser un auto meramente base y recibió una nueva versión con pack eléctrico, el Expression Pack II. Incluía spoiler delantero, faros antiniebla, llantas de aleación de 14 pulgadas, alerón sobre el techo, emblemas GT Line y equipo de audio con Bluetooth
A fines de ese año se lanzó la versión limitada GT Line viene con spoiler delantero, faros antiniebla, llantas de aleación de 14 pulgadas, alerón sobre el techo, emblemas GT Line y equipo de audio con Bluetooth
Desde 2014 se ajustó a las leyes de seguridad del Mercosur y se equipó de serie con Airbags y ABS de serie. Mejoró su calificación en Latin NCAP DE 0 en 2013 (protocolo obsoleto), a 3 estrellas. Causó sorpresa porque se reforzó la estructura y se agregaron cinturones traseros inerciales que dieron la seguridad que le faltaba.
Para fines de ese mismo año sumó la versión más full Dynamique con llantas aleación rodado 14, antinieblas, aire acondicionado, dirección asistida, computadora de a bordo, radio con Bluetooth, cierre centralizado, levanta vidrios delanteros, cinturones inerciales en las plazas traseras laterales, doble airbag frontal y ABS. Las otras versiones contaron con computadora de a bordo, aire y ruedas rodado 13 de serie.
En 2015 se presentó una variante utilitaria de este vehículo el Clio Work para cargas en lugar de pasajeros en la parte trasera. Nació por pedido de la empresa de cable Sky Brasil, que en noviembre de 2014 encargo 700 Clios Mio para instalaciones de cables. Con capacidad de carga de 474 kg y espacio de 1000 litros se volvió el utilitario argentino más pequeño y joven. También se convirtió en uno de los más económicos del mercado argentino. Lideró su segmento en 2015.
En mayo de 2015 el vehículo recibió su última actualización con el paquete SAT (por 1.400 pesos extra), que incluye comando satelital de la radio en el volante, regulación en altura para los cinturones de seguridad delanteros y picaportes y espejos exteriores en el color de la carrocería en las versiones Confort Pack y Dinamique, las más completas.
Para fines de ese mismo año se anunció el cese de producción en 2016.
En octubre de 2016 se finalizó la producción del Mio. No obstante su final de fabricación no impidió que siguiera siendo un suceso de ventas en su país natal. Sorpresivamente en diciembre de ese año Renault ofertó a precio rebajado su estocaje remanente, lo que alcanzó para posicionarlo como el vehículo más vendido de diciembre con 2.081 ventas; más del doble que el segundo auto más vendido del país. Desde la fabricación de la generación originaria del Clio en 1996 hasta 2016 en Argentina se produjeron 549.648 unidades. Esta suma lo posicionó como el segundo vehículo más fabricado en la historia de Argentina. Además de ser el más fabricado en la planta de Santa Isabel; superando incluso al mítico Renault 12. La producción de las 3 versiones en Argentina fue:
- 1996 – 2000: Renault Clio 1 – 81.895 unidades
- 2000 – 2012: Renault Clio 2 – 276.955 unidades
- 2012 – 2016: Renault Clio 2 Mio – 190.798 unidades

Fue en una solución de movilidad accesible y confiable estando siempre entre los más vendidos de Argentina, llegando a ser el segundo en ventas en 2014 y el más vendido de los autos argentinos. Fue tercero en 2013, su primer año de venta. Mientras que para 2015 el sexto lugar.
En tanto en su último año el Clio Mio se llevó el podio de ventas en Argentina como el tercer vehículo más vendido, aun después de haberse dejado de fabricar ese mismo año. Su magnitud de ventas lo situaron a tan solo 1000 y 2000 unidades de distancia con respecto a los 2 primeros puestos de los más autos vendidos. 
La última gran sorpresa en ventas la dio su versión utilitaria finalizando primero en su segmento en Argentina. De este modo el Clio Work le ganó cómodamente con 2225 vendidas a su rival Fiat Uno Cargo que vendió 741 unidades. 
Con la suma las dos versiones de Clio, fue el auto más vendido de Argentina en 2016.

#### Seguridad
El Clio Mio en su versión latinoamericana más básica recibió una calificación de 0 estrellas para adultos y 1 estrella para niños de Latin NCAP en 2013 (protocolo obsoleto).

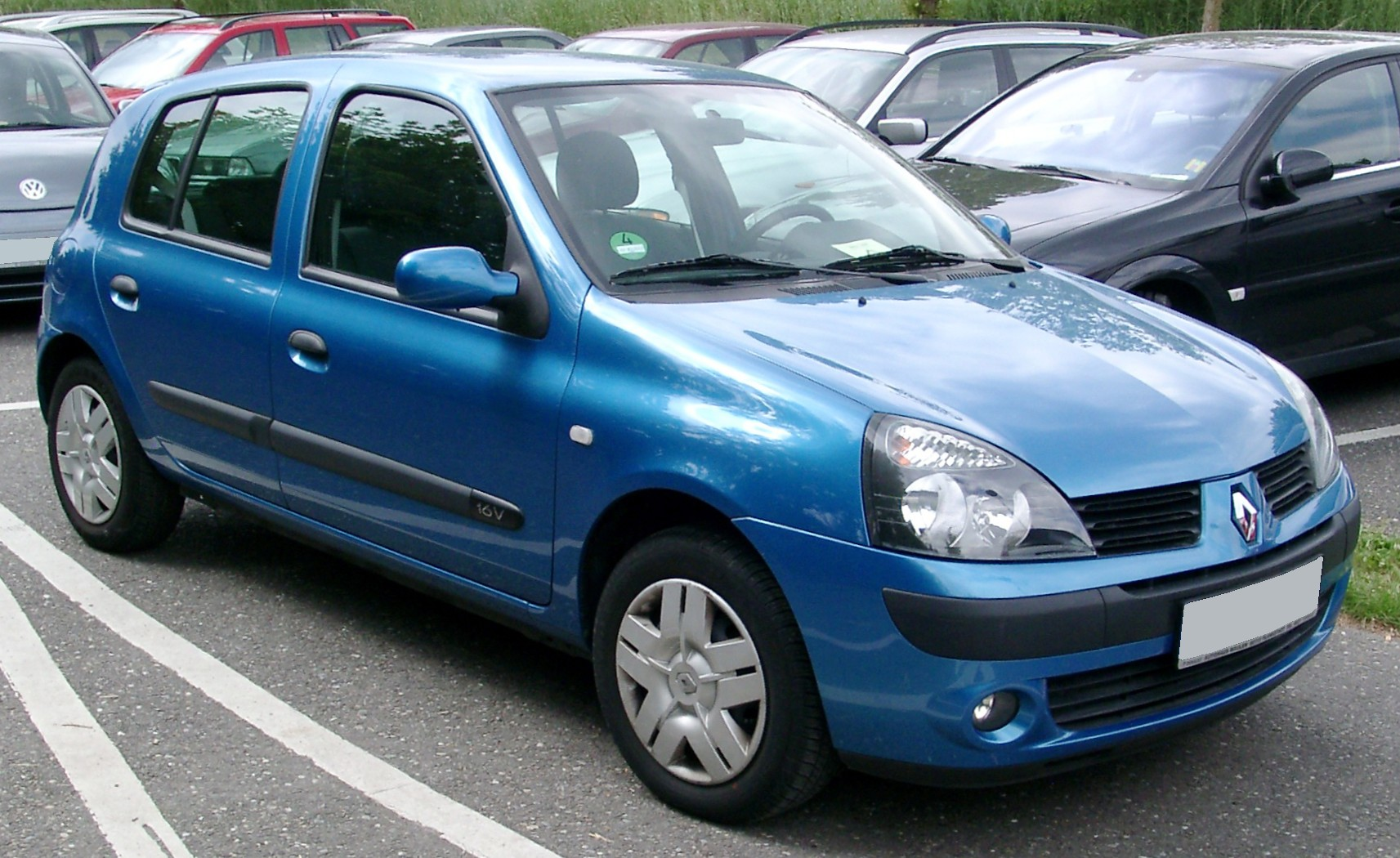
Renault Clio 2 Fase 2
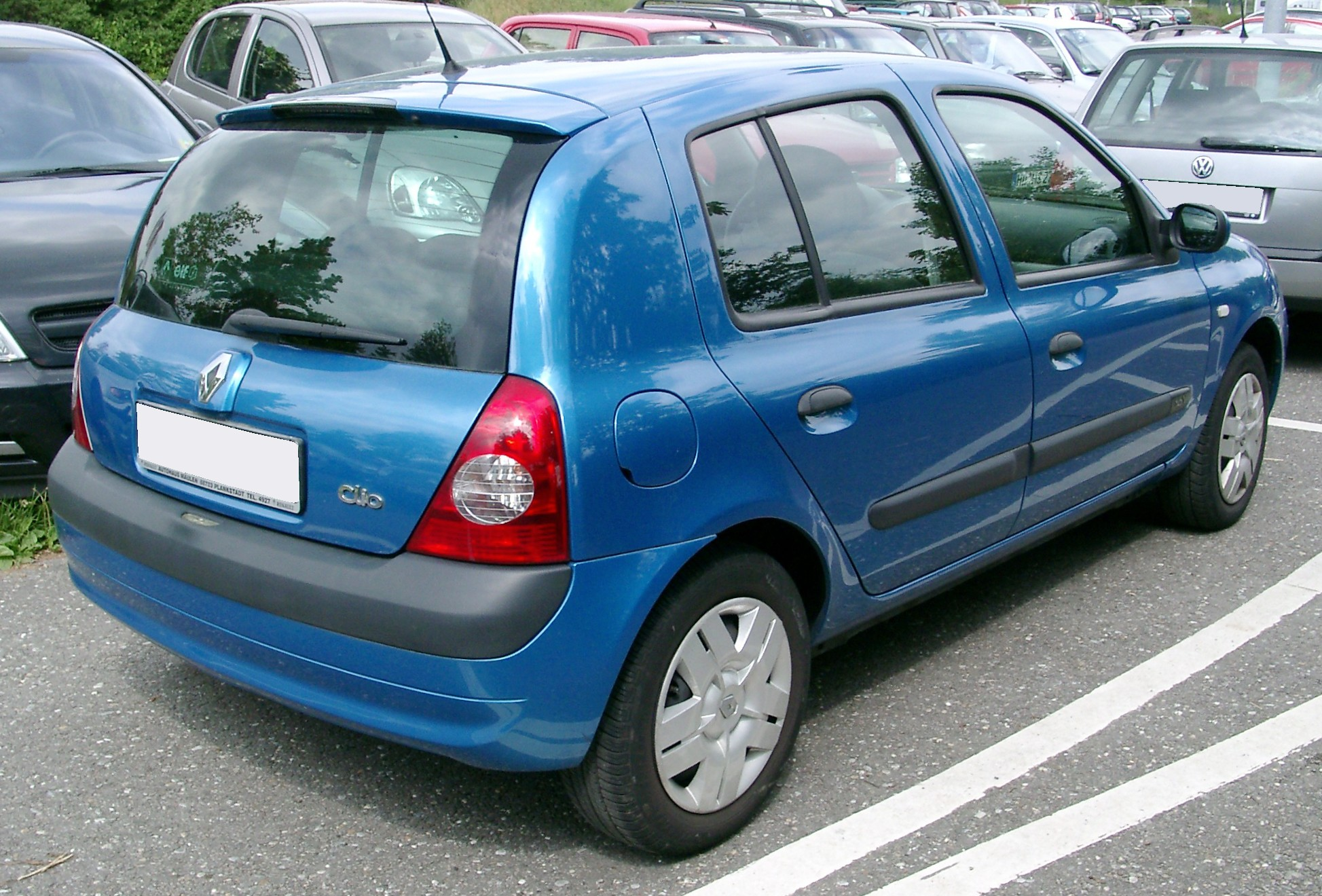
Renault Clio II Fase 2 trasera
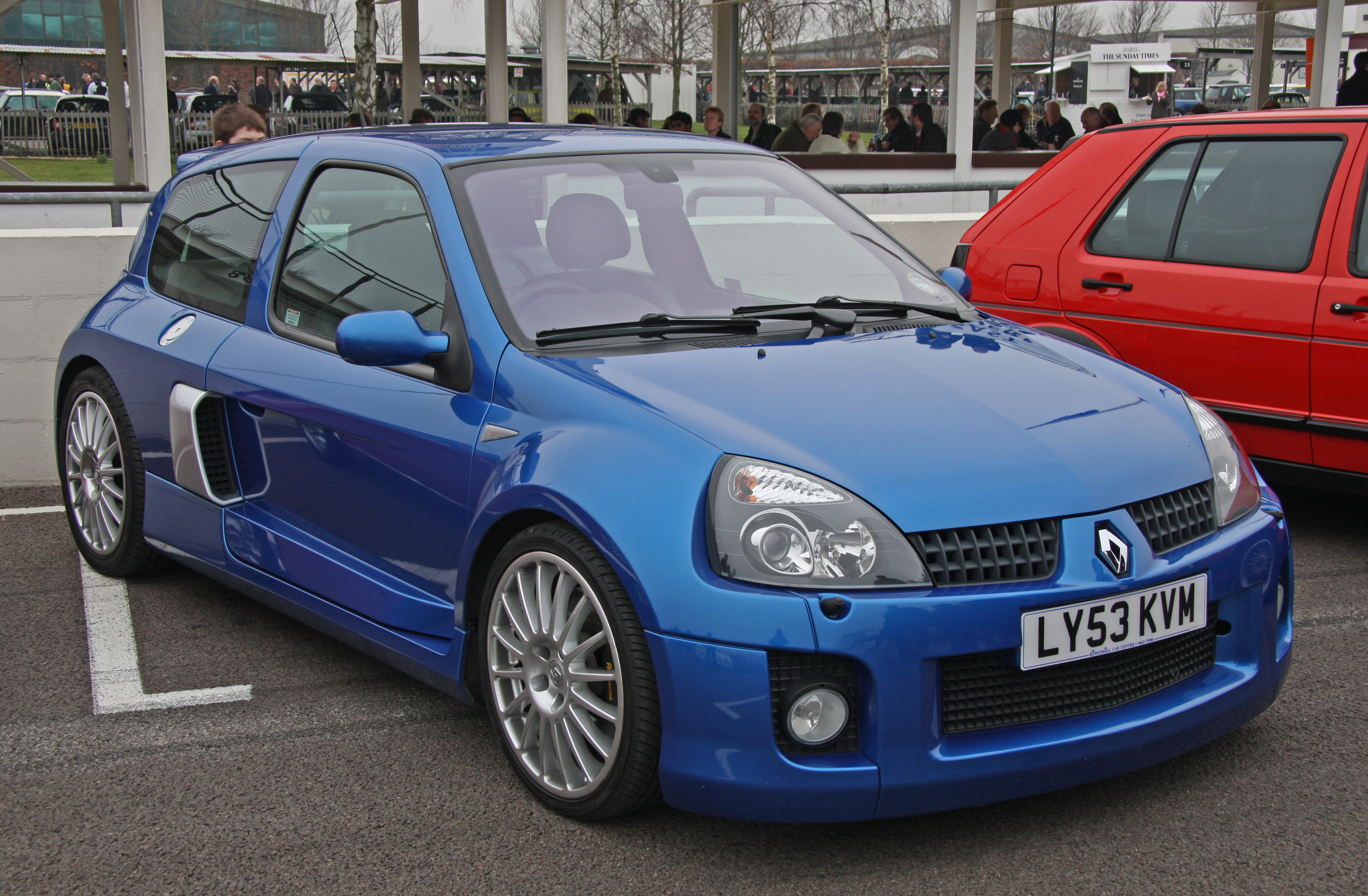
Renault Clio 2 Fase 2 V6
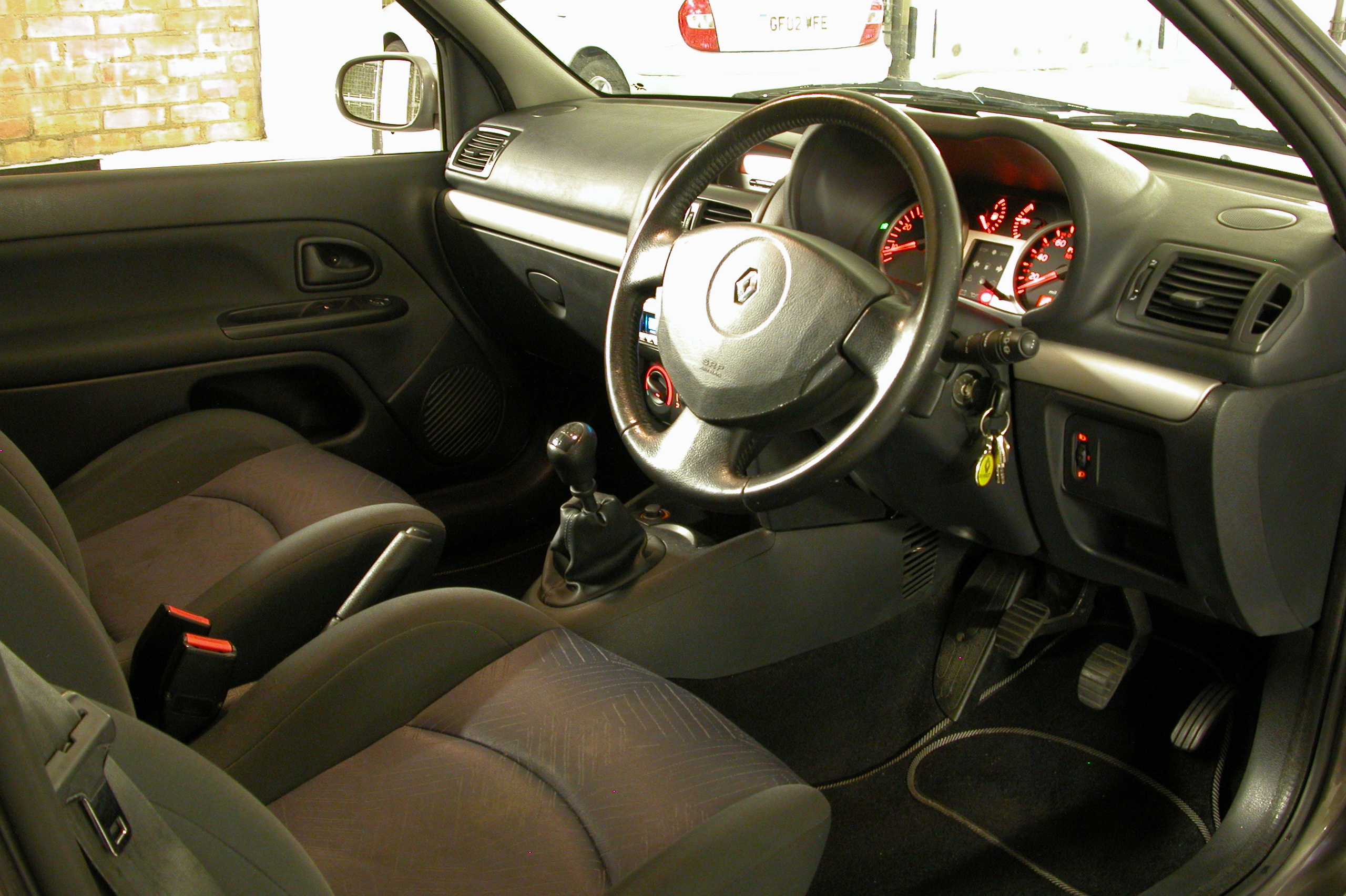
Renaul Clio 2 Interior
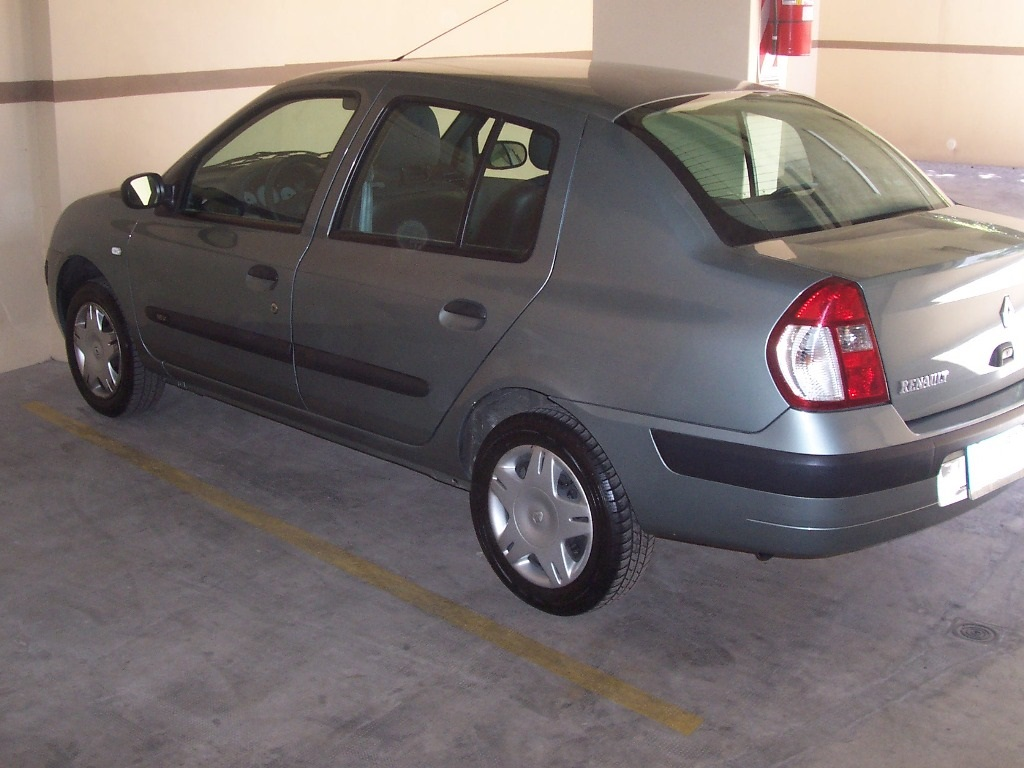
Renault Clio 2 Tricuerpo

## Tercera generación (2005-2012)

### Fase I (2005-2009)

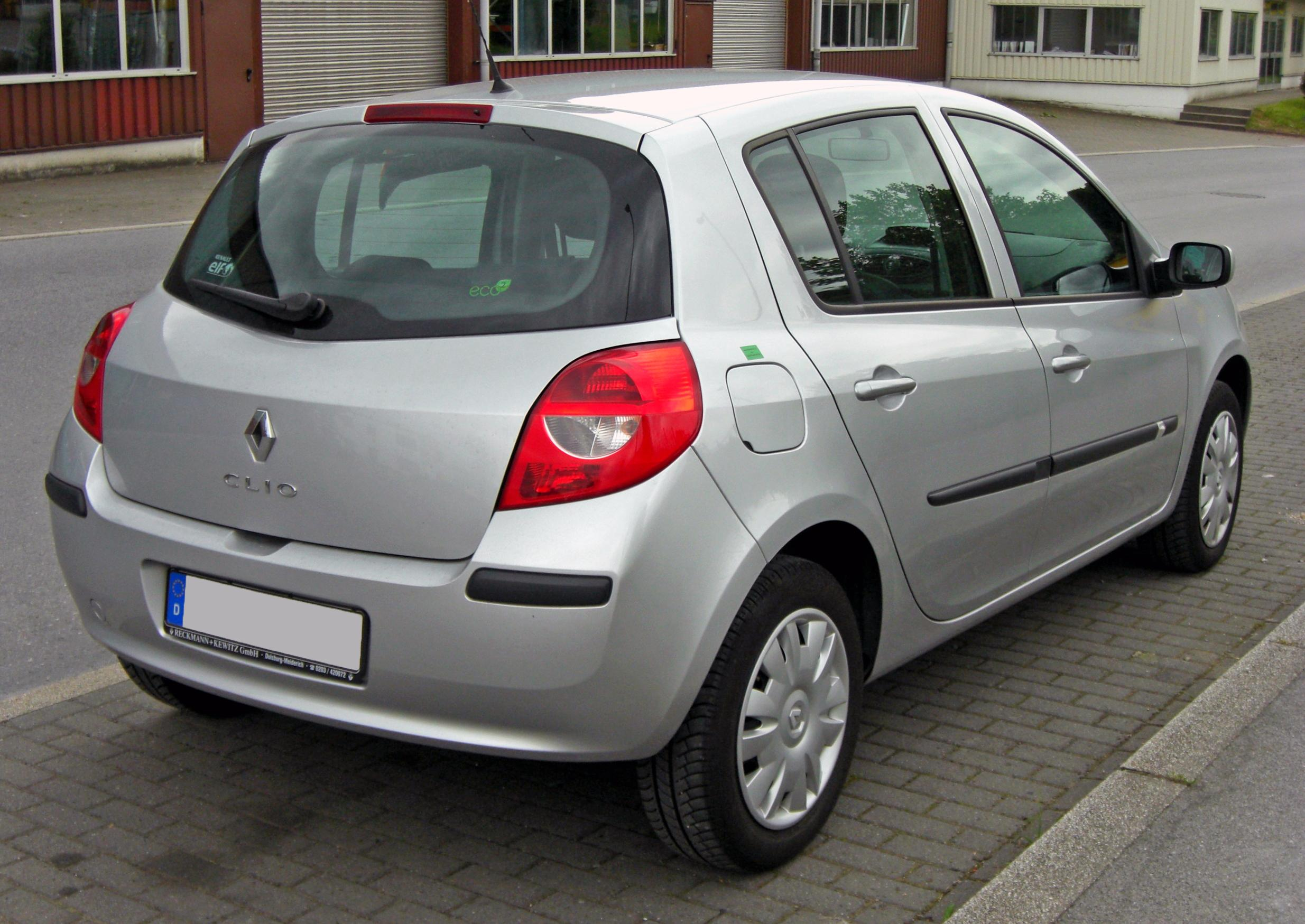
Vista trasera.

Desde octubre de 2005 se vende la tercera generación del Clio. Totalmente nuevo respecto al anterior, comparte plataforma con el Nissan Micra, fruto de la amplia participación de Renault en Nissan.
Este nuevo modelo es más grande y espacioso que el anterior, lo que lo sitúa en un segmento de mercado superior, a caballo entre los utilitarios y los compactos. Con el nuevo Renault Twingo (previsto para 2008) se pretende cubrir el hueco que ahora ocupa el Clio 2, que se seguirá fabricando con la denominación Campus, posiblemente hasta la llegada del nuevo Twingo.
Ha recibido cinco estrellas en la prueba de protección a ocupantes adultos en choques de EuroNCAP, uniéndose así a la familia Renault, uno de los fabricantes de coches con mejor puntuación en dichas pruebas, ya que tiene casi toda su gama con esa puntuación. En 2008 llega una carrocería familiar.
Además es un coche barato y accesible, de reducidas dimensiones, pero habitable y bastante cómodo.
Fue elegido nuevamente Coche del Año en Europa, en 2006.

#### Motorizaciones
| Periodo                        | 2005-2008             | 2005-2009             | 2007-2009             | 2005-2009             | 2005-2007                                         | 2006-2008              | 2006-2009              |
| Identificación del motor       | D4F                   | D4F                   | D4FT                  | K4J                   | K4M                                               | M4R                    | F4R                    |
| Tipo de motor                  | L4 8v                 | L4 16v                | L4 16v, turbo         | L4 16v                | L4 16v                                            | L4 16v                 | L4 16v                 |
| Diámetro x carrera             | 69.0 mm × 76.8 mm     | 69.0 mm × 76.8 mm     | 69.0 mm × 76.8 mm     | 79.5 mm × 70.0 mm     | 79.5 mm × 80.5 mm                                 | 84.0 mm × 90.1 mm      | 82.7 mm × 93.0 mm      |
| Cilindrada                     | 1149 cm³              | 1149 cm³              | 1149 cm³              | 1390 cm³              | 1598 cm³                                          | 1997 cm³               | 1998 cm³               |
| Relación de compresión         | 9.8: 1                | 9.8: 1                | 9.5: 1                | 10.0: 1               | 9.8: 1                                            | 10.0: 1                | 11.5: 1                |
| Potencia máxima: CV (kW) @ rpm | 60 CV (44 kW) @ 5500  | 75 CV (55 kW) @ 5500  | 101 CV (74 kW) @ 5500 | 98 CV (72 kW) @ 5700  | 111 CV (82 kW) @ 6000                             | 140 CV (102 kW) @ 6000 | 197 CV (145 kW) @ 7250 |
| Par máximo: Nm @ rpm           | 105 Nm @ 4250         | 105 Nm @ 4250         | 145 Nm @ 3000         | 127 Nm @ 4250         | 151 Nm @ 4250                                     | 194 Nm @ 3750          | 215 Nm @ 5500          |
| Tracción                       | Delantera             | Delantera             | Delantera             | Delantera             | Delantera                                         | Delantera              | Delantera              |
| Transmisión                    | Manual, 5 velocidades | Manual, 5 velocidades | Manual, 5 velocidades | Manual, 5 velocidades | Manual, 5 velocidades / Automática, 4 velocidades | Manual, 6 velocidades  | Manual, 6 velocidades  |
| Aceleración 0–100 km/h         | 14.0 s                | 13.4 s                | 11.1 s                | 11.3 s                | 10.2 s                                            | 8.5 s                  | 6.9 s                  |
| Velocidad máxima               | 161 km/h              | 167 km/h              | 184 km/h              | 183 km/h              | 190 km/h                                          | 205 km/h               | 215 km/h               |
| Consumo combinado (L/100 km)   | 5.9                   | 5.9                   | 5.8                   | 6.6                   | 6.7                                               | 7.3                    | 8.9                    |

| Periodo                        | 2005-2009                                                                 | 2005-2009                                                                              | 2005-2009                                                                              |
| Identificación del motor       | OM607 K9K                                                                 | OM607 K9K                                                                              | OM607 K9K                                                                              |
| Tipo de motor                  | L4 8v, inyección directa, common-rail, turbo, filtro antipartículas (DPF) | L4 8v, inyección directa, common-rail, turbo, filtro antipartículas (DPF), intercooler | L4 8v, inyección directa, common-rail, turbo, filtro antipartículas (DPF), intercooler |
| Diámetro x carrera             | 76.0 mm × 80.5 mm                                                         | 76.0 mm × 80.5 mm                                                                      | 76.0 mm × 80.5 mm                                                                      |
| Cilindrada                     | 1461 cm³                                                                  | 1461 cm³                                                                               | 1461 cm³                                                                               |
| Relación de compresión         | 16.1: 1                                                                   | 16.1: 1                                                                                | 16.1: 1                                                                                |
| Potencia máxima: CV (kW) @ rpm | 70 CV (50 kW) @ 4000                                                      | 85 CV (63 kW) @ 3750                                                                   | 105 CV (78 kW) @ 4000                                                                  |
| Par máximo: Nm @ rpm           | 160 Nm @ 1700                                                             | 200 Nm @ 1900                                                                          | 240 Nm @ 2000-2500                                                                     |
| Tracción                       | Delantera                                                                 | Delantera                                                                              | Delantera                                                                              |
| Transmisión                    | Manual, 5 velocidades                                                     | Manual, 5 velocidades / Automática, 5 velocidades                                      | Manual, 6 velocidades                                                                  |
| Aceleración 0–100 km/h         | 15.2 s                                                                    | 12.7 s                                                                                 | 11.1 s                                                                                 |
| Velocidad máxima               | 162 km/h                                                                  | 174 km/h                                                                               | 190 km/h                                                                               |
| Consumo combinado (L/100 km)   | 4.6                                                                       | 4.4                                                                                    | 4.6                                                                                    |

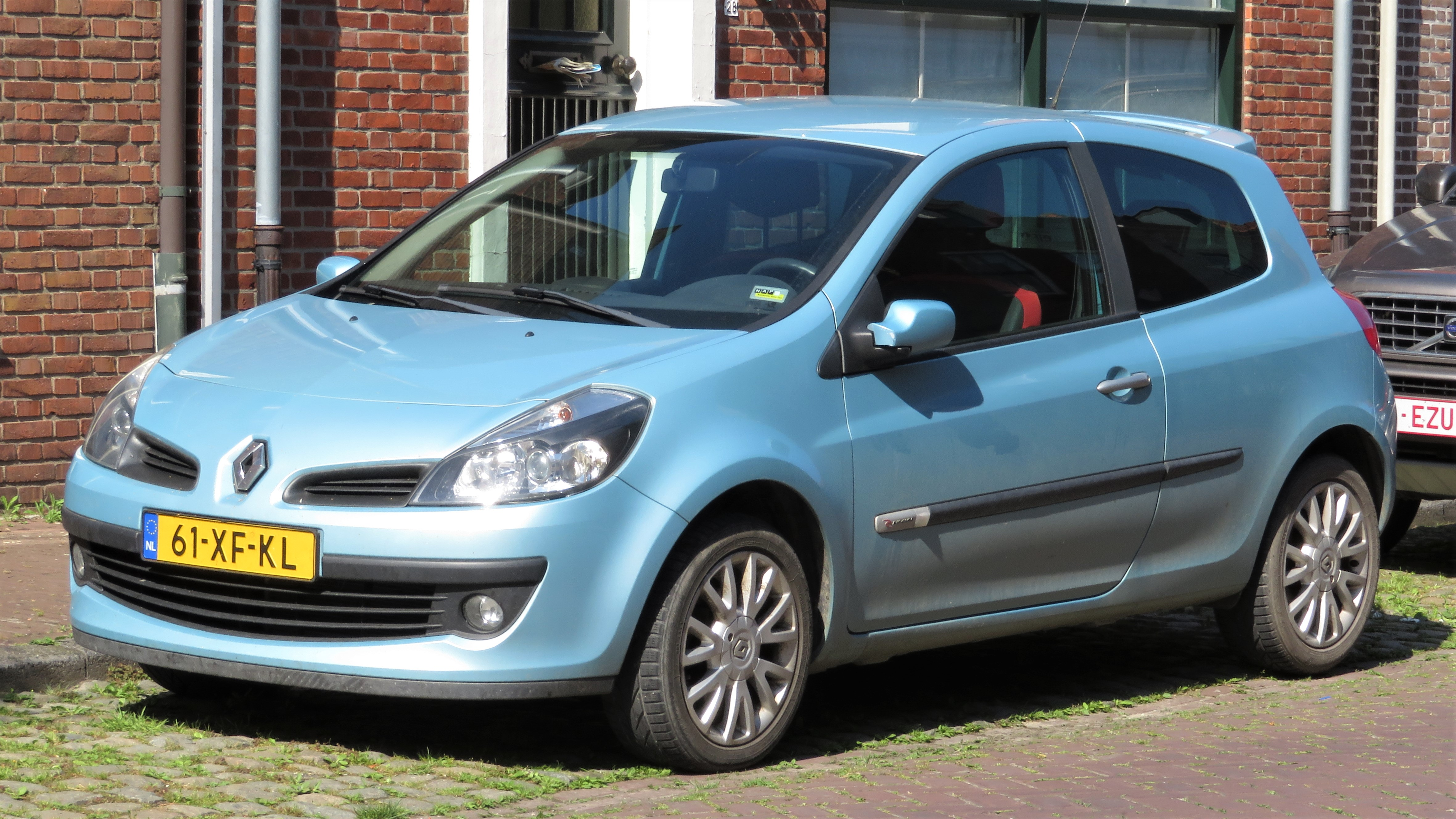
Clio III de 2 puertas en Aardenburg
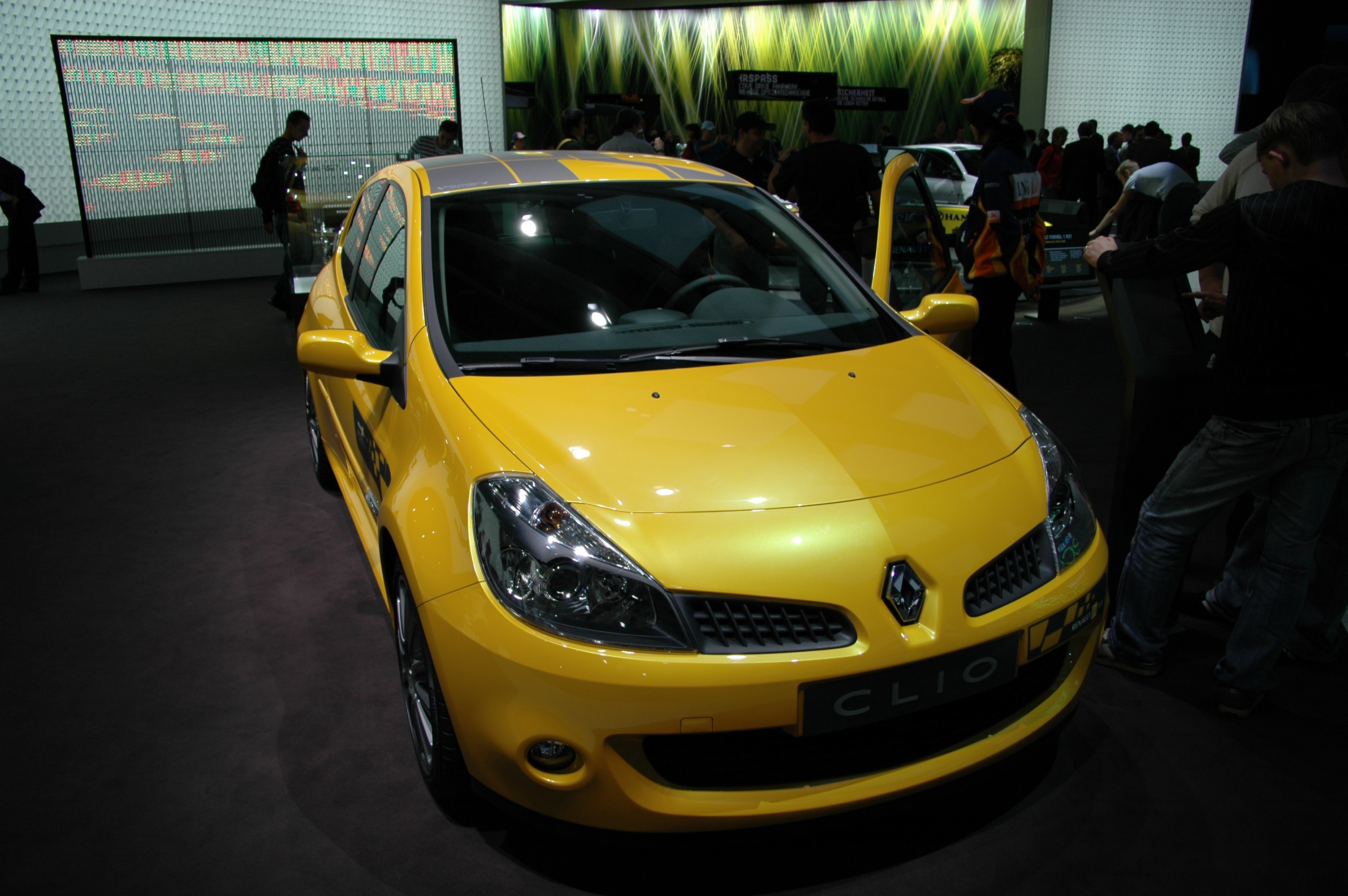
Clio RS
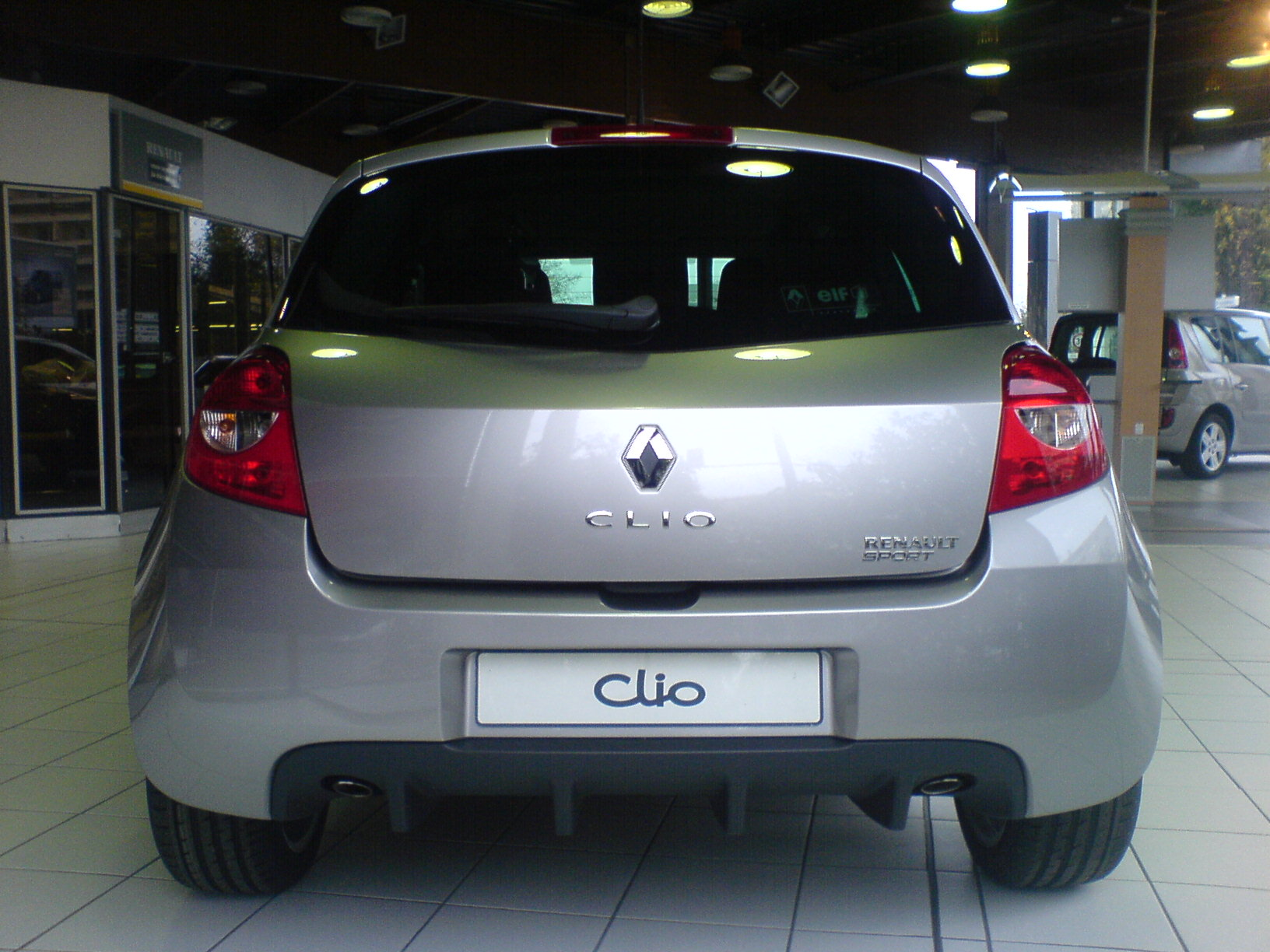
Clio RS Sport vista trasera
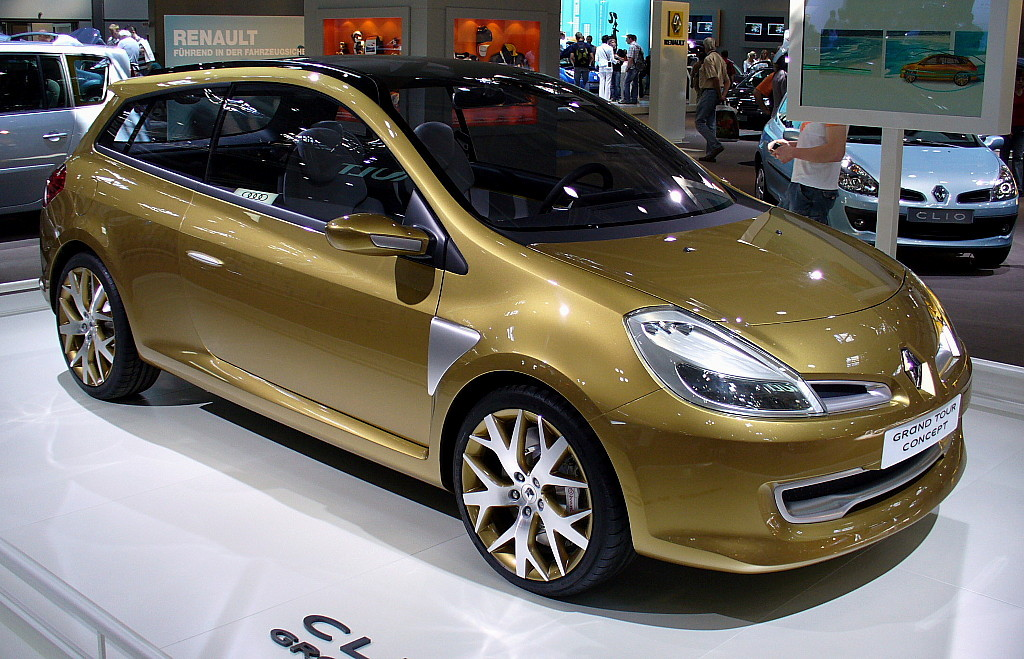
Renault Clio Grand Tour Concept
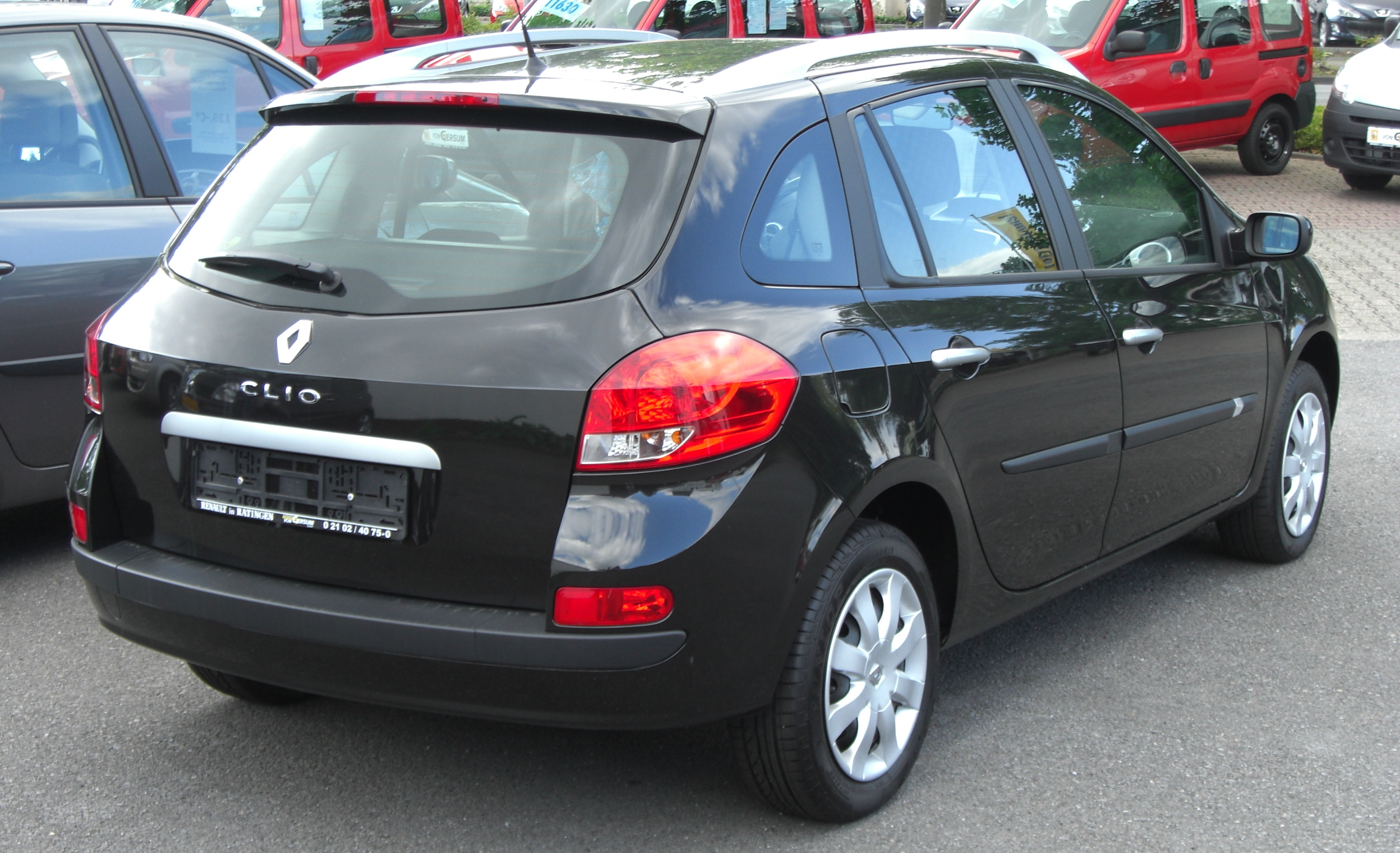
Renault Clio Grand Tour de producción.

### Fase II (2009-2012)
Desde principios de 2009 surgió un rediseño, mejorando la motorización y dándole aspecto más deportivo y aerodinámico. El consumo se reduce y se añaden nuevos y muy interesantes extras. El Clio Sport además incluye un aspecto exclusivo, con un frontal más agresivo.
A partir de noviembre de 2010 los motores 1.5 dci de 85 pasaron a ser de 90 FAP y el 1.5 dci de 105 pasa a ser 110 FAP. Desde mayo de 2011 se dejaron de fabricar los modelos 1.6 16v de 128 cv, 2.0 16v de 140 cv y 1.5 dci de 110 cv, disminuyendo paulatinamente el abanico de ofertas del Clío III hasta que se produzca la salida al mercado del Clío IV en octubre de 2012, tras su presentación en el Salón del Automóvil de París de septiembre de 2012.
El Renault Clio Collection es una versión de la tercera generación del Clio, que se comercializar simultáneamente con el de la cuarta generación. El Clio Collection está disponible, únicamente con carrocería de cinco puertas. Es la única variante del Clio de 2009 que permanece en el mercado ya que las versiones de tres puertas y familiar («Grand Tour») dejaron de comercializarse en otoño de 2012. En el Clio Collection se puede elegir entre dos motores, uno de gasolina —1.2 16v de 75 CV— y otro Diésel —dCi eco2 de 75 CV—. Ambos van asociados a una caja de cambios manual de cinco velocidades.

#### Motorizaciones
| Periodo                        | 2009-2012             | 2009-2012                  | 2009-2012                 | 2009-2012             | 2009-2012              |
| Identificación del motor       | D4F                   | D4FT                       | K4M                       | K4M                   | F4R                    |
| Tipo de motor                  | L4 16v                | L4 16v, turbo, intercooler | L4 16v                    | L4 16v                | L4 16v                 |
| Diámetro x carrera             | 69.0 mm × 76.8 mm     | 69.0 mm × 76.8 mm          | 79.5 mm × 80.5 mm         | 79.5 mm × 80.5 mm     | 82.7 mm × 93.0 mm      |
| Cilindrada                     | 1149 cm³              | 1149 cm³                   | 1598 cm³                  | 1598 cm³              | 1998 cm³               |
| Relación de compresión         | 9.8: 1                | 9.8: 1                     | 9.8: 1                    | 9.8: 1                | 11.5: 1                |
| Potencia máxima: CV (kW) @ rpm | 75 CV (55 kW) @ 5500  | 101 CV (74 kW) @ 5500      | 111 CV (82 kW) @ 6000     | 130 CV (94 kW) @ 6750 | 201 CV (148 kW) @ 7100 |
| Par máximo: Nm @ rpm           | 105 Nm @ 4250         | 155 Nm @ 3500              | 151 Nm @ 4250             | 155 Nm @ 4250         | 215 Nm @ 5400          |
| Tracción                       | Delantera             | Delantera                  | Delantera                 | Delantera             | Delantera              |
| Transmisión                    | Manual, 5 velocidades | Manual, 5 velocidades      | Automática, 4 velocidades | Manual, 6 velocidades | Manual, 6 velocidades  |
| Aceleración 0–100 km/h         | 13.4 s                | 10.9 s                     | 12.2 s                    | 9.3 s                 | 6.9 s                  |
| Velocidad máxima               | 167 km/h              | 182 km/h                   | 186 km/h                  | 197 km/h              | 223 km/h               |
| Consumo combinado (L/100 km)   | 5.8                   | 5.1                        | 7.5                       | 6.9                   | 8.3                    |

| Periodo                        | 2009-2012                                                                 | 2010-2012                                                                 | 2009-2010                                                                              | 2010-2012                                                                              | 2010-2012                                                                              |
| Identificación del motor       | K9K                                                                       | K9K                                                                       | K9K                                                                                    | K9K                                                                                    | K9K                                                                                    |
| Tipo de motor                  | L4 8v, inyección directa, common-rail, turbo, filtro antipartículas (DPF) | L4 8v, inyección directa, common-rail, turbo, filtro antipartículas (DPF) | L4 8v, inyección directa, common-rail, turbo, filtro antipartículas (DPF), intercooler | L4 8v, inyección directa, common-rail, turbo, filtro antipartículas (DPF), intercooler | L4 8v, inyección directa, common-rail, turbo, filtro antipartículas (DPF), intercooler |
| Diámetro x carrera             | 76.0 mm × 80.5 mm                                                         | 76.0 mm × 80.5 mm                                                         | 76.0 mm × 80.5 mm                                                                      | 76.0 mm × 80.5 mm                                                                      | 76.0 mm × 80.5 mm                                                                      |
| Cilindrada                     | 1461 cm³                                                                  | 1461 cm³                                                                  | 1461 cm³                                                                               | 1461 cm³                                                                               | 1461 cm³                                                                               |
| Relación de compresión         | 17.9: 1                                                                   | 17.6: 1                                                                   | 17.9: 1                                                                                | 17.9: 1                                                                                | 15.6: 1                                                                                |
| Potencia máxima: CV (kW) @ rpm | 70 CV (50 kW) @ 4000                                                      | 75 CV (55 kW) @ 3750                                                      | 85 CV (63 kW) @ 3750                                                                   | 90 CV (65 kW) @ 4000                                                                   | 105 CV (78 kW) @ 4000                                                                  |
| Par máximo: Nm @ rpm           | 160 Nm @ 1700                                                             | 180 Nm @ 1750                                                             | 200 Nm @ 1900                                                                          | 200 Nm @ 1750                                                                          | 240 Nm @ 2000-2500                                                                     |
| Tracción                       | Delantera                                                                 | Delantera                                                                 | Delantera                                                                              | Delantera                                                                              | Delantera                                                                              |
| Transmisión                    | Manual, 5 velocidades                                                     | Manual, 5 velocidades                                                     | Manual, 5 velocidades                                                                  | Manual, 5 velocidades                                                                  | Manual, 6 velocidades                                                                  |
| Aceleración 0–100 km/h         | 15.2 s                                                                    | 15.0 s                                                                    | 12.7 s                                                                                 | 11.0 s                                                                                 | 11.0 s                                                                                 |
| Velocidad máxima               | 162 km/h                                                                  | 165 km/h                                                                  | 174 km/h                                                                               | 176 km/h                                                                               | 190 km/h                                                                               |
| Consumo combinado (L/100 km)   | 4.5                                                                       | 4.0                                                                       | 4.3                                                                                    | 4.0                                                                                    | 4.3                                                                                    |

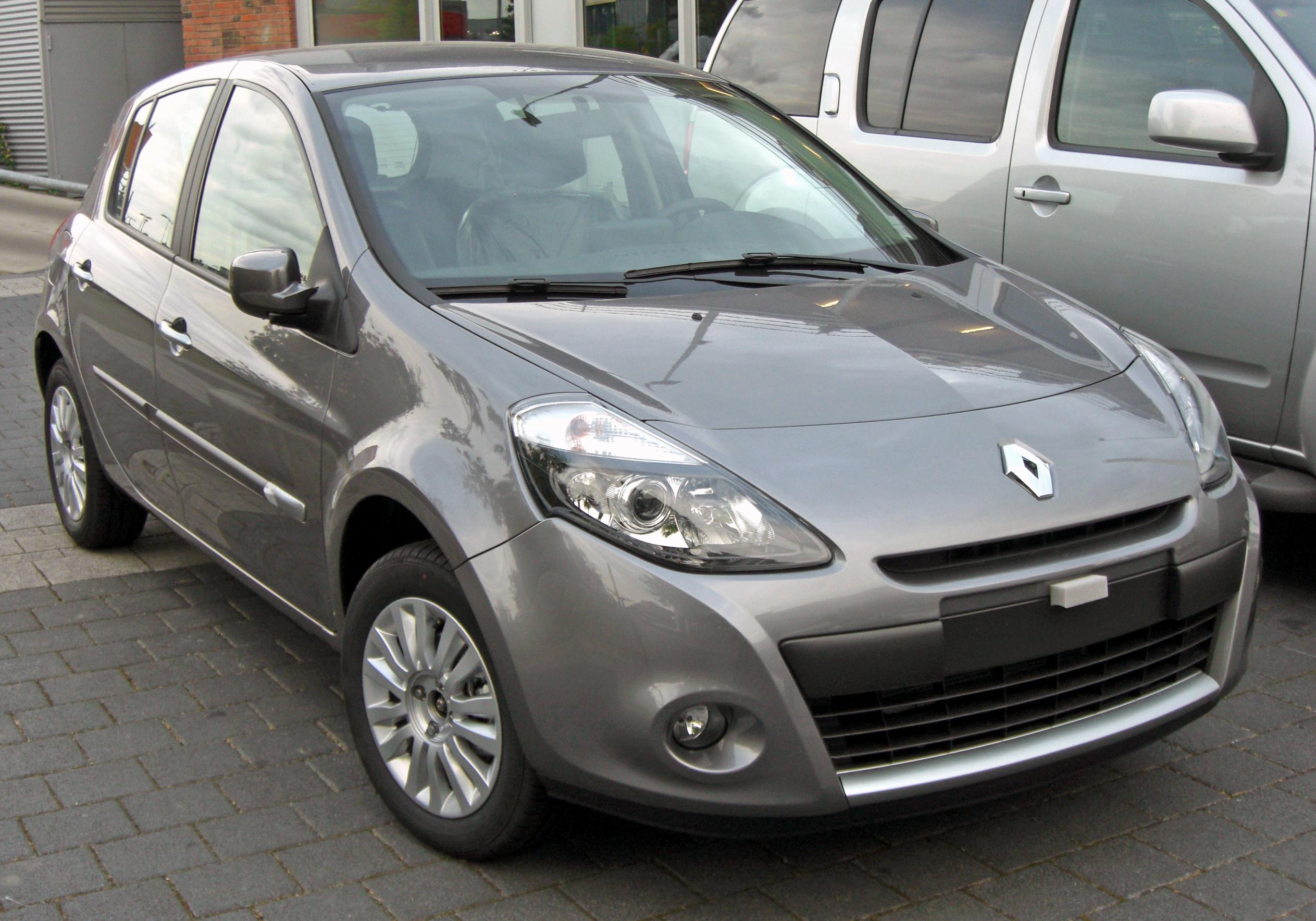
Renault Clio III Fase II (2009-2012)
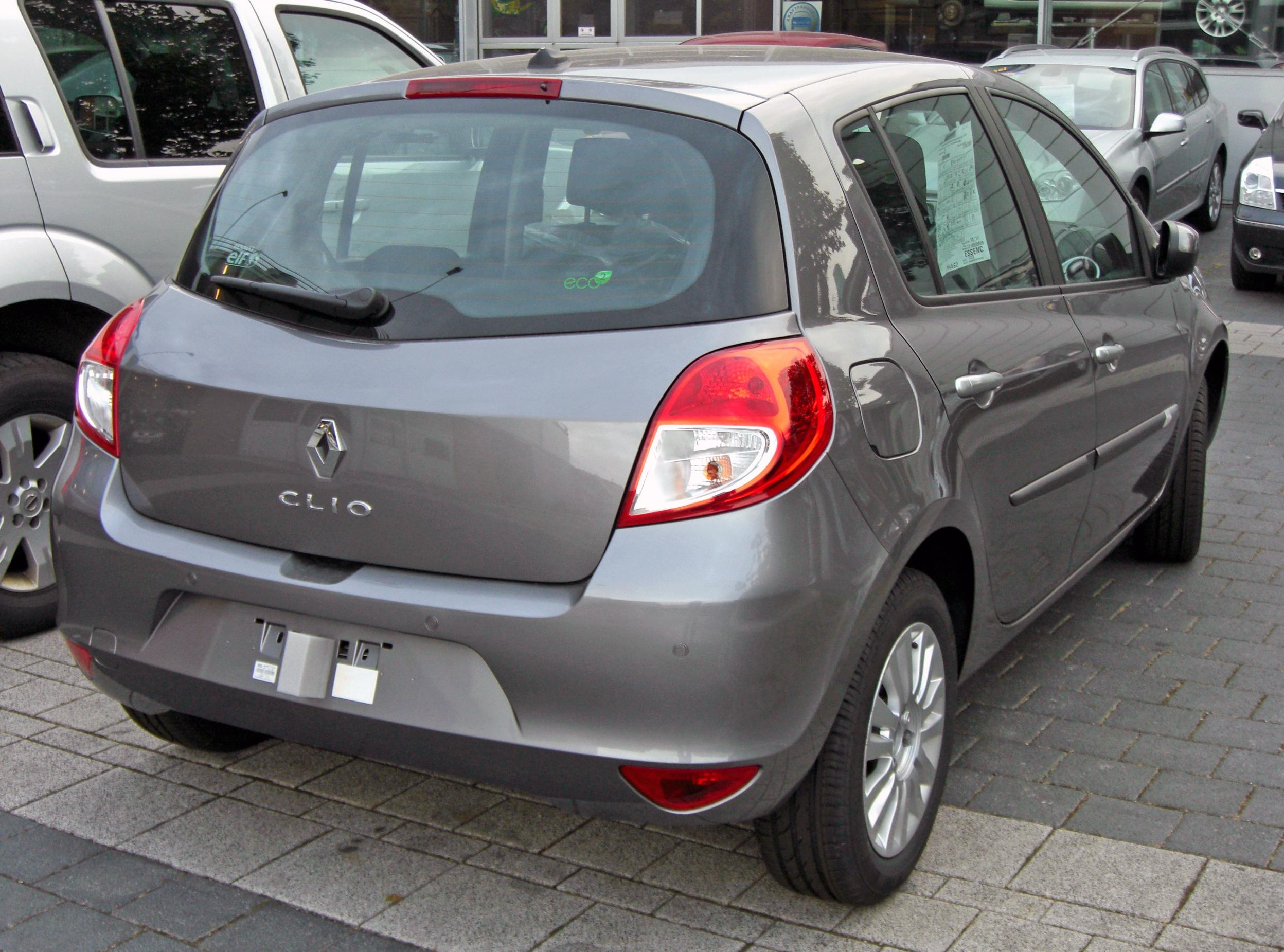
Renault Clio III Fase II, vista trasera (2009-2012)
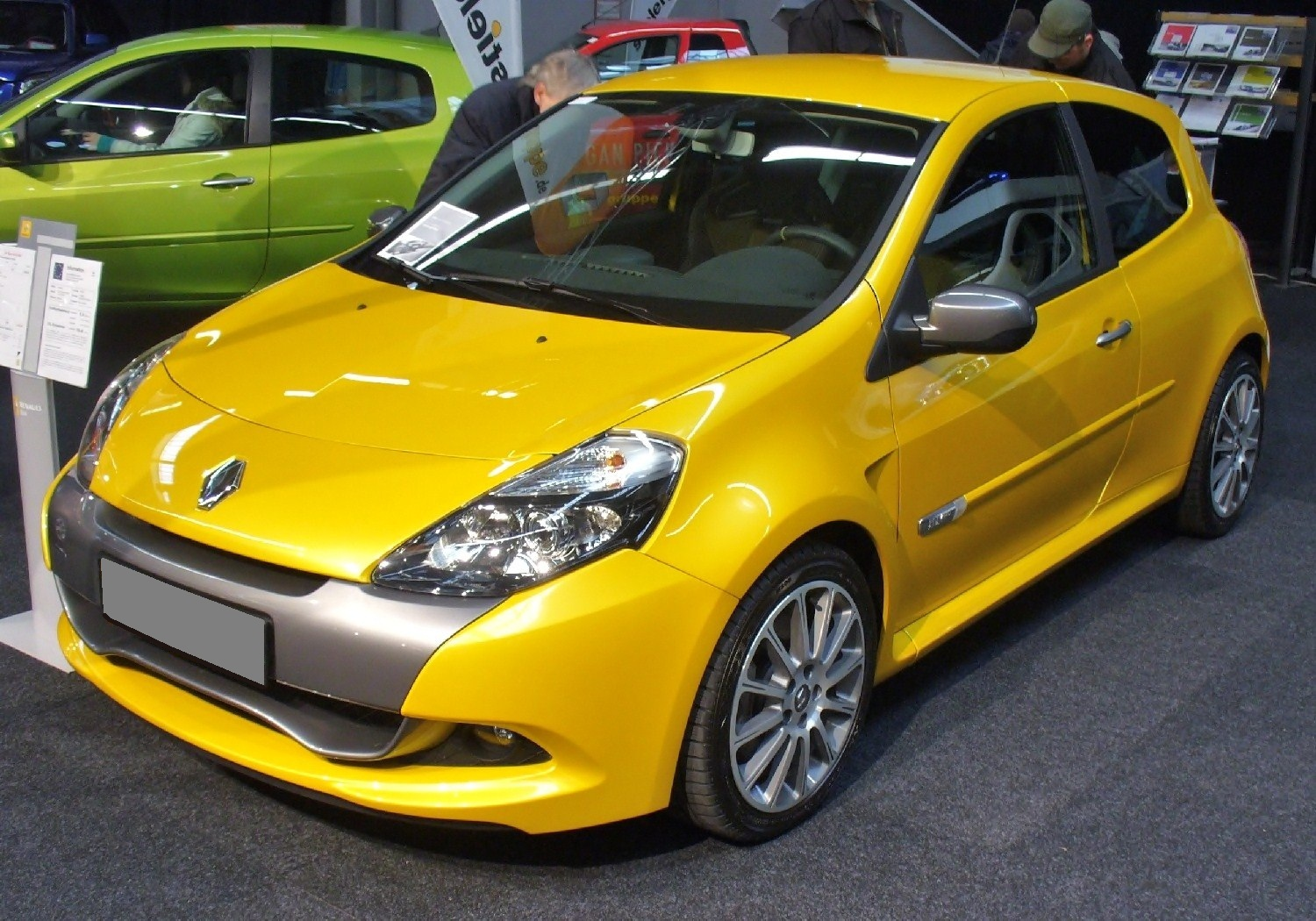
Renault Clio Facelift RS (2009-2012)
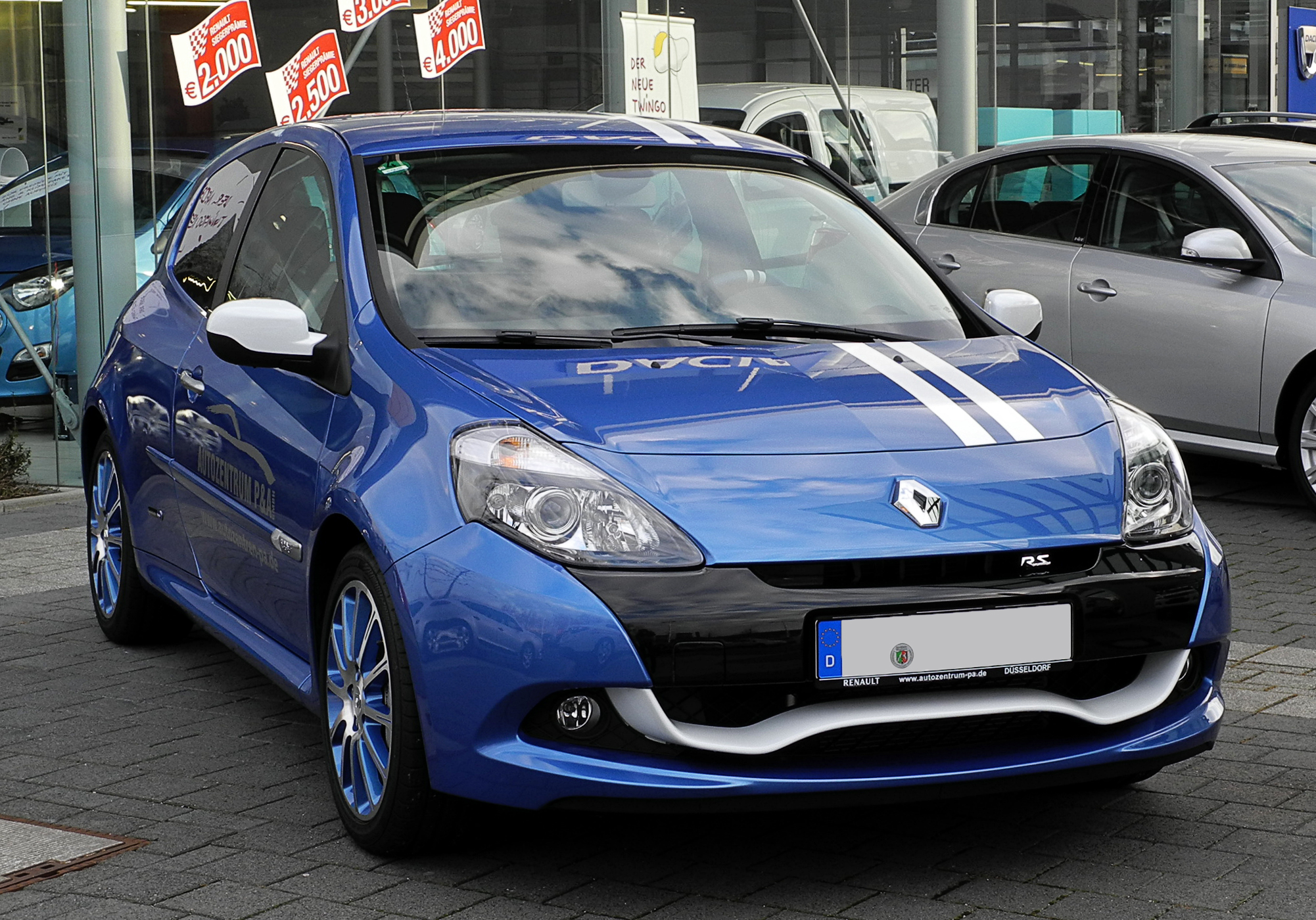
Renault Clio Facelift Gordini RS (2009-2012)
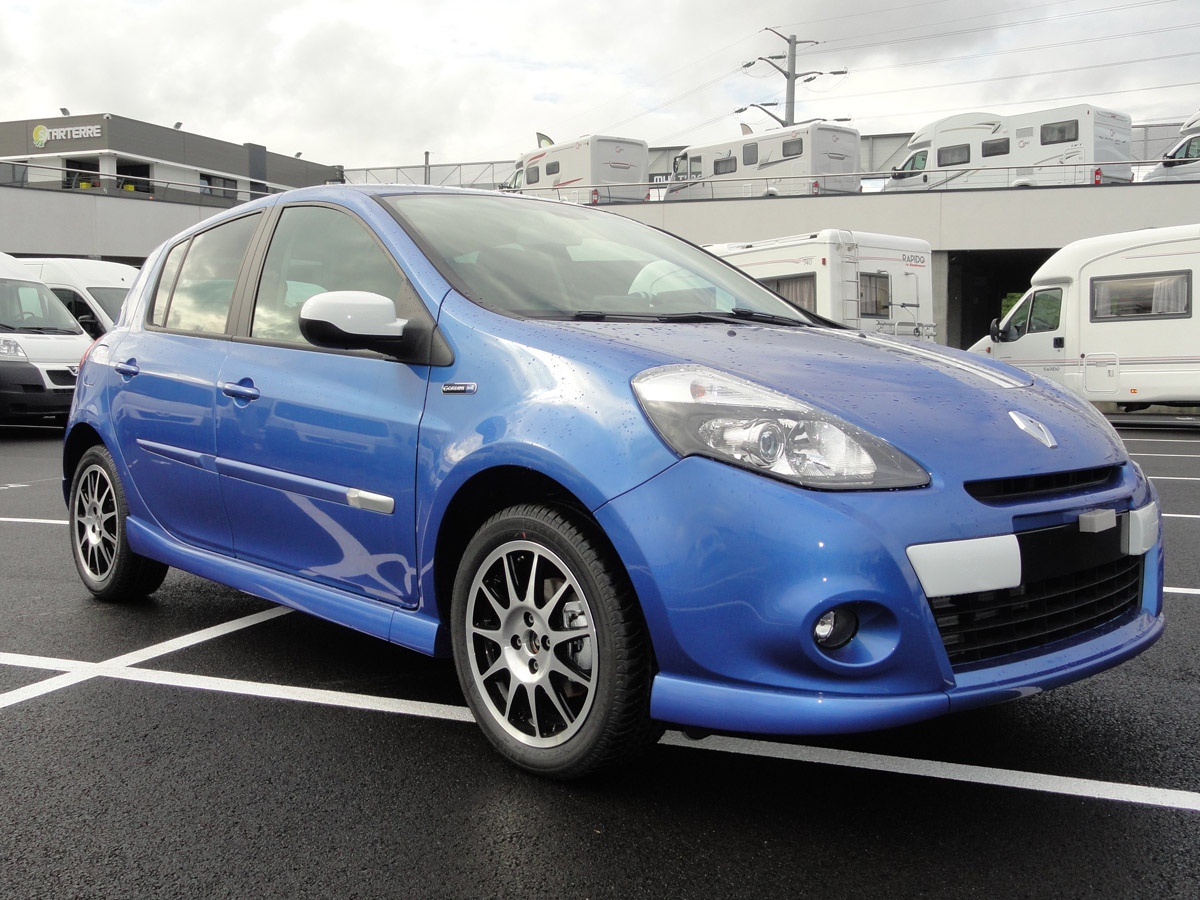
Renault Clio Facelift Gordini Avant (2011-2012)
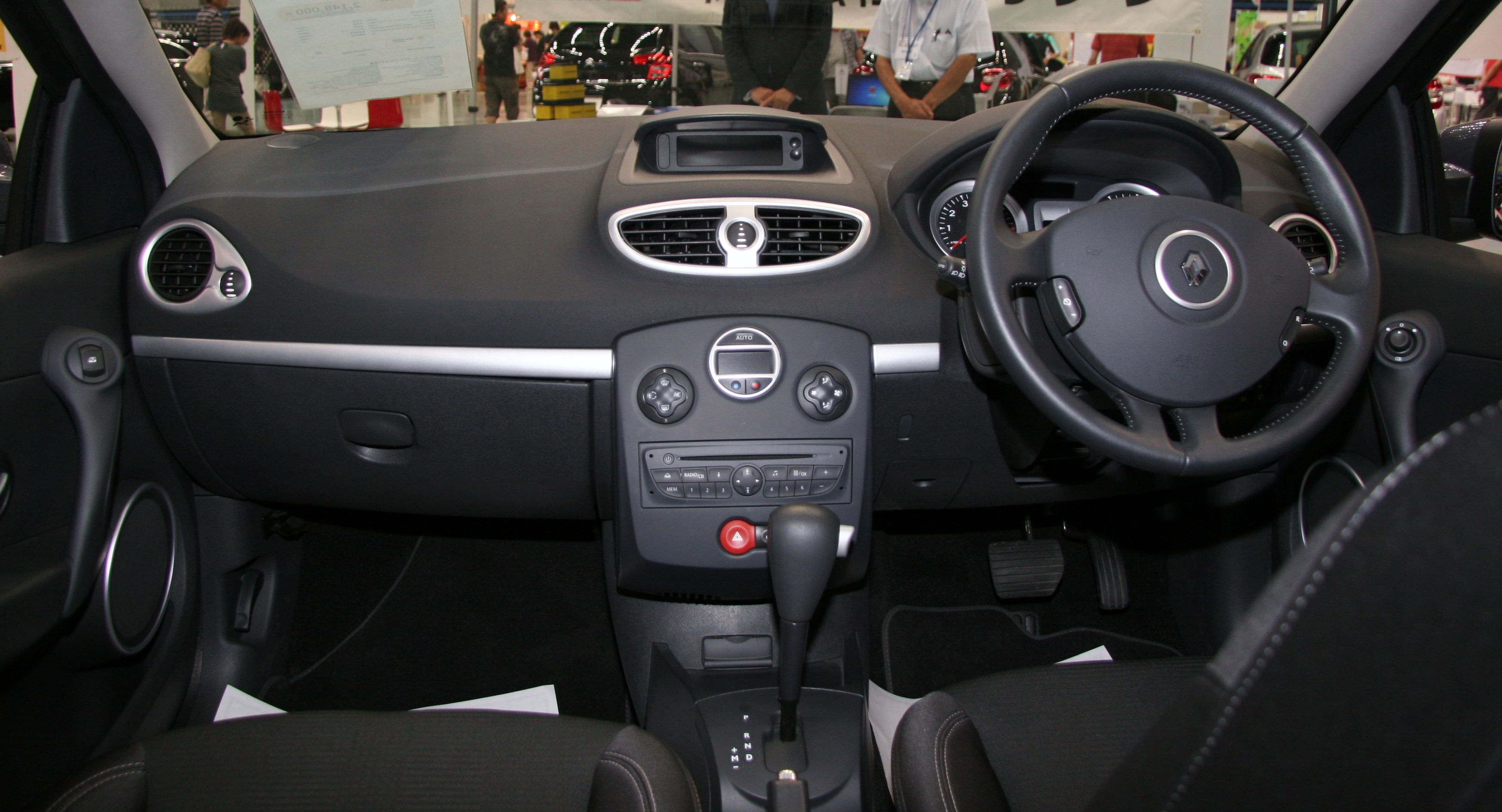
Interior del Renault Clio III Fase II (2009-2012)

## Cuarta generación (2012-2019)

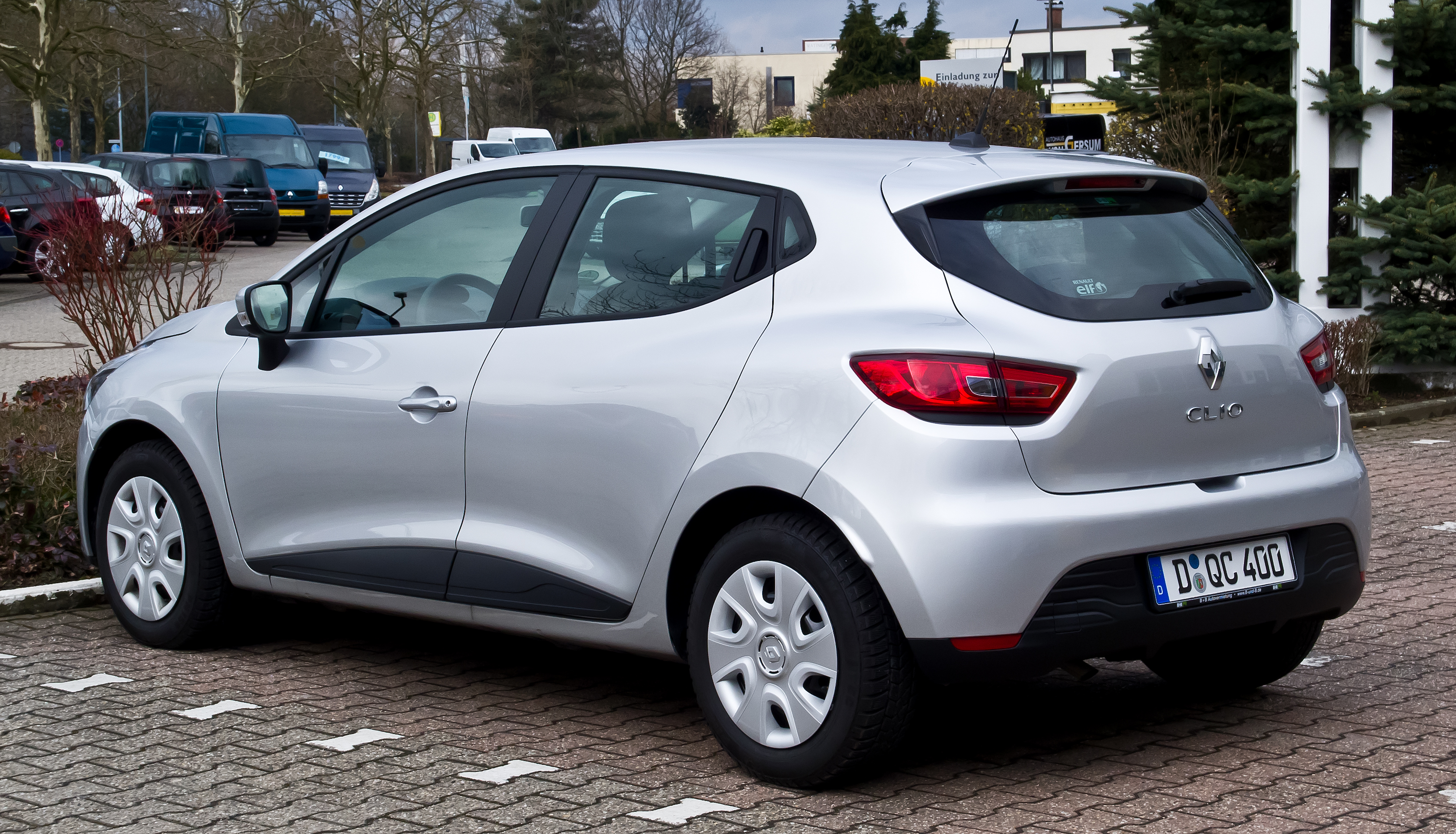
Vista trasera del Expression

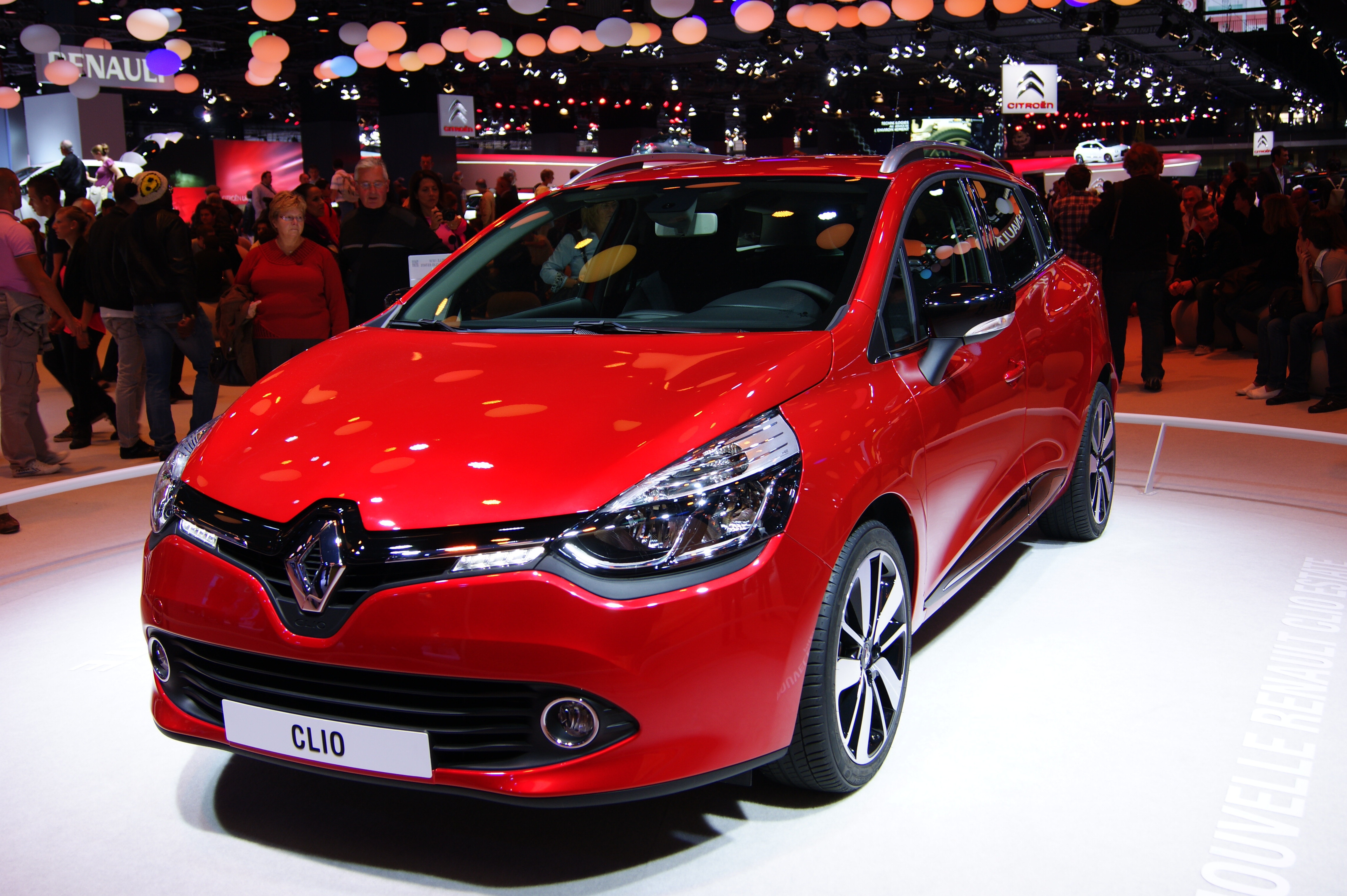
Clio IV estate

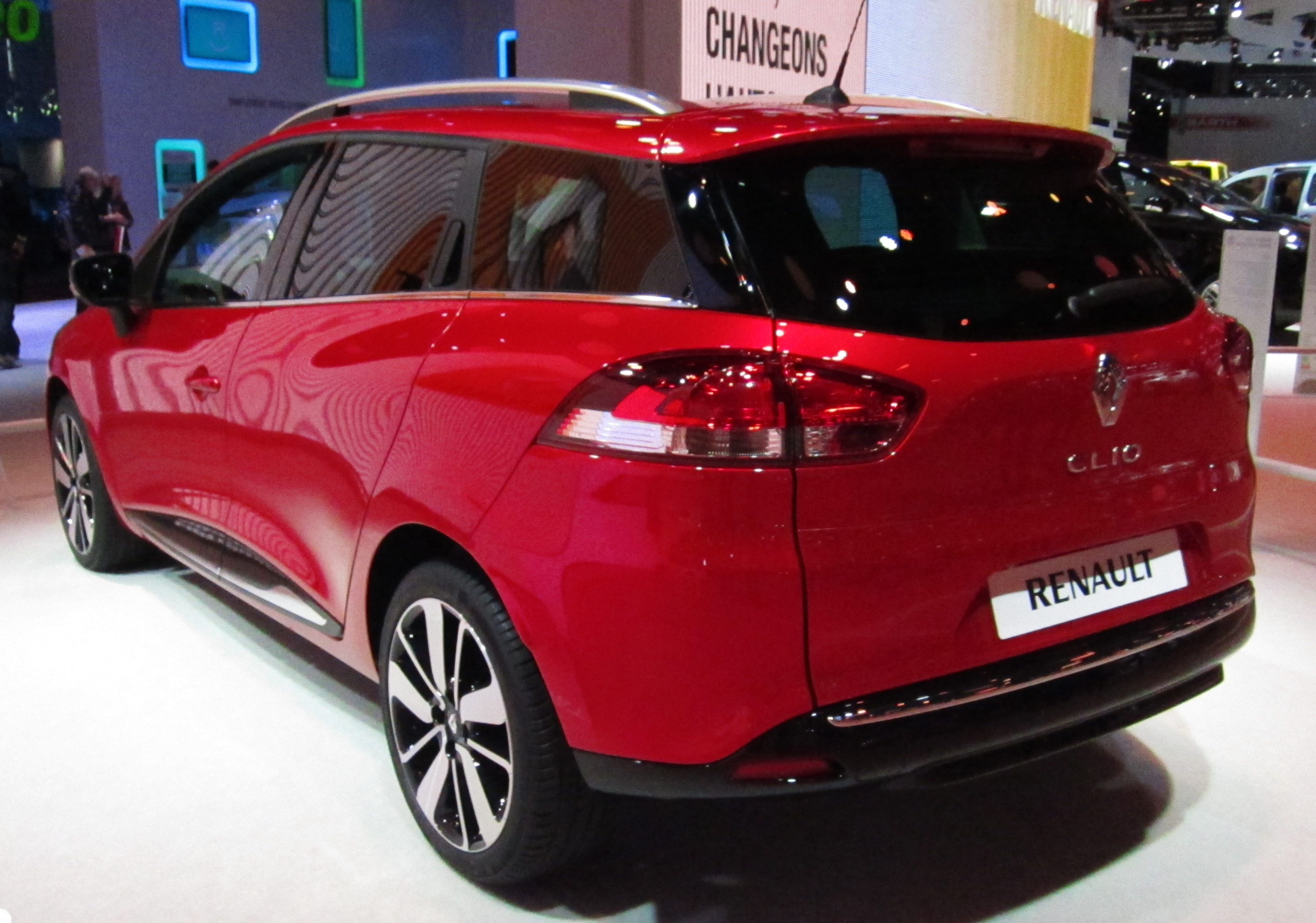
Vista trasera 3/4

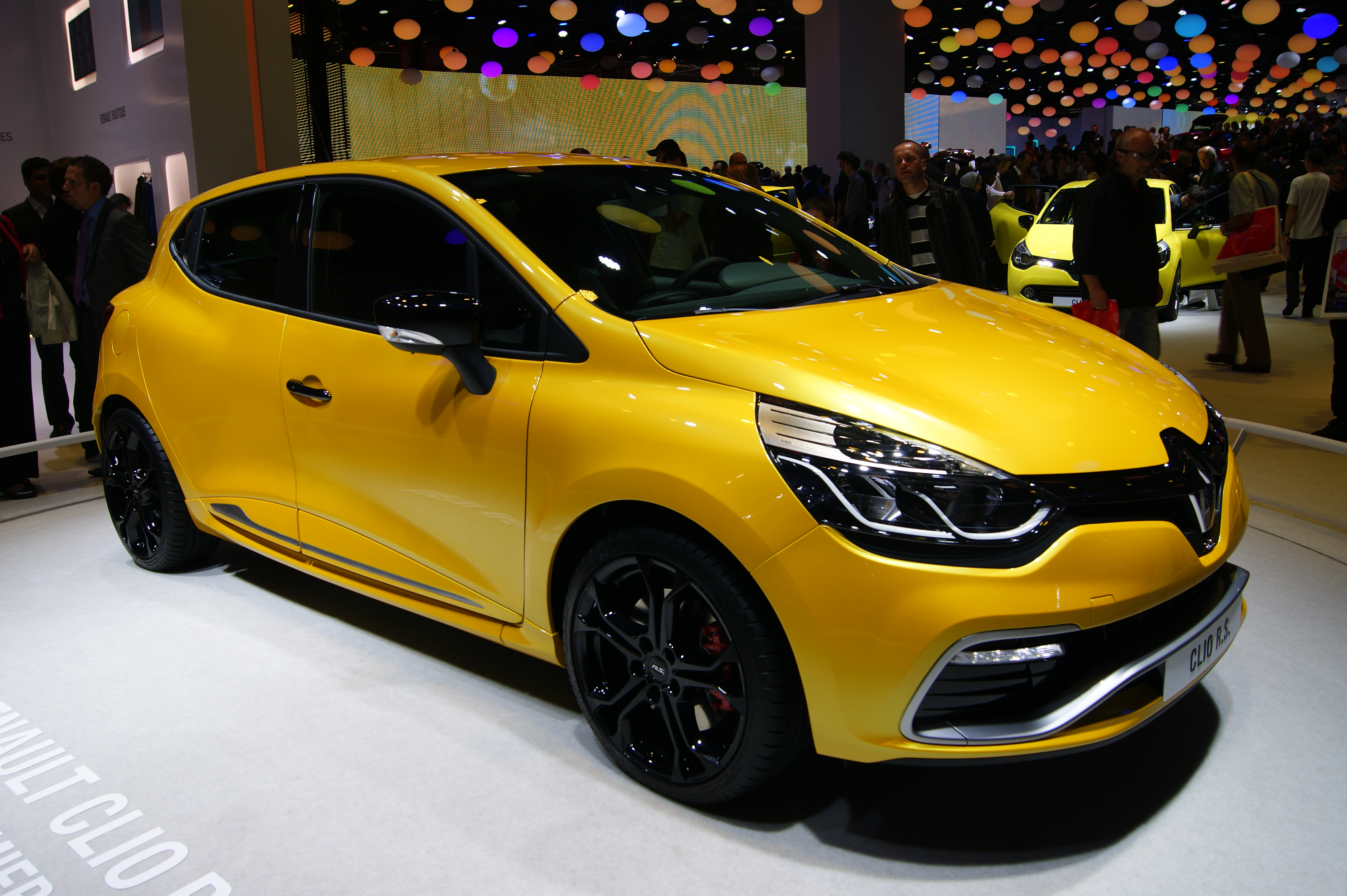
Clio IV RS

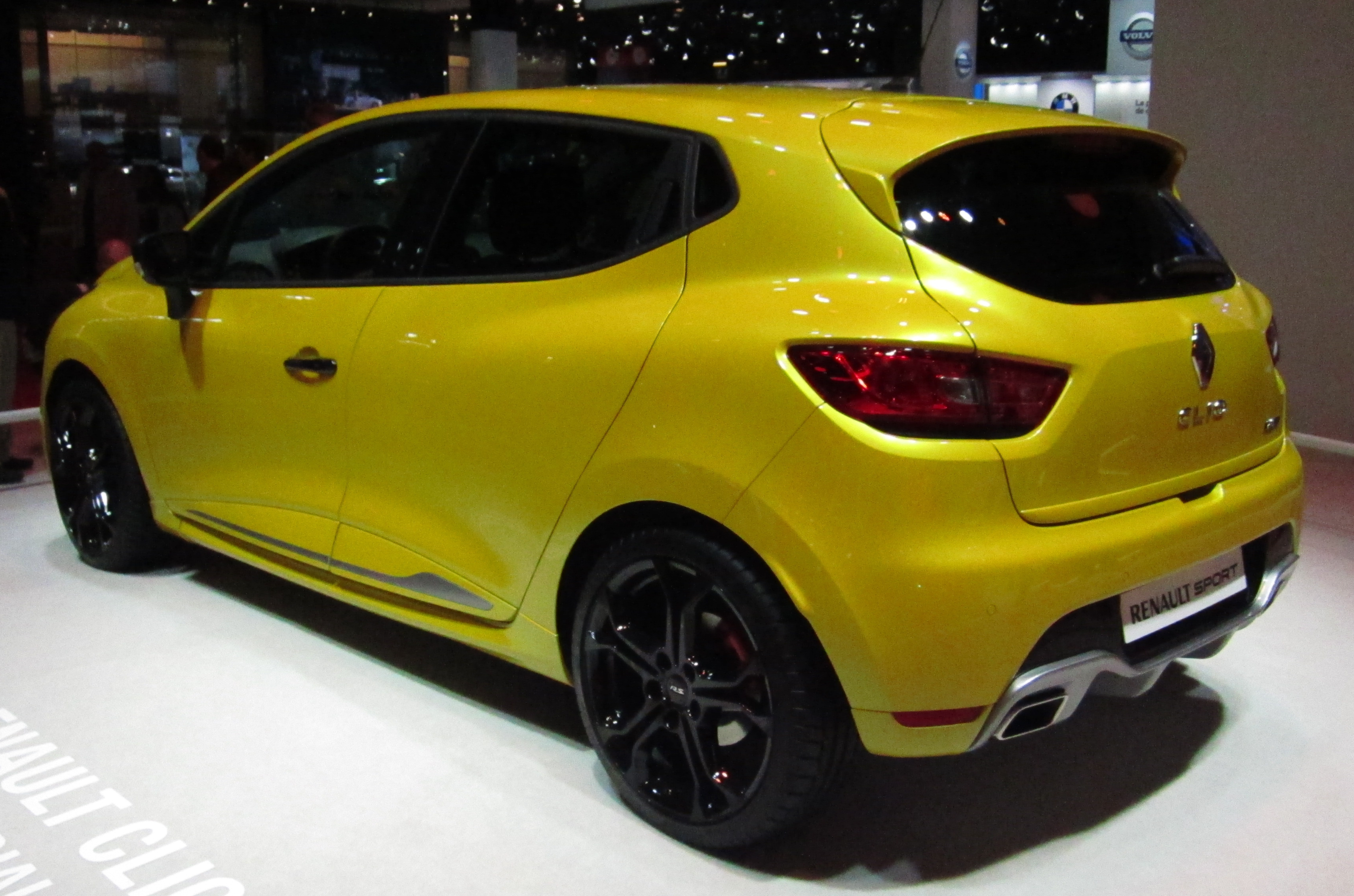
Vista trasera

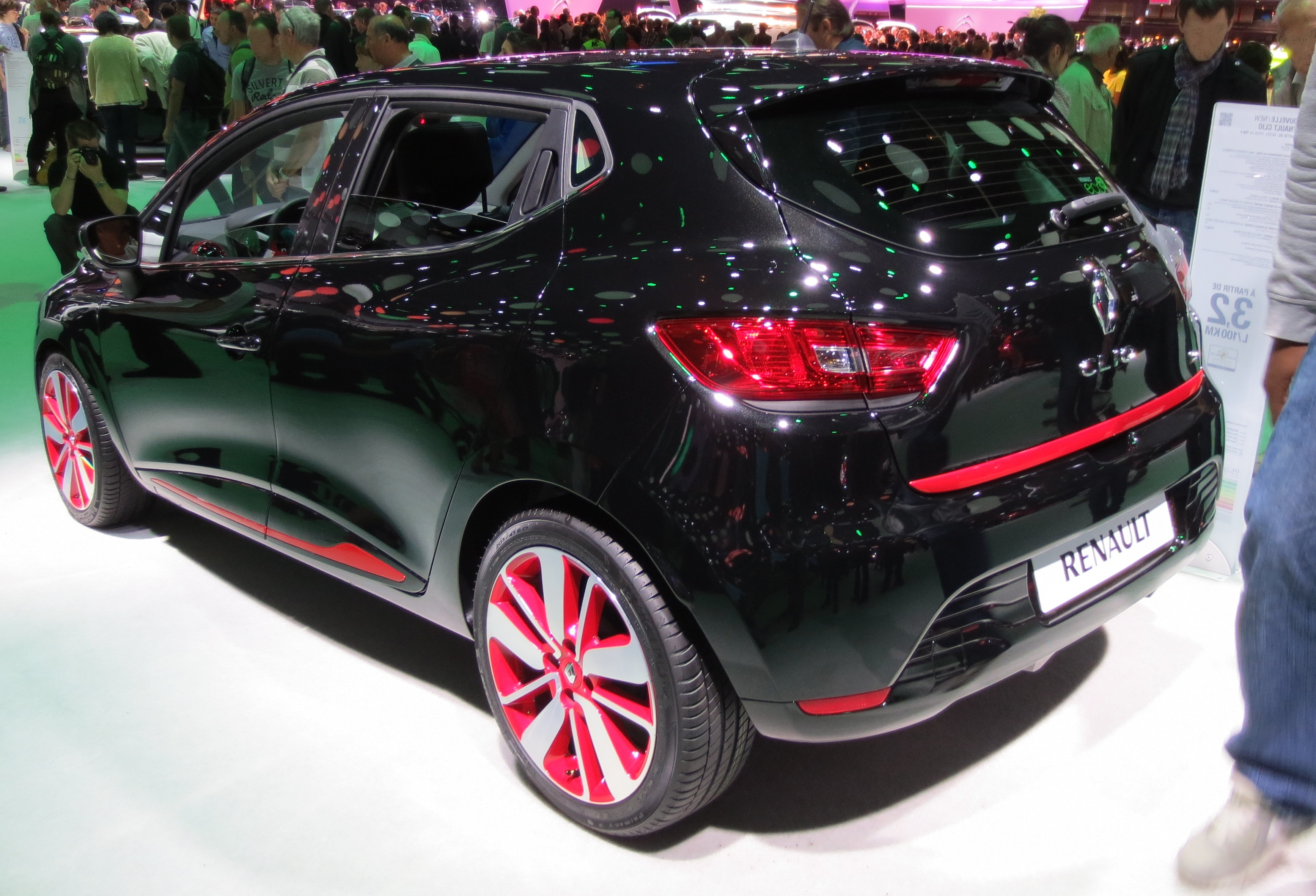
Archivo:Renault Clio-IV Black.JPG

En el Salón del Automóvil de París de septiembre de 2012 se produce la presentación de la cuarta generación con una estética muy radical. En general, el Clio IV es un coche más bajo y ancho, con una silueta muy estilizada, y un frontal y trasera que sufren un cambio muy radical, dotándolo de mayor expresividad. Se fabrica en Flins y Bursa en un número de entre 350.000 a 400.000 unidades al año, mide 4.05m y pesa 100kg menos que el clio III. Por otra parte, aporta las siguientes tecnologías:
- Acceso manos libres con arranque en pendiente.
- Cámara trasera.
- Conectividad con más de 50 aplicaciones gracias a su navegador táctil.
- Doble embrague.

En cuanto a propulsores, estrena nuevos motores gasolina y diésel, desechando casi todos los motores usados por la generación anterior, siendo casi todos turbo. Para gasolina existe un 1.2 tce que no tiene nada que ver con el anterior 1.2 tce, ya que tiene mayor cilindrada, inyección directa y 20 caballos más, también existe un 0.9 tce tricilíndrico de 90 caballos con buenas prestaciones y muy contenido consumo, el 1.2 16v atmosférico de 75 caballos ya clásico de Renault y un 1.6 tce de 200 caballos para el RS. En cuanto a diésel, se valdrá de los nuevos 1.5 dci Energy, que tienen un consumo de casi un litro menos a los 100 km que los anteriores 1.5 dci. Es uno de los motores que menos gasta de su categoría.
La estética del hatch cambia rotundamente. Se pueden apreciar líneas mucho más filosas y jugadas, una carrocería bien musculosa y un look más deportivo y agresivo que el anterior. Tiene algo del último Mégane, sobre todo las curvas laterales, aunque su diseño todavía es mucho más desafiante que el del mediano.
La zona delantera tiene una parrilla central tipo boca y unas ópticas ovaladas y grandes con un formato moderno, al modo de ojos de águila. La parte trasera está muy marcada, tiene una pequeña luneta y ópticas de un formato original y alargado. En cuanto al lateral, la superficie vidriada se recorta y tiene una “pincelada” curva ascendente en la parte posterior acabando en las camufladas aperturas de las puertas traseras.
Existe un cambio dramático en diseño con respecto a la versión anterior, sobre todo en el juego de ópticas, ya que está menos forzado que en anteriores generaciones, con las luces antiniebla en una posición coherente y original con respecto a las principales, quedando en los laterales de la entrada de aire inferior. La entrada de aire se reduce un poco, pero superiormente a las mencionadas luces antiniebla se ofrecerían un par de entradas adicionales, a ambos lados del logotipo agrandado de Renault, formando una parrilla muy agradable, terminada a los laterales por la presencia de dos pequeños y alargados faros leds de visión diurna.
La parte trasera cambia casi por completo, unas luces con forma alargada hacia los lados, reducción del cristal trasero y paragolpes más voluminoso, que sumado a las ventanillas laterales en forma de “boomerang” le darían un aspecto más fluido y deportivo a pesar de no contar con una versión de tres puertas.
Esta nueva generación del Clio formaría parte de la temporada 2012 de Renault, pero su lanzamiento no fue hasta octubre de 2012 en el continente europeo, siendo presentado en el salón del automovilismo de París 2012.
La cuarta generación se produce en Francia y Turquía. De esta manera se puso fin a una gran polémica desatada en el país de origen de la marca donde se comentaba que la planta de Flins dejaría de funcionar en un corto plazo, información que quedó totalmente desmentida en un informe hecho por el presidente de aquel país, Nicolas Sarkozy en enero de 2010.
El nuevo vehículo de la firma reemplazaría al Clio 3, que también se fabricaba en España, país que no corre la misma suerte que Francia, ya que no participa del proceso de fabricación del nuevo vehículo. De esta manera, el añejo Clio III se sigue fabricando en Valladolid bajo el modelo Collection durante un año más.
En la planta francesa de Flins además de producirse el nuevo compacto, se produce desde principios de 2012 el Zoé, novedoso vehículo eléctrico de la marca del rombo.

### Características
La nueva generación se acerca más al diseño Mégane, adoptando una estética tremendamente compacta que transmite solidez y deportividad. A nivel mecánico, el Clio IV va provisto de una nueva familia de motores TCe de gasolina, un 3 cilindros de 0,9 litros de cilindrada y un 4 cilindros de 1,2 litros, con unas emisiones de menos de 120 g/km. Como versión de acceso, se sigue ofreciendo el 1.2 16v de 75 cv que tenía el clio III.
En diésel, el 1.5 dCi se actualiza reduciendo su consumo y las emisiones el equivalente a 20 g/km. Se ofrece en versiones de 75cv y 90cv.
Y en cuanto a la versión RS, monta un 1.6 Tce de 200cv, que disminuye el consumo en 2 litros y las emisiones en un 25% respecto del anterior 2.0 16v atmosférico de 200cv. En 2015, se presenta el clio RS Trophy con 220cv y 280Nm con overboost, capaz de hacer el 0-100 km/h en sólo 6,6 segundos.
Para este último contó con la colaboración de Mercedes Benz, que se encargó de aportar tecnología a Renault en lo que a motores de gran rendimiento se refiere a cambio de que Renault le muestre a Mercedes su "Saber hacer" sobre motores pequeños y así disminuir Mercedes su tasa de emisiones y cumplir en 2016 la Normativa europea sobre emisiones Euro 6.
En el verano de 2016 se presenta el restyling del clio IV, en el que entre sus novedades se encuentra la llegada del 1.5dci de 110cv junto a la caja de cambios manual de 6 velocidades.
Se sacó un 0.9 con GLP, con equipo Landi Renzo, y depósito Stako de 42 litros de los cuales útiles son 31.5 litros.Venía equipado con motor H4BB410, con equipamiento Limited al ser fase 2 traía overboost de unos 7 cv y rendia unos 105-110 cv en total, en banco de pruebas suele dar más potencia en GLP que en Gasolina, siempre y cuando en la mezcla sea prevalente el butano frente al propano.Previamente se vendió una versión con GLP para autónomos y comerciales. El sistema es idéntico al que se montó en Dacia Sanderos GLP-

### Motorizaciones
| Periodo                        | 2012-presente                             | 2018-presente              | 2012-2018             | 2013-2018                                     | 2013-2018                                     | 2016-2018 (Ph2)                               |
| Identificación del motor       | H4Bt-400/408/410                          | H4Bt-400/408/410           | D4F-740               | H5Ft                                          | MR16DDT                                       | MR16DDT                                       |
| Tipo de motor                  | L3 12v, turbo, intercooler                | L3 12v, turbo, intercooler | L4 16v                | L4 16v, inyección directa, turbo, intercooler | L4 16v, inyección directa, turbo, intercooler | L4 16v, inyección directa, turbo, intercooler |
| Diámetro x carrera             | 72.2 mm × 73.1 mm                         | 72.2 mm × 73.1 mm          | 69.0 mm × 76.8 mm     | 72.2 mm × 73.1 mm                             | 79.7 mm × 81.1 mm                             | 79.7 mm × 81.1 mm                             |
| Cilindrada                     | 898 cm³                                   | 898 cm³                    | 1149 cm³              | 1197 cm³                                      | 1618 cm³                                      | 1618 cm³                                      |
| Relación de compresión         | 9.5: 1                                    | 9.5: 1                     | 9.8: 1                | 9.5: 1                                        | 9.5: 1                                        | 9.5: 1                                        |
| Potencia máxima: CV (kW) @ rpm | 90-(95+7 overboost Ph 2)CV (66 kW) @ 5250 | 75 CV (54 kW) @ 5000       | 75 CV (54 kW) @ 5500  | 120 CV (88 kW) @ 4900                         | 200 CV (147 kW) @ 6000                        | 220 CV (162 kW) @ 6000                        |
| Par máximo: Nm @ rpm           | 135 Nm @ 2500                             | 155 Nm @ 2250              | 107 Nm @ 4250         | 190 Nm @ 2000                                 | 240 Nm @ 1750                                 | 280 Nm @ 1750                                 |
| Tracción                       | Delantera                                 | Delantera                  | Delantera             | Delantera                                     | Delantera                                     | Delantera                                     |
| Transmisión                    | Manual, 5 velocidades                     | Manual, 5 velocidades      | Manual, 5 velocidades | Automática, 6 velocidades                     | Automática, 6 velocidades                     | Automática, 6 velocidades                     |
| Aceleración 0–100 km/h         | 12.2 s                                    | 12,3 s                     | 14.5 s                | 9.4 s                                         | 6.7 s                                         | 6.6 s                                         |
| Velocidad máxima               | 182 km/h                                  | 178 km/h                   | 167 km/h              | 199 km/h                                      | 230 km/h                                      | 235 km/h                                      |
| Consumo combinado (L/100 km)   | 4.5                                       | 5                          | 5.5                   | 5.2                                           | 6.3                                           | 5.9                                           |

| Periodo                        | 2012-presente                                                             | 2012-presente                                                                          | 2016-2018                                                                              |                                                                                        |
| Identificación del motor       | K9K-612                                                                   | K9K-608                                                                                | K9K                                                                                    |                                                                                        |
| Tipo de motor                  | L4 8v, inyección directa, common-rail, turbo, FAP (Filtro Antipartículas) | L4 8v, inyección directa, common-rail, turbo, intercooler, FAP (Filtro Antipartículas) | L4 8v, inyección directa, common-rail, turbo, intercooler, FAP (Filtro Antipartículas) | L4 8v, inyección directa, common-rail, turbo, intercooler, FAP (Filtro Antipartículas) |
| Diámetro x carrera             | 76.0 mm × 80.5 mm                                                         | 76.0 mm × 80.5 mm                                                                      | 76.0 mm × 80.5 mm                                                                      |                                                                                        |
| Cilindrada                     | 1461 cm³                                                                  | 1461 cm³                                                                               | 1461 cm³                                                                               |                                                                                        |
| Relación de compresión         | 15.5: 1                                                                   | 15.6: 1                                                                                | 15.6: 1                                                                                |                                                                                        |
| Potencia máxima: CV (kW) @ rpm | 75 CV (55 kW) @ 4000                                                      | 90 CV (66 kW) @ 4000                                                                   | 110 CV (81 kW) @ 4000                                                                  |                                                                                        |
| Par máximo: Nm @ rpm           | 200 Nm @ 1750                                                             | 220 Nm @ 1750                                                                          | 260 Nm @ 1750                                                                          |                                                                                        |
| Tracción                       | Delantera                                                                 | Delantera                                                                              | Delantera                                                                              |                                                                                        |
| Transmisión                    | Manual, 5 velocidades                                                     | Manual, 5 velocidades / Automática, 6 velocidades                                      | Manual, 6 velocidades / Automática, 6 velocidades                                      |                                                                                        |
| Aceleración 0–100 km/h         | 14.3 s                                                                    | 12.0 s                                                                                 | 11.3 s                                                                                 |                                                                                        |
| Velocidad máxima               | 168 km/h                                                                  | 181 km/h                                                                               | 194 km/h                                                                               |                                                                                        |
| Consumo combinado (L/100 km)   | 3.6                                                                       | 3.6                                                                                    | 3.5                                                                                    |                                                                                        |

## Quinta generación (2019-presente)
El Clio V es un automóvil comercializado por el fabricante francés de automóviles Renault desde marzo de 2019.

### Historia

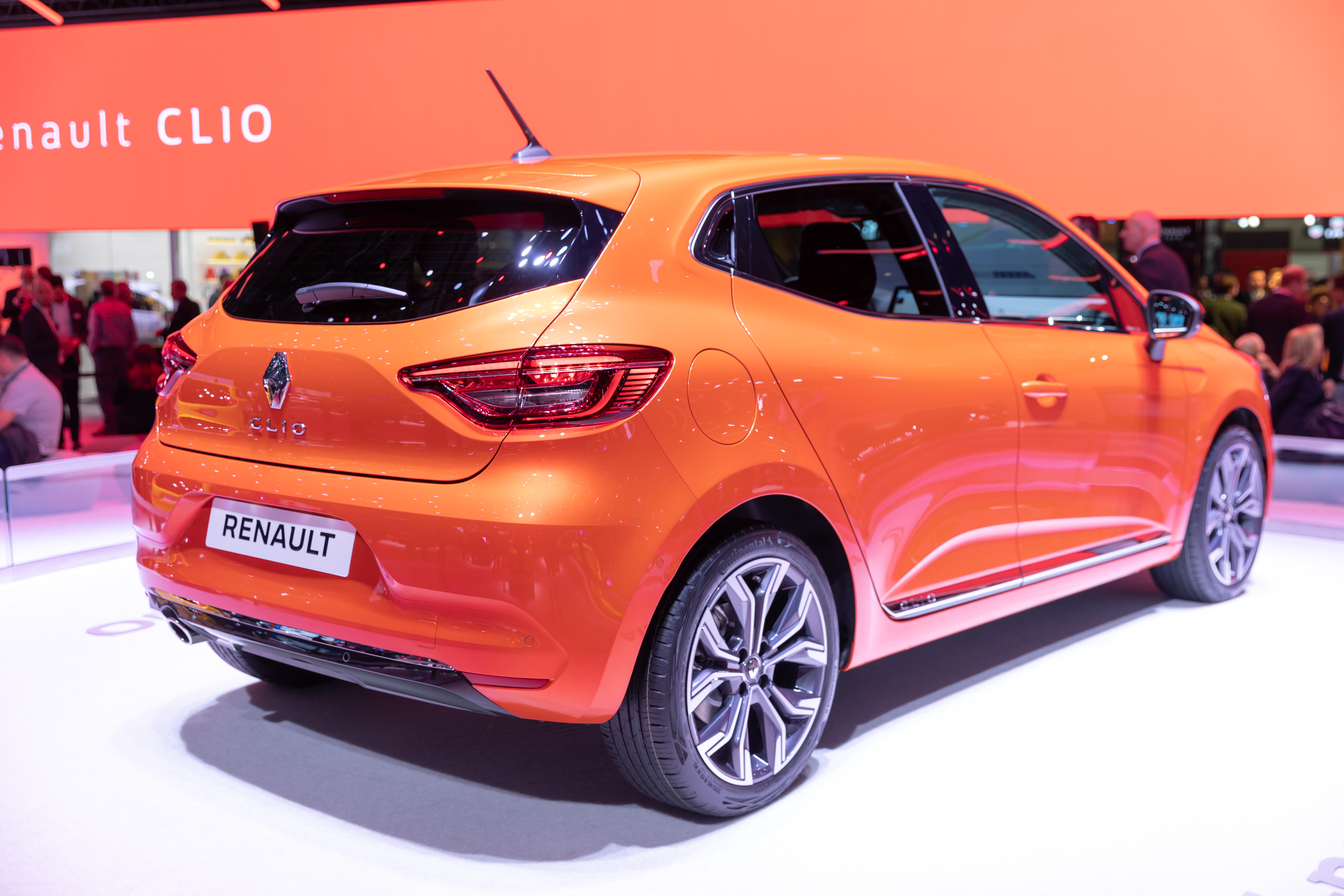
Vista trasera.

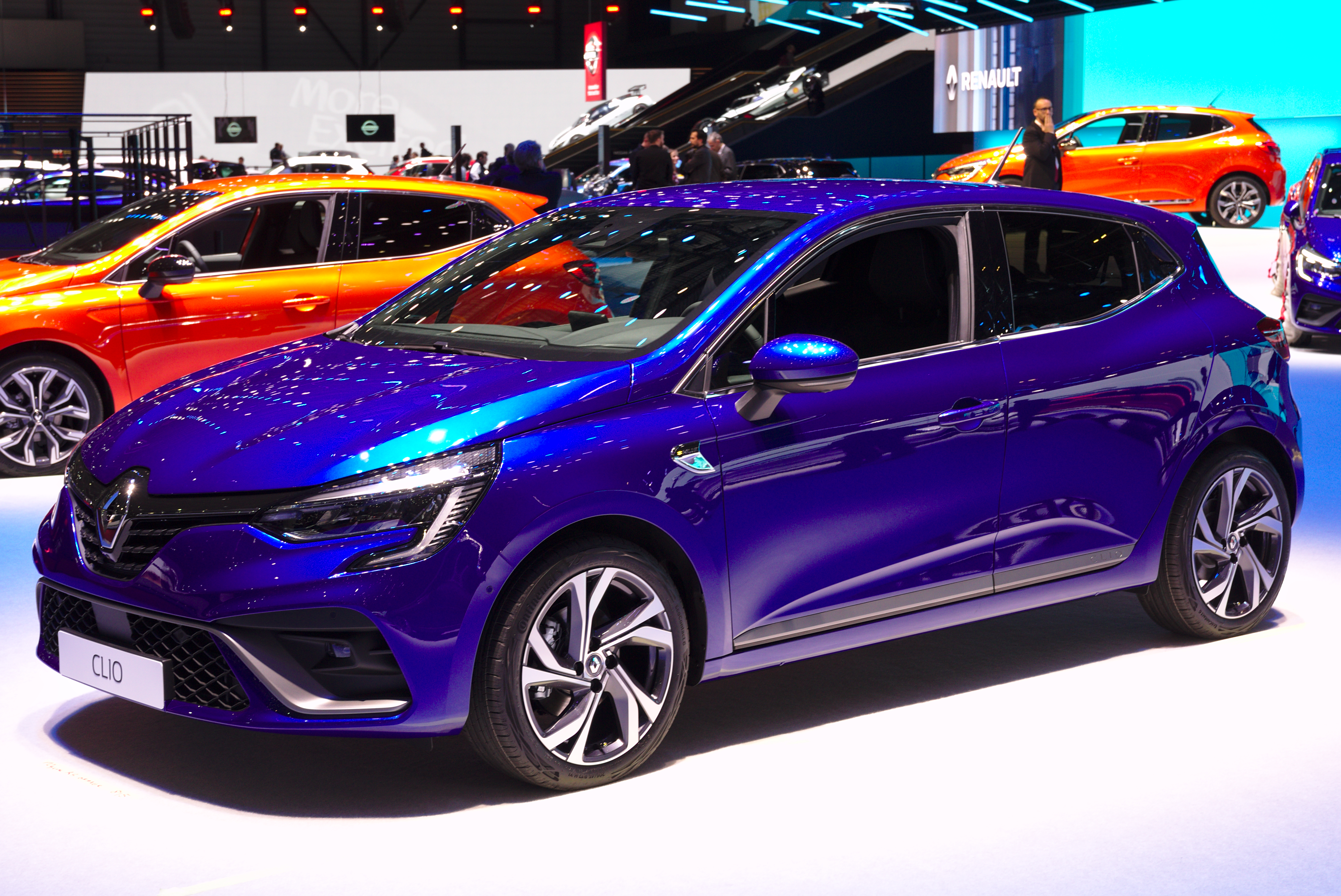
Quinta generación en el Salón del Automóvil de Ginebra de 2019

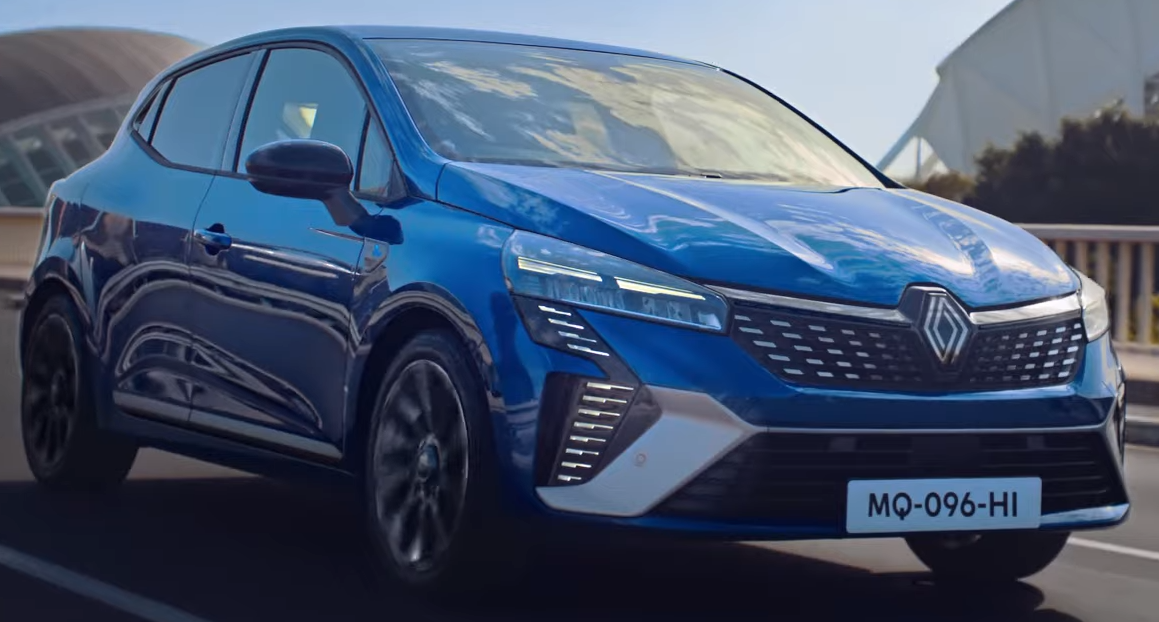
Variante E-Tech totalmente híbrida

La quinta generación del automóvil de la ciudad de Renault se dio a conocer en el Salón del Automóvil de Ginebra de 2019 en el stand de Renault del Palais des Expositions et des Congrès en Ginebra. Esta es la quinta generación de Clio después de Clio I en 1990, Clio II en 1998, Clio III en 2005 y Clio IV en 2012.
Con el Clio V, Laurens van den Acker, Director de Diseño del Grupo Renault, lanza su tercera margarita que dará la nueva orientación estilística de la marca con menos curvas y simplicidad en las líneas.

### Especificaciones técnicas
El Renault Clio V se basa en la plataforma modular CMF-B utilizada por los autos compactos de la Alianza Renault-Nissan.

### Cambio de diseño
La línea general del nuevo Clio se mantendrá cerca de su predecesor. El equipo de diseño de Laurens van den Acker logró revitalizar el estilo de la gama Renault, y encontró el equilibrio con Clio, los ingenieros se centraron en sus tecnologías internas y embebidas, incluida la conducción autónoma..

### Motores
El Clio V recibe nuevos motores, principalmente el motor de 3 cilindros y 1.0 litros TCe de 100 CV y el motor de cuatro cilindros y 1.3 litros TCe de 130 CV y el motor de 3 cilindros y 1.0 litros SCe 75 ch de su predecesor. En el diésel, el dCi de 4 cilindros y 1,5 litros se renovará con potencias que oscilarán entre 85 y 115 CV. Se espera que llegue una versión híbrida enchufable en 2019 equipada con un motor Nissan de 1.6 litros y 120 caballos de fuerza asociado con una caja electrificada de cuatro velocidades, llamada Locobox en el fabricante, específica para vehículos híbridos.

## Variantes

### Renault Clio Symbol
Artículo Principal:
Renault Symbol
La historia del Renault Symbol a nivel mundial se remonta a febrero de 1998, cuando en Francia Renault lanza los Clio II en versiones de 3 y 5 puertas. En Turquía, debido a exigencias particulares del mercado local del automóvil, la marca decidió crear una versión exclusiva del Clio con carrocería Sedan (4 puertas y maletero) a la cual llamaron "Clio Symbol" en 1999. Allí se lanzó con los motores 1.4 y 1.6 de 8 válvulas de la serie E (Energy), los cuales equiparon a los primeros Symbol. En julio del 2011 se empezó a comercializar la edición Limitada Gordini en España únicamente.
Por aquel entonces, se inició la comercialización del modelo en mercados de Europa Oriental, como Rusia, Hungría, etc. Cabe destacar que en algunos países, se comercializa bajo el nombre "Thalia" y en México y Panamá como '"Nissan Platina", con cambios estéticos, principalmente en el frontal para ser vendido bajo la marca nipona.

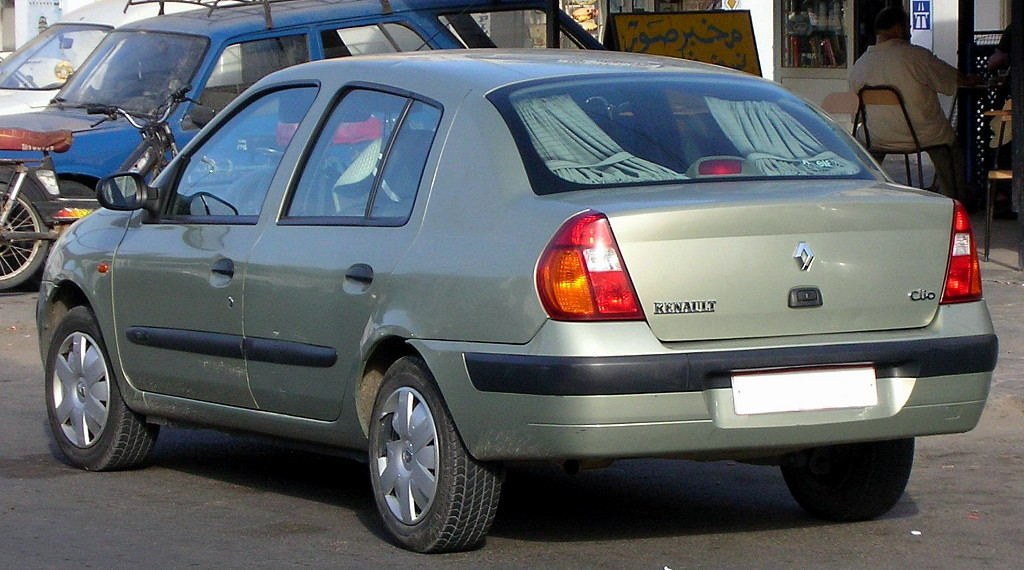
Renault Clio Symbol. Vista posterior
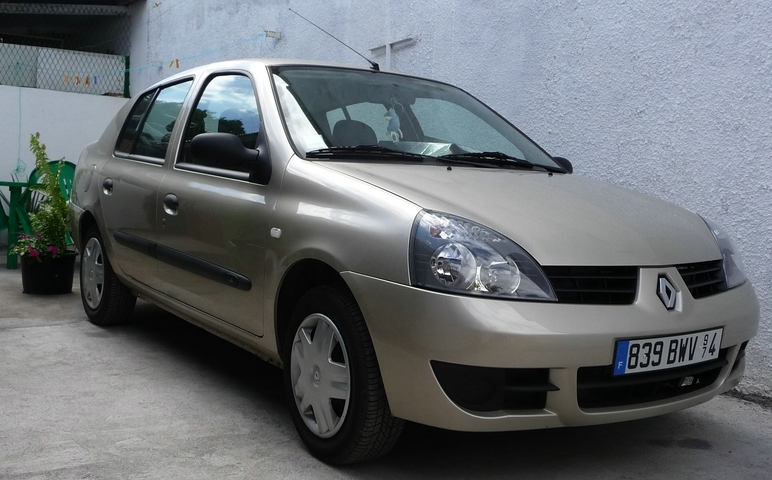
Renault Clio Symbol. Vista Frontal
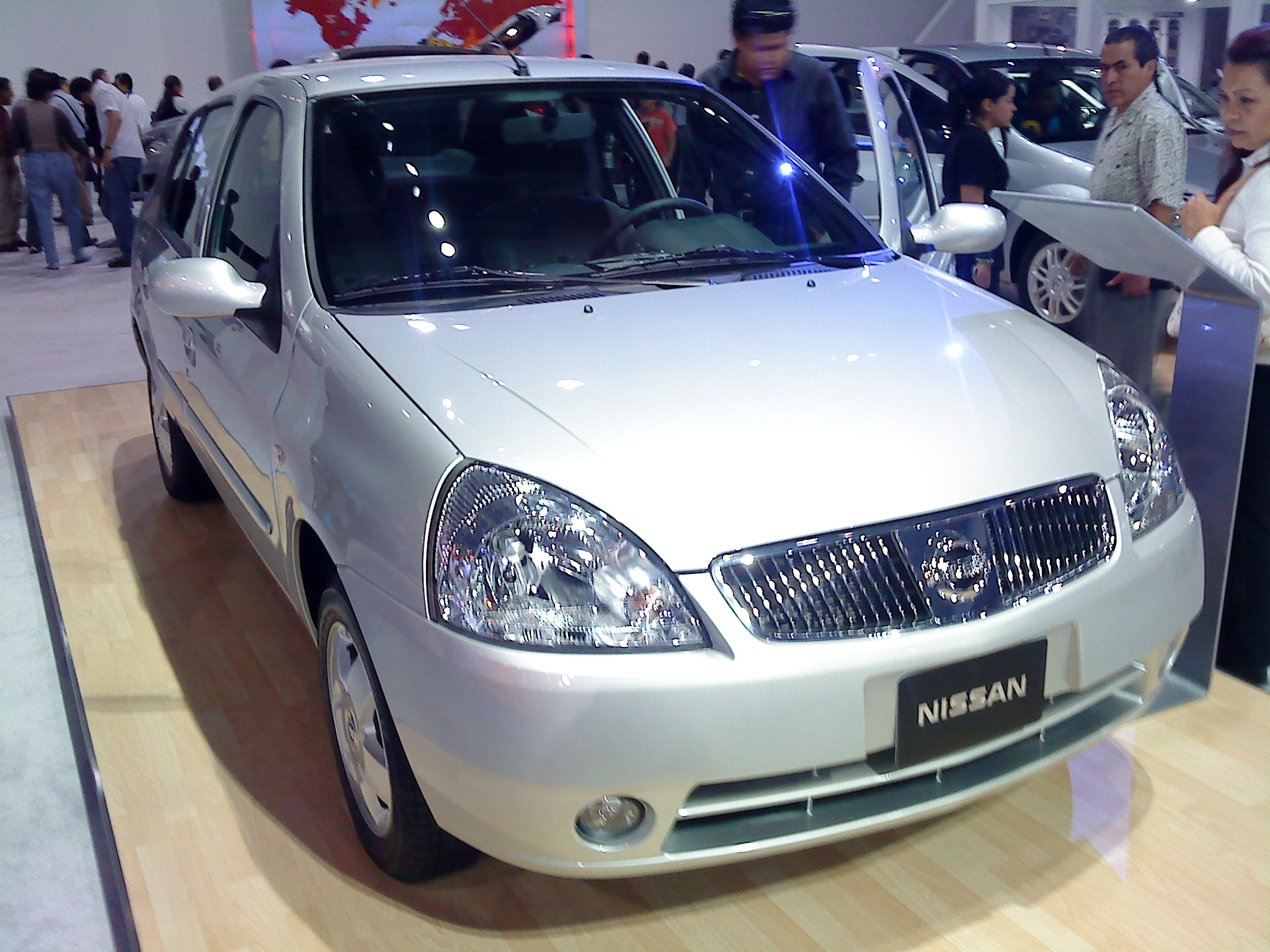
Versión mexicana, un Nissan Platina modelo 2008

En el año 2000, este vehículo llegó a América Latina, más concretamente a Argentina, Brasil y Colombia, para el mercado Argentino (Clio II a secas); y para los otros dos países se promocionó con el nombre de Symbol.
En Colombia apareció en marzo de 2001 apoyado con una recordada campaña publicitaria de expectativa en la cual un gringo llamado Bob Harris buscaba esposa colombiana con hijos, para finalmente develarse que dicha búsqueda era para estrenar con ellos su nuevo Renault Symbol. Sofasa ensambló este vehículo hasta el año 2009, en Colombia, antes de fabricar la última generación (Symbol II). Ya en el 2002, Renault lanzó internacionalmente la nueva carrocería del Symbol, correspondiente al retoque estético aplicado al Clio internacionalmente en el año anterior. Es así como el Symbol quedó como lo conocemos más recientemente. Luego apareció un nuevo Symbol en mayo de 2003 (ya con motor 1.4 de 16 válvulas de la serie K) y la versión taxi llamada "Citius" en febrero de 2006. Fuera de estos detalles, el Symbol no ha tenido mayores variaciones en Colombia. Internacionalmente, en Europa y en Argentina y Brasil más exactamente, se presentó en septiembre de 2006 una nueva versión del Symbol, acoplada a la nueva generación del Clio II llamada "Campus" y que se comercializa en Argentina, Brasil, Europa y México.
El 25 de agosto de 2008, Renault presentó las primeras fotos de la línea 2009 del Symbol. Tiene un frontal similar al del Renault (Dacia) Sandero, una parte posterior totalmente diferente a la línea anterior, y un interior actualizado. Su intención era ser un auto accesible pero muy equipado con una aspiración por debajo del Megan II, por ello no fue una continuación del Clio tricuerpo, sino un coche completamente diferente, aunque compartía la línea de montaje con el Clio mio
Se fabricó en Santa Isabel, Córdoba (Argentina), en Envigado (Colombia) y en Bursa (Turquía). En Colombia particularmente esta nueva versión no tuvo el éxito comercial de la primera y hoy día el Renault Symbol II ya no se comercializa en Colombia.
Tras poca carrera, a fines de 2013 se dejó de fabricar en Colombia y en Argentina, pese a que su rediseño no obtuvo ventas significativas y en su lugar será ocupado por el Logan de segunda generación (Para Argentina).
- Renault Symbol de diseño específico 2007-2012 (Fase II)

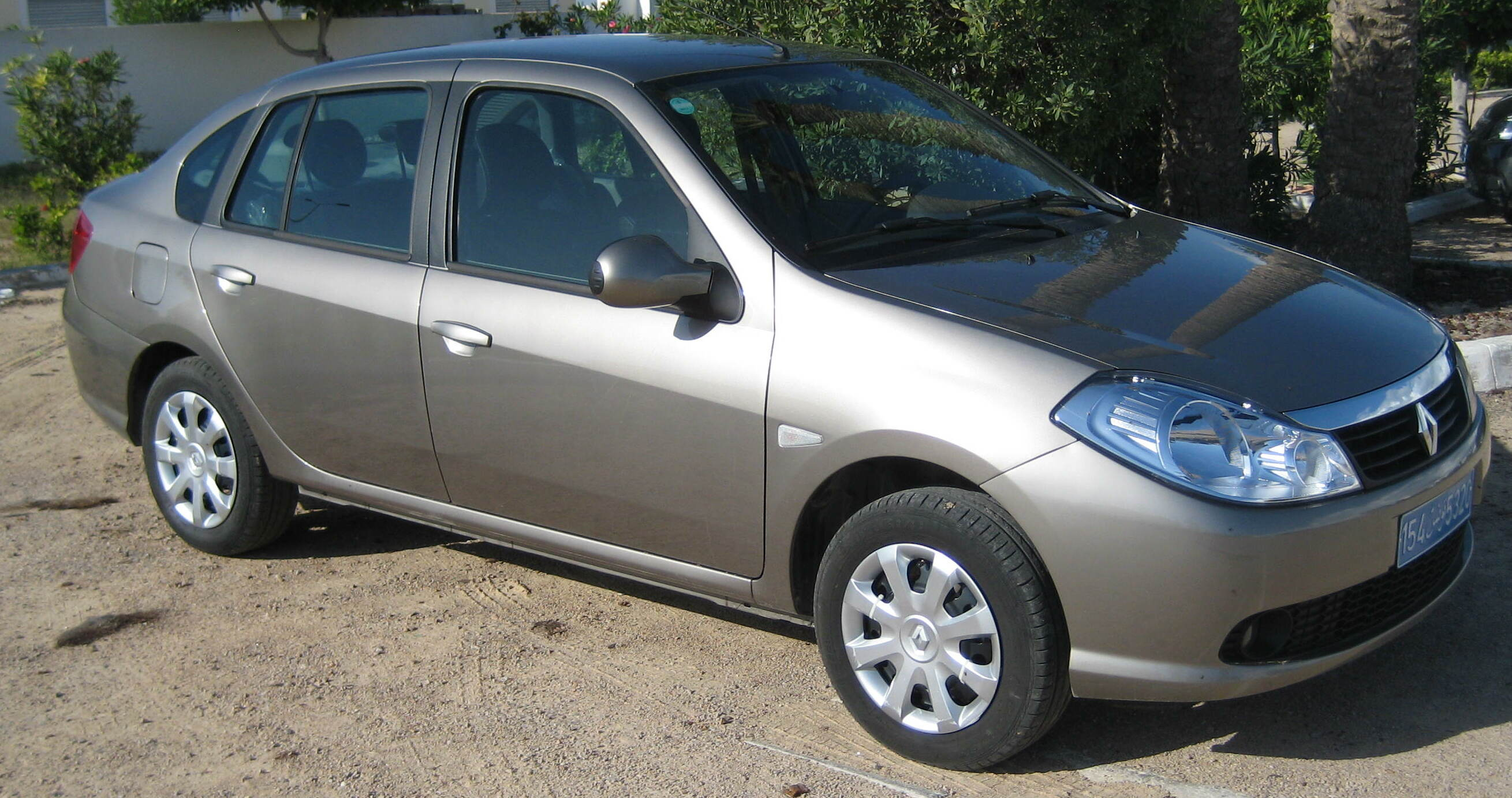
Renault Symbol 2, vista frontal
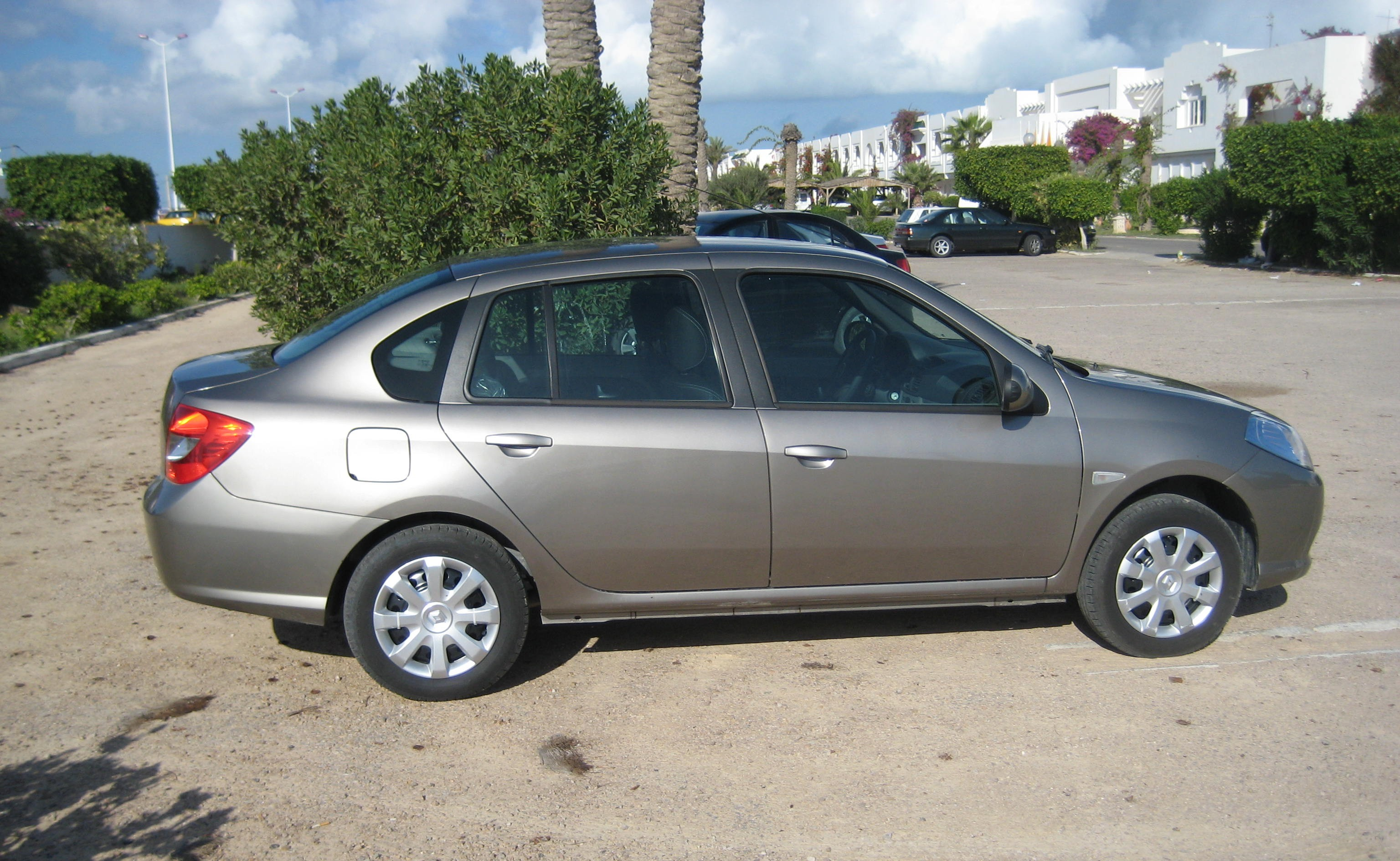
Renault Symbol 2, vista lateral
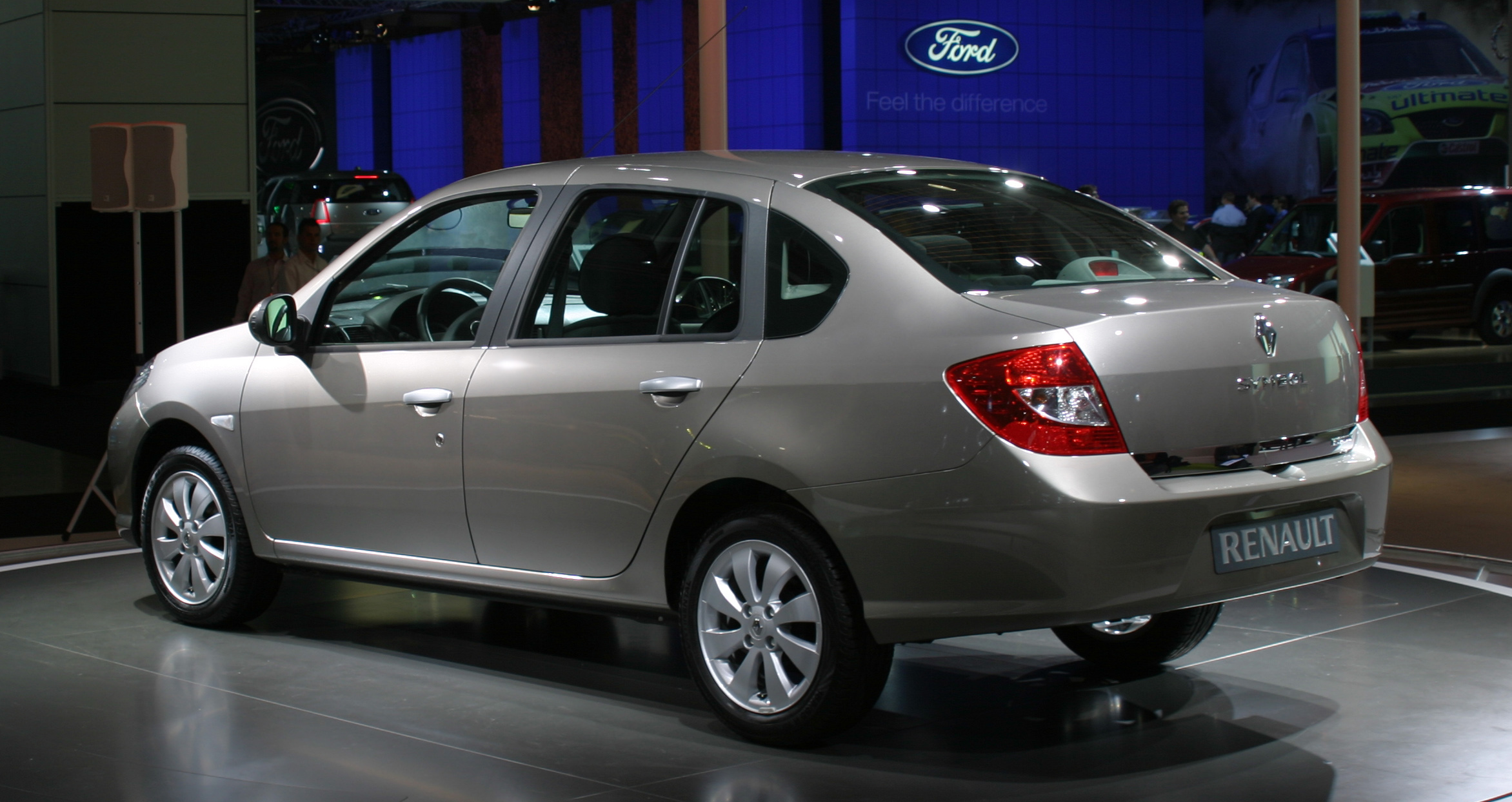
Presentación del Renault Symbol en Moscú el 26 de agosto de 2008

### Nissan Platina
El Nissan Platina nació bajo el trabajo conjunto entre las plantas de Renault y Nissan en México. Es un derivado de tres volúmenes del Renault Clio II/Symbol/Thalia. Es un modelo desarrollado sobre la base de este para los países en desarrollo en el que usan los componentes mecánicos y la plataforma de la carrocería del mismo, sin tener componentes propios de la marca japonesa.
Se trata un sedán de 4 puertas, del segmento B. Una de sus características sobresalientes es el volumen de su cajuela. Tradicionalmente se comercializó en cuatro niveles de equipamiento que son: Q, K, K plus y A. Hay versiones con transmisión automática de 4 velocidades y transmisión manual de 5 velocidades.
Es un vehículo que por su peso y su potencia se desenvuelve como un vehículo rápido en su rama en comparación con un Toyota Yaris o un Peugeot 207 Sedán. Su aceleración de 0 a 100 km/h es de 10 s mientras que los anteriores andan en 11.45 segundos. Las versiones del motor son básicamente los modelos K4M de Renault de 4 cilindros el cual tiene una potencia de 110 CV el cual podemos decir que es uno de los más potentes en su categoría.
Fue fabricó por Nissan Mexicana en la planta de Aguascalientes, México. Se destaca en su comodidad y amplitud. Posee un baúl más amplio que otros coches de su categoría, y también tiene un excelente desempeño de combustible combinado 16.3km/L en transmisión manual. Este modelo fue descontinuado durante el año modelo 2011 y ha sido reemplazado por el nuevo Nissan Versa, derivado del Nissan March de cuarta generación, ambos son también fabricados en la misma planta mexicana de Nissan.

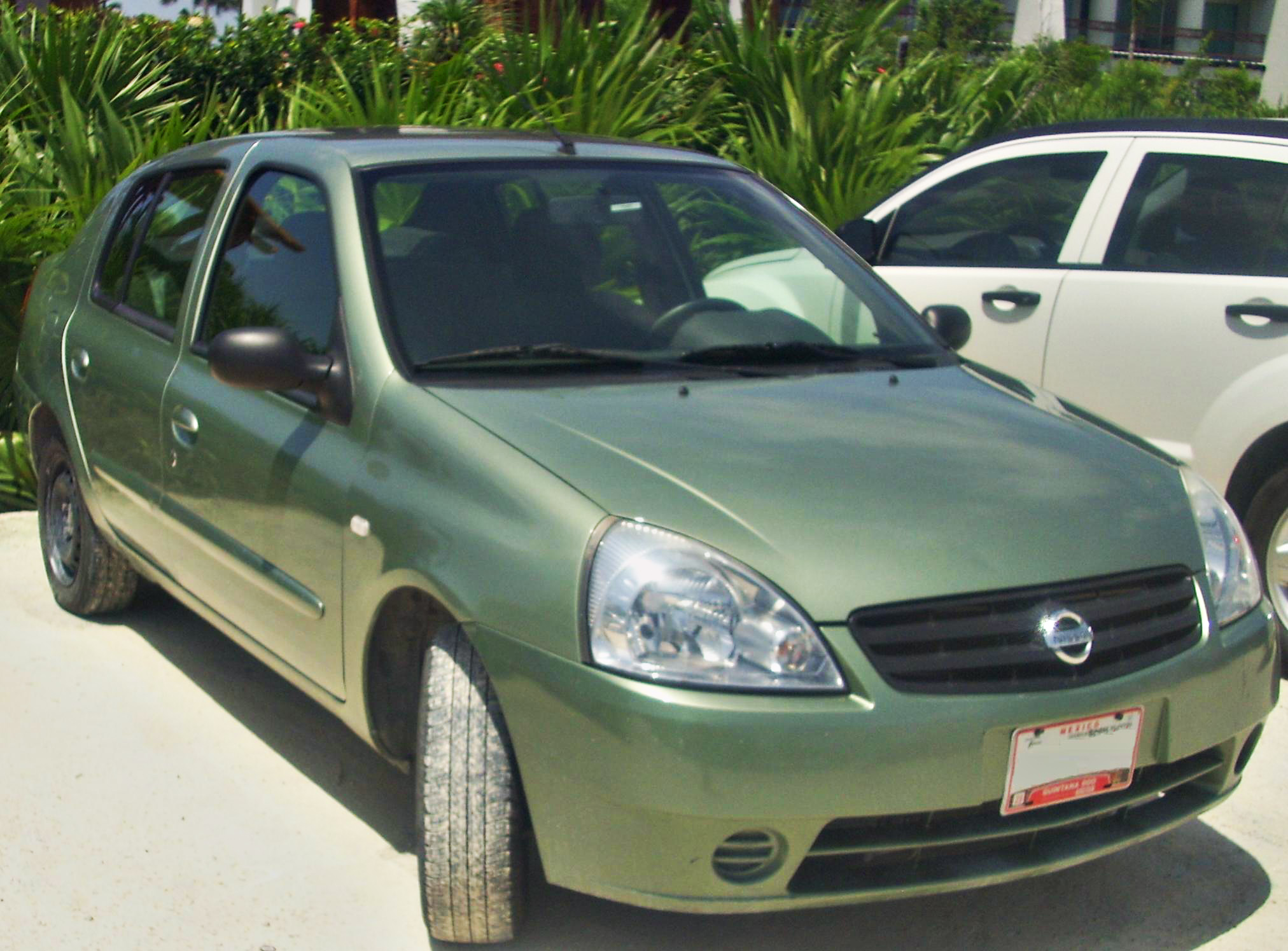
Nissan Platina
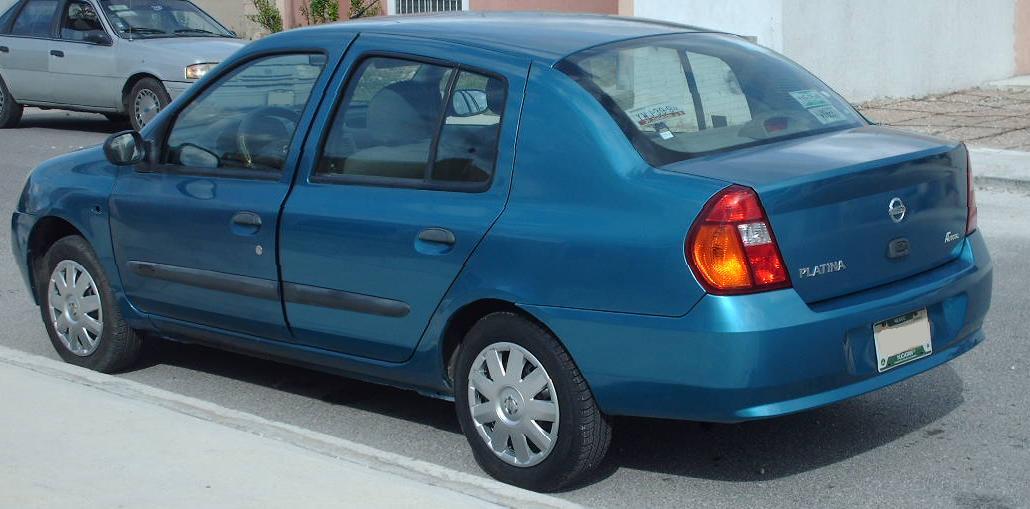
Nissan Platina 2005
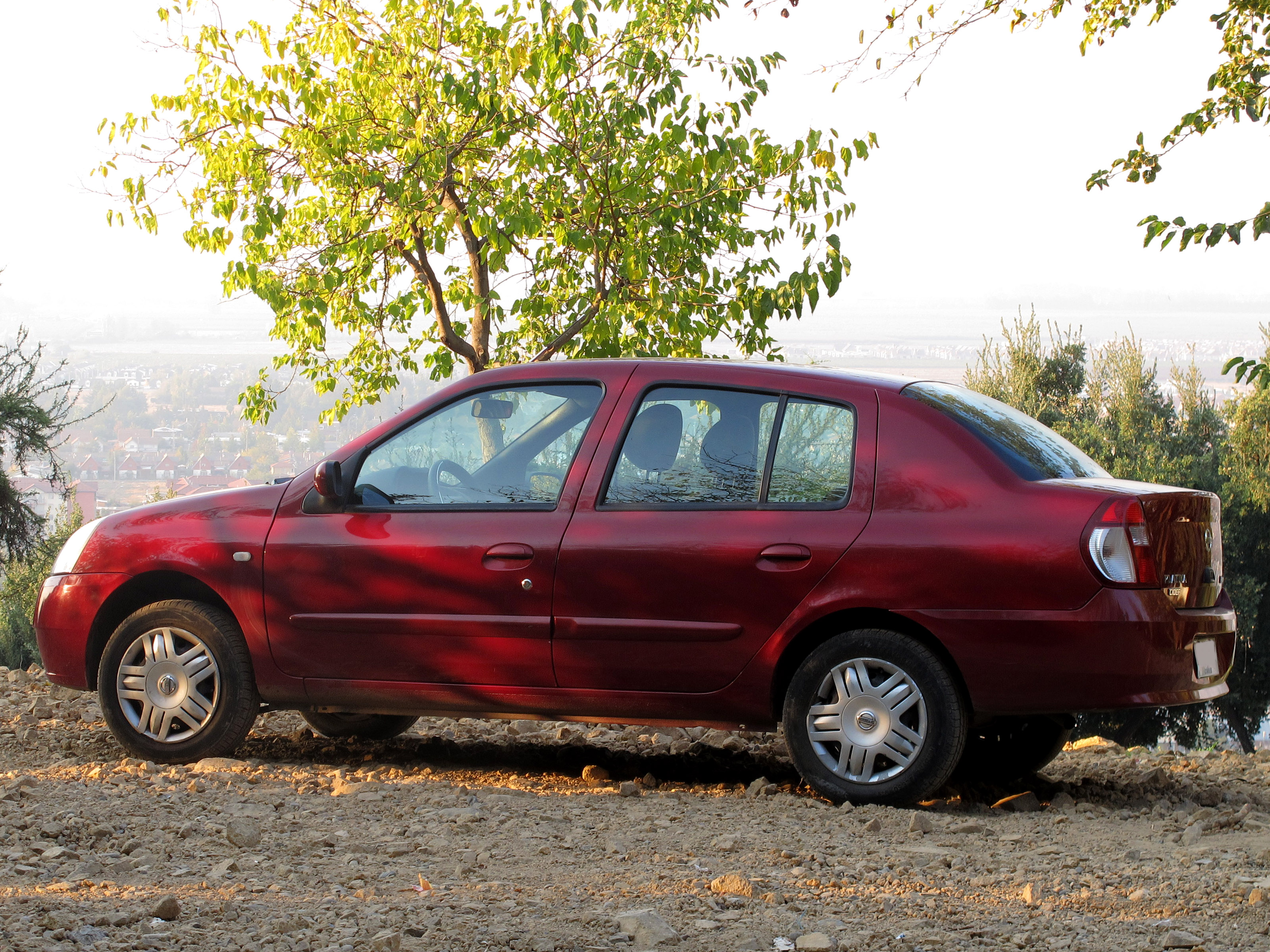
Nissan Platina 2008

### Clio Electrique
Es un prototipo movido por motor eléctrico, con una aleta delantera derecha una pequeña puerta que esconde la conexión para recargar el conjunto de baterías, compuesto por 19 baterías de níquel cadmio de 100 amperios-hora, repartidas en dos cofres a cada lado del tren posterior. Su velocidad máxima es de 90 kilómetros por hora. El Renault Clio eléctrico se denomina Renault Zoe.